# Défense moderne
Cet article utilise la notation algébrique pour décrire des coups du jeu d'échecs.
|   | a | b | c | d | e | f | g | h |   |
| 8 | Tour noire sur case blanche a8 · Cavalier noir sur case noire b8 · Fou noir sur case blanche c8 · Dame noire sur case noire d8 · Roi noir sur case blanche e8 · Fou noir sur case noire f8 · Cavalier noir sur case blanche g8 · Tour noire sur case noire h8 · Pion noir sur case noire a7 · Pion noir sur case blanche b7 · Pion noir sur case noire c7 · Pion noir sur case blanche d7 · Pion noir sur case noire e7 · Pion noir sur case blanche f7 · Pion noir sur case blanche h7 · Pion noir sur case blanche g6 · Pion blanc sur case blanche e4 · Pion blanc sur case blanche a2 · Pion blanc sur case noire b2 · Pion blanc sur case blanche c2 · Pion blanc sur case noire d2 · Pion blanc sur case noire f2 · Pion blanc sur case blanche g2 · Pion blanc sur case noire h2 · Tour blanche sur case noire a1 · Cavalier blanc sur case blanche b1 · Fou blanc sur case noire c1 · Dame blanche sur case blanche d1 · Roi blanc sur case noire e1 · Fou blanc sur case blanche f1 · Cavalier blanc sur case noire g1 · Tour blanche sur case blanche h1 | Tour noire sur case blanche a8 · Cavalier noir sur case noire b8 · Fou noir sur case blanche c8 · Dame noire sur case noire d8 · Roi noir sur case blanche e8 · Fou noir sur case noire f8 · Cavalier noir sur case blanche g8 · Tour noire sur case noire h8 · Pion noir sur case noire a7 · Pion noir sur case blanche b7 · Pion noir sur case noire c7 · Pion noir sur case blanche d7 · Pion noir sur case noire e7 · Pion noir sur case blanche f7 · Pion noir sur case blanche h7 · Pion noir sur case blanche g6 · Pion blanc sur case blanche e4 · Pion blanc sur case blanche a2 · Pion blanc sur case noire b2 · Pion blanc sur case blanche c2 · Pion blanc sur case noire d2 · Pion blanc sur case noire f2 · Pion blanc sur case blanche g2 · Pion blanc sur case noire h2 · Tour blanche sur case noire a1 · Cavalier blanc sur case blanche b1 · Fou blanc sur case noire c1 · Dame blanche sur case blanche d1 · Roi blanc sur case noire e1 · Fou blanc sur case blanche f1 · Cavalier blanc sur case noire g1 · Tour blanche sur case blanche h1 | Tour noire sur case blanche a8 · Cavalier noir sur case noire b8 · Fou noir sur case blanche c8 · Dame noire sur case noire d8 · Roi noir sur case blanche e8 · Fou noir sur case noire f8 · Cavalier noir sur case blanche g8 · Tour noire sur case noire h8 · Pion noir sur case noire a7 · Pion noir sur case blanche b7 · Pion noir sur case noire c7 · Pion noir sur case blanche d7 · Pion noir sur case noire e7 · Pion noir sur case blanche f7 · Pion noir sur case blanche h7 · Pion noir sur case blanche g6 · Pion blanc sur case blanche e4 · Pion blanc sur case blanche a2 · Pion blanc sur case noire b2 · Pion blanc sur case blanche c2 · Pion blanc sur case noire d2 · Pion blanc sur case noire f2 · Pion blanc sur case blanche g2 · Pion blanc sur case noire h2 · Tour blanche sur case noire a1 · Cavalier blanc sur case blanche b1 · Fou blanc sur case noire c1 · Dame blanche sur case blanche d1 · Roi blanc sur case noire e1 · Fou blanc sur case blanche f1 · Cavalier blanc sur case noire g1 · Tour blanche sur case blanche h1 | Tour noire sur case blanche a8 · Cavalier noir sur case noire b8 · Fou noir sur case blanche c8 · Dame noire sur case noire d8 · Roi noir sur case blanche e8 · Fou noir sur case noire f8 · Cavalier noir sur case blanche g8 · Tour noire sur case noire h8 · Pion noir sur case noire a7 · Pion noir sur case blanche b7 · Pion noir sur case noire c7 · Pion noir sur case blanche d7 · Pion noir sur case noire e7 · Pion noir sur case blanche f7 · Pion noir sur case blanche h7 · Pion noir sur case blanche g6 · Pion blanc sur case blanche e4 · Pion blanc sur case blanche a2 · Pion blanc sur case noire b2 · Pion blanc sur case blanche c2 · Pion blanc sur case noire d2 · Pion blanc sur case noire f2 · Pion blanc sur case blanche g2 · Pion blanc sur case noire h2 · Tour blanche sur case noire a1 · Cavalier blanc sur case blanche b1 · Fou blanc sur case noire c1 · Dame blanche sur case blanche d1 · Roi blanc sur case noire e1 · Fou blanc sur case blanche f1 · Cavalier blanc sur case noire g1 · Tour blanche sur case blanche h1 | Tour noire sur case blanche a8 · Cavalier noir sur case noire b8 · Fou noir sur case blanche c8 · Dame noire sur case noire d8 · Roi noir sur case blanche e8 · Fou noir sur case noire f8 · Cavalier noir sur case blanche g8 · Tour noire sur case noire h8 · Pion noir sur case noire a7 · Pion noir sur case blanche b7 · Pion noir sur case noire c7 · Pion noir sur case blanche d7 · Pion noir sur case noire e7 · Pion noir sur case blanche f7 · Pion noir sur case blanche h7 · Pion noir sur case blanche g6 · Pion blanc sur case blanche e4 · Pion blanc sur case blanche a2 · Pion blanc sur case noire b2 · Pion blanc sur case blanche c2 · Pion blanc sur case noire d2 · Pion blanc sur case noire f2 · Pion blanc sur case blanche g2 · Pion blanc sur case noire h2 · Tour blanche sur case noire a1 · Cavalier blanc sur case blanche b1 · Fou blanc sur case noire c1 · Dame blanche sur case blanche d1 · Roi blanc sur case noire e1 · Fou blanc sur case blanche f1 · Cavalier blanc sur case noire g1 · Tour blanche sur case blanche h1 | Tour noire sur case blanche a8 · Cavalier noir sur case noire b8 · Fou noir sur case blanche c8 · Dame noire sur case noire d8 · Roi noir sur case blanche e8 · Fou noir sur case noire f8 · Cavalier noir sur case blanche g8 · Tour noire sur case noire h8 · Pion noir sur case noire a7 · Pion noir sur case blanche b7 · Pion noir sur case noire c7 · Pion noir sur case blanche d7 · Pion noir sur case noire e7 · Pion noir sur case blanche f7 · Pion noir sur case blanche h7 · Pion noir sur case blanche g6 · Pion blanc sur case blanche e4 · Pion blanc sur case blanche a2 · Pion blanc sur case noire b2 · Pion blanc sur case blanche c2 · Pion blanc sur case noire d2 · Pion blanc sur case noire f2 · Pion blanc sur case blanche g2 · Pion blanc sur case noire h2 · Tour blanche sur case noire a1 · Cavalier blanc sur case blanche b1 · Fou blanc sur case noire c1 · Dame blanche sur case blanche d1 · Roi blanc sur case noire e1 · Fou blanc sur case blanche f1 · Cavalier blanc sur case noire g1 · Tour blanche sur case blanche h1 | Tour noire sur case blanche a8 · Cavalier noir sur case noire b8 · Fou noir sur case blanche c8 · Dame noire sur case noire d8 · Roi noir sur case blanche e8 · Fou noir sur case noire f8 · Cavalier noir sur case blanche g8 · Tour noire sur case noire h8 · Pion noir sur case noire a7 · Pion noir sur case blanche b7 · Pion noir sur case noire c7 · Pion noir sur case blanche d7 · Pion noir sur case noire e7 · Pion noir sur case blanche f7 · Pion noir sur case blanche h7 · Pion noir sur case blanche g6 · Pion blanc sur case blanche e4 · Pion blanc sur case blanche a2 · Pion blanc sur case noire b2 · Pion blanc sur case blanche c2 · Pion blanc sur case noire d2 · Pion blanc sur case noire f2 · Pion blanc sur case blanche g2 · Pion blanc sur case noire h2 · Tour blanche sur case noire a1 · Cavalier blanc sur case blanche b1 · Fou blanc sur case noire c1 · Dame blanche sur case blanche d1 · Roi blanc sur case noire e1 · Fou blanc sur case blanche f1 · Cavalier blanc sur case noire g1 · Tour blanche sur case blanche h1 | Tour noire sur case blanche a8 · Cavalier noir sur case noire b8 · Fou noir sur case blanche c8 · Dame noire sur case noire d8 · Roi noir sur case blanche e8 · Fou noir sur case noire f8 · Cavalier noir sur case blanche g8 · Tour noire sur case noire h8 · Pion noir sur case noire a7 · Pion noir sur case blanche b7 · Pion noir sur case noire c7 · Pion noir sur case blanche d7 · Pion noir sur case noire e7 · Pion noir sur case blanche f7 · Pion noir sur case blanche h7 · Pion noir sur case blanche g6 · Pion blanc sur case blanche e4 · Pion blanc sur case blanche a2 · Pion blanc sur case noire b2 · Pion blanc sur case blanche c2 · Pion blanc sur case noire d2 · Pion blanc sur case noire f2 · Pion blanc sur case blanche g2 · Pion blanc sur case noire h2 · Tour blanche sur case noire a1 · Cavalier blanc sur case blanche b1 · Fou blanc sur case noire c1 · Dame blanche sur case blanche d1 · Roi blanc sur case noire e1 · Fou blanc sur case blanche f1 · Cavalier blanc sur case noire g1 · Tour blanche sur case blanche h1 | 8 |
| 7 | Tour noire sur case blanche a8 · Cavalier noir sur case noire b8 · Fou noir sur case blanche c8 · Dame noire sur case noire d8 · Roi noir sur case blanche e8 · Fou noir sur case noire f8 · Cavalier noir sur case blanche g8 · Tour noire sur case noire h8 · Pion noir sur case noire a7 · Pion noir sur case blanche b7 · Pion noir sur case noire c7 · Pion noir sur case blanche d7 · Pion noir sur case noire e7 · Pion noir sur case blanche f7 · Pion noir sur case blanche h7 · Pion noir sur case blanche g6 · Pion blanc sur case blanche e4 · Pion blanc sur case blanche a2 · Pion blanc sur case noire b2 · Pion blanc sur case blanche c2 · Pion blanc sur case noire d2 · Pion blanc sur case noire f2 · Pion blanc sur case blanche g2 · Pion blanc sur case noire h2 · Tour blanche sur case noire a1 · Cavalier blanc sur case blanche b1 · Fou blanc sur case noire c1 · Dame blanche sur case blanche d1 · Roi blanc sur case noire e1 · Fou blanc sur case blanche f1 · Cavalier blanc sur case noire g1 · Tour blanche sur case blanche h1 | Tour noire sur case blanche a8 · Cavalier noir sur case noire b8 · Fou noir sur case blanche c8 · Dame noire sur case noire d8 · Roi noir sur case blanche e8 · Fou noir sur case noire f8 · Cavalier noir sur case blanche g8 · Tour noire sur case noire h8 · Pion noir sur case noire a7 · Pion noir sur case blanche b7 · Pion noir sur case noire c7 · Pion noir sur case blanche d7 · Pion noir sur case noire e7 · Pion noir sur case blanche f7 · Pion noir sur case blanche h7 · Pion noir sur case blanche g6 · Pion blanc sur case blanche e4 · Pion blanc sur case blanche a2 · Pion blanc sur case noire b2 · Pion blanc sur case blanche c2 · Pion blanc sur case noire d2 · Pion blanc sur case noire f2 · Pion blanc sur case blanche g2 · Pion blanc sur case noire h2 · Tour blanche sur case noire a1 · Cavalier blanc sur case blanche b1 · Fou blanc sur case noire c1 · Dame blanche sur case blanche d1 · Roi blanc sur case noire e1 · Fou blanc sur case blanche f1 · Cavalier blanc sur case noire g1 · Tour blanche sur case blanche h1 | Tour noire sur case blanche a8 · Cavalier noir sur case noire b8 · Fou noir sur case blanche c8 · Dame noire sur case noire d8 · Roi noir sur case blanche e8 · Fou noir sur case noire f8 · Cavalier noir sur case blanche g8 · Tour noire sur case noire h8 · Pion noir sur case noire a7 · Pion noir sur case blanche b7 · Pion noir sur case noire c7 · Pion noir sur case blanche d7 · Pion noir sur case noire e7 · Pion noir sur case blanche f7 · Pion noir sur case blanche h7 · Pion noir sur case blanche g6 · Pion blanc sur case blanche e4 · Pion blanc sur case blanche a2 · Pion blanc sur case noire b2 · Pion blanc sur case blanche c2 · Pion blanc sur case noire d2 · Pion blanc sur case noire f2 · Pion blanc sur case blanche g2 · Pion blanc sur case noire h2 · Tour blanche sur case noire a1 · Cavalier blanc sur case blanche b1 · Fou blanc sur case noire c1 · Dame blanche sur case blanche d1 · Roi blanc sur case noire e1 · Fou blanc sur case blanche f1 · Cavalier blanc sur case noire g1 · Tour blanche sur case blanche h1 | Tour noire sur case blanche a8 · Cavalier noir sur case noire b8 · Fou noir sur case blanche c8 · Dame noire sur case noire d8 · Roi noir sur case blanche e8 · Fou noir sur case noire f8 · Cavalier noir sur case blanche g8 · Tour noire sur case noire h8 · Pion noir sur case noire a7 · Pion noir sur case blanche b7 · Pion noir sur case noire c7 · Pion noir sur case blanche d7 · Pion noir sur case noire e7 · Pion noir sur case blanche f7 · Pion noir sur case blanche h7 · Pion noir sur case blanche g6 · Pion blanc sur case blanche e4 · Pion blanc sur case blanche a2 · Pion blanc sur case noire b2 · Pion blanc sur case blanche c2 · Pion blanc sur case noire d2 · Pion blanc sur case noire f2 · Pion blanc sur case blanche g2 · Pion blanc sur case noire h2 · Tour blanche sur case noire a1 · Cavalier blanc sur case blanche b1 · Fou blanc sur case noire c1 · Dame blanche sur case blanche d1 · Roi blanc sur case noire e1 · Fou blanc sur case blanche f1 · Cavalier blanc sur case noire g1 · Tour blanche sur case blanche h1 | Tour noire sur case blanche a8 · Cavalier noir sur case noire b8 · Fou noir sur case blanche c8 · Dame noire sur case noire d8 · Roi noir sur case blanche e8 · Fou noir sur case noire f8 · Cavalier noir sur case blanche g8 · Tour noire sur case noire h8 · Pion noir sur case noire a7 · Pion noir sur case blanche b7 · Pion noir sur case noire c7 · Pion noir sur case blanche d7 · Pion noir sur case noire e7 · Pion noir sur case blanche f7 · Pion noir sur case blanche h7 · Pion noir sur case blanche g6 · Pion blanc sur case blanche e4 · Pion blanc sur case blanche a2 · Pion blanc sur case noire b2 · Pion blanc sur case blanche c2 · Pion blanc sur case noire d2 · Pion blanc sur case noire f2 · Pion blanc sur case blanche g2 · Pion blanc sur case noire h2 · Tour blanche sur case noire a1 · Cavalier blanc sur case blanche b1 · Fou blanc sur case noire c1 · Dame blanche sur case blanche d1 · Roi blanc sur case noire e1 · Fou blanc sur case blanche f1 · Cavalier blanc sur case noire g1 · Tour blanche sur case blanche h1 | Tour noire sur case blanche a8 · Cavalier noir sur case noire b8 · Fou noir sur case blanche c8 · Dame noire sur case noire d8 · Roi noir sur case blanche e8 · Fou noir sur case noire f8 · Cavalier noir sur case blanche g8 · Tour noire sur case noire h8 · Pion noir sur case noire a7 · Pion noir sur case blanche b7 · Pion noir sur case noire c7 · Pion noir sur case blanche d7 · Pion noir sur case noire e7 · Pion noir sur case blanche f7 · Pion noir sur case blanche h7 · Pion noir sur case blanche g6 · Pion blanc sur case blanche e4 · Pion blanc sur case blanche a2 · Pion blanc sur case noire b2 · Pion blanc sur case blanche c2 · Pion blanc sur case noire d2 · Pion blanc sur case noire f2 · Pion blanc sur case blanche g2 · Pion blanc sur case noire h2 · Tour blanche sur case noire a1 · Cavalier blanc sur case blanche b1 · Fou blanc sur case noire c1 · Dame blanche sur case blanche d1 · Roi blanc sur case noire e1 · Fou blanc sur case blanche f1 · Cavalier blanc sur case noire g1 · Tour blanche sur case blanche h1 | Tour noire sur case blanche a8 · Cavalier noir sur case noire b8 · Fou noir sur case blanche c8 · Dame noire sur case noire d8 · Roi noir sur case blanche e8 · Fou noir sur case noire f8 · Cavalier noir sur case blanche g8 · Tour noire sur case noire h8 · Pion noir sur case noire a7 · Pion noir sur case blanche b7 · Pion noir sur case noire c7 · Pion noir sur case blanche d7 · Pion noir sur case noire e7 · Pion noir sur case blanche f7 · Pion noir sur case blanche h7 · Pion noir sur case blanche g6 · Pion blanc sur case blanche e4 · Pion blanc sur case blanche a2 · Pion blanc sur case noire b2 · Pion blanc sur case blanche c2 · Pion blanc sur case noire d2 · Pion blanc sur case noire f2 · Pion blanc sur case blanche g2 · Pion blanc sur case noire h2 · Tour blanche sur case noire a1 · Cavalier blanc sur case blanche b1 · Fou blanc sur case noire c1 · Dame blanche sur case blanche d1 · Roi blanc sur case noire e1 · Fou blanc sur case blanche f1 · Cavalier blanc sur case noire g1 · Tour blanche sur case blanche h1 | Tour noire sur case blanche a8 · Cavalier noir sur case noire b8 · Fou noir sur case blanche c8 · Dame noire sur case noire d8 · Roi noir sur case blanche e8 · Fou noir sur case noire f8 · Cavalier noir sur case blanche g8 · Tour noire sur case noire h8 · Pion noir sur case noire a7 · Pion noir sur case blanche b7 · Pion noir sur case noire c7 · Pion noir sur case blanche d7 · Pion noir sur case noire e7 · Pion noir sur case blanche f7 · Pion noir sur case blanche h7 · Pion noir sur case blanche g6 · Pion blanc sur case blanche e4 · Pion blanc sur case blanche a2 · Pion blanc sur case noire b2 · Pion blanc sur case blanche c2 · Pion blanc sur case noire d2 · Pion blanc sur case noire f2 · Pion blanc sur case blanche g2 · Pion blanc sur case noire h2 · Tour blanche sur case noire a1 · Cavalier blanc sur case blanche b1 · Fou blanc sur case noire c1 · Dame blanche sur case blanche d1 · Roi blanc sur case noire e1 · Fou blanc sur case blanche f1 · Cavalier blanc sur case noire g1 · Tour blanche sur case blanche h1 | 7 |
| 6 | Tour noire sur case blanche a8 · Cavalier noir sur case noire b8 · Fou noir sur case blanche c8 · Dame noire sur case noire d8 · Roi noir sur case blanche e8 · Fou noir sur case noire f8 · Cavalier noir sur case blanche g8 · Tour noire sur case noire h8 · Pion noir sur case noire a7 · Pion noir sur case blanche b7 · Pion noir sur case noire c7 · Pion noir sur case blanche d7 · Pion noir sur case noire e7 · Pion noir sur case blanche f7 · Pion noir sur case blanche h7 · Pion noir sur case blanche g6 · Pion blanc sur case blanche e4 · Pion blanc sur case blanche a2 · Pion blanc sur case noire b2 · Pion blanc sur case blanche c2 · Pion blanc sur case noire d2 · Pion blanc sur case noire f2 · Pion blanc sur case blanche g2 · Pion blanc sur case noire h2 · Tour blanche sur case noire a1 · Cavalier blanc sur case blanche b1 · Fou blanc sur case noire c1 · Dame blanche sur case blanche d1 · Roi blanc sur case noire e1 · Fou blanc sur case blanche f1 · Cavalier blanc sur case noire g1 · Tour blanche sur case blanche h1 | Tour noire sur case blanche a8 · Cavalier noir sur case noire b8 · Fou noir sur case blanche c8 · Dame noire sur case noire d8 · Roi noir sur case blanche e8 · Fou noir sur case noire f8 · Cavalier noir sur case blanche g8 · Tour noire sur case noire h8 · Pion noir sur case noire a7 · Pion noir sur case blanche b7 · Pion noir sur case noire c7 · Pion noir sur case blanche d7 · Pion noir sur case noire e7 · Pion noir sur case blanche f7 · Pion noir sur case blanche h7 · Pion noir sur case blanche g6 · Pion blanc sur case blanche e4 · Pion blanc sur case blanche a2 · Pion blanc sur case noire b2 · Pion blanc sur case blanche c2 · Pion blanc sur case noire d2 · Pion blanc sur case noire f2 · Pion blanc sur case blanche g2 · Pion blanc sur case noire h2 · Tour blanche sur case noire a1 · Cavalier blanc sur case blanche b1 · Fou blanc sur case noire c1 · Dame blanche sur case blanche d1 · Roi blanc sur case noire e1 · Fou blanc sur case blanche f1 · Cavalier blanc sur case noire g1 · Tour blanche sur case blanche h1 | Tour noire sur case blanche a8 · Cavalier noir sur case noire b8 · Fou noir sur case blanche c8 · Dame noire sur case noire d8 · Roi noir sur case blanche e8 · Fou noir sur case noire f8 · Cavalier noir sur case blanche g8 · Tour noire sur case noire h8 · Pion noir sur case noire a7 · Pion noir sur case blanche b7 · Pion noir sur case noire c7 · Pion noir sur case blanche d7 · Pion noir sur case noire e7 · Pion noir sur case blanche f7 · Pion noir sur case blanche h7 · Pion noir sur case blanche g6 · Pion blanc sur case blanche e4 · Pion blanc sur case blanche a2 · Pion blanc sur case noire b2 · Pion blanc sur case blanche c2 · Pion blanc sur case noire d2 · Pion blanc sur case noire f2 · Pion blanc sur case blanche g2 · Pion blanc sur case noire h2 · Tour blanche sur case noire a1 · Cavalier blanc sur case blanche b1 · Fou blanc sur case noire c1 · Dame blanche sur case blanche d1 · Roi blanc sur case noire e1 · Fou blanc sur case blanche f1 · Cavalier blanc sur case noire g1 · Tour blanche sur case blanche h1 | Tour noire sur case blanche a8 · Cavalier noir sur case noire b8 · Fou noir sur case blanche c8 · Dame noire sur case noire d8 · Roi noir sur case blanche e8 · Fou noir sur case noire f8 · Cavalier noir sur case blanche g8 · Tour noire sur case noire h8 · Pion noir sur case noire a7 · Pion noir sur case blanche b7 · Pion noir sur case noire c7 · Pion noir sur case blanche d7 · Pion noir sur case noire e7 · Pion noir sur case blanche f7 · Pion noir sur case blanche h7 · Pion noir sur case blanche g6 · Pion blanc sur case blanche e4 · Pion blanc sur case blanche a2 · Pion blanc sur case noire b2 · Pion blanc sur case blanche c2 · Pion blanc sur case noire d2 · Pion blanc sur case noire f2 · Pion blanc sur case blanche g2 · Pion blanc sur case noire h2 · Tour blanche sur case noire a1 · Cavalier blanc sur case blanche b1 · Fou blanc sur case noire c1 · Dame blanche sur case blanche d1 · Roi blanc sur case noire e1 · Fou blanc sur case blanche f1 · Cavalier blanc sur case noire g1 · Tour blanche sur case blanche h1 | Tour noire sur case blanche a8 · Cavalier noir sur case noire b8 · Fou noir sur case blanche c8 · Dame noire sur case noire d8 · Roi noir sur case blanche e8 · Fou noir sur case noire f8 · Cavalier noir sur case blanche g8 · Tour noire sur case noire h8 · Pion noir sur case noire a7 · Pion noir sur case blanche b7 · Pion noir sur case noire c7 · Pion noir sur case blanche d7 · Pion noir sur case noire e7 · Pion noir sur case blanche f7 · Pion noir sur case blanche h7 · Pion noir sur case blanche g6 · Pion blanc sur case blanche e4 · Pion blanc sur case blanche a2 · Pion blanc sur case noire b2 · Pion blanc sur case blanche c2 · Pion blanc sur case noire d2 · Pion blanc sur case noire f2 · Pion blanc sur case blanche g2 · Pion blanc sur case noire h2 · Tour blanche sur case noire a1 · Cavalier blanc sur case blanche b1 · Fou blanc sur case noire c1 · Dame blanche sur case blanche d1 · Roi blanc sur case noire e1 · Fou blanc sur case blanche f1 · Cavalier blanc sur case noire g1 · Tour blanche sur case blanche h1 | Tour noire sur case blanche a8 · Cavalier noir sur case noire b8 · Fou noir sur case blanche c8 · Dame noire sur case noire d8 · Roi noir sur case blanche e8 · Fou noir sur case noire f8 · Cavalier noir sur case blanche g8 · Tour noire sur case noire h8 · Pion noir sur case noire a7 · Pion noir sur case blanche b7 · Pion noir sur case noire c7 · Pion noir sur case blanche d7 · Pion noir sur case noire e7 · Pion noir sur case blanche f7 · Pion noir sur case blanche h7 · Pion noir sur case blanche g6 · Pion blanc sur case blanche e4 · Pion blanc sur case blanche a2 · Pion blanc sur case noire b2 · Pion blanc sur case blanche c2 · Pion blanc sur case noire d2 · Pion blanc sur case noire f2 · Pion blanc sur case blanche g2 · Pion blanc sur case noire h2 · Tour blanche sur case noire a1 · Cavalier blanc sur case blanche b1 · Fou blanc sur case noire c1 · Dame blanche sur case blanche d1 · Roi blanc sur case noire e1 · Fou blanc sur case blanche f1 · Cavalier blanc sur case noire g1 · Tour blanche sur case blanche h1 | Tour noire sur case blanche a8 · Cavalier noir sur case noire b8 · Fou noir sur case blanche c8 · Dame noire sur case noire d8 · Roi noir sur case blanche e8 · Fou noir sur case noire f8 · Cavalier noir sur case blanche g8 · Tour noire sur case noire h8 · Pion noir sur case noire a7 · Pion noir sur case blanche b7 · Pion noir sur case noire c7 · Pion noir sur case blanche d7 · Pion noir sur case noire e7 · Pion noir sur case blanche f7 · Pion noir sur case blanche h7 · Pion noir sur case blanche g6 · Pion blanc sur case blanche e4 · Pion blanc sur case blanche a2 · Pion blanc sur case noire b2 · Pion blanc sur case blanche c2 · Pion blanc sur case noire d2 · Pion blanc sur case noire f2 · Pion blanc sur case blanche g2 · Pion blanc sur case noire h2 · Tour blanche sur case noire a1 · Cavalier blanc sur case blanche b1 · Fou blanc sur case noire c1 · Dame blanche sur case blanche d1 · Roi blanc sur case noire e1 · Fou blanc sur case blanche f1 · Cavalier blanc sur case noire g1 · Tour blanche sur case blanche h1 | Tour noire sur case blanche a8 · Cavalier noir sur case noire b8 · Fou noir sur case blanche c8 · Dame noire sur case noire d8 · Roi noir sur case blanche e8 · Fou noir sur case noire f8 · Cavalier noir sur case blanche g8 · Tour noire sur case noire h8 · Pion noir sur case noire a7 · Pion noir sur case blanche b7 · Pion noir sur case noire c7 · Pion noir sur case blanche d7 · Pion noir sur case noire e7 · Pion noir sur case blanche f7 · Pion noir sur case blanche h7 · Pion noir sur case blanche g6 · Pion blanc sur case blanche e4 · Pion blanc sur case blanche a2 · Pion blanc sur case noire b2 · Pion blanc sur case blanche c2 · Pion blanc sur case noire d2 · Pion blanc sur case noire f2 · Pion blanc sur case blanche g2 · Pion blanc sur case noire h2 · Tour blanche sur case noire a1 · Cavalier blanc sur case blanche b1 · Fou blanc sur case noire c1 · Dame blanche sur case blanche d1 · Roi blanc sur case noire e1 · Fou blanc sur case blanche f1 · Cavalier blanc sur case noire g1 · Tour blanche sur case blanche h1 | 6 |
| 5 | Tour noire sur case blanche a8 · Cavalier noir sur case noire b8 · Fou noir sur case blanche c8 · Dame noire sur case noire d8 · Roi noir sur case blanche e8 · Fou noir sur case noire f8 · Cavalier noir sur case blanche g8 · Tour noire sur case noire h8 · Pion noir sur case noire a7 · Pion noir sur case blanche b7 · Pion noir sur case noire c7 · Pion noir sur case blanche d7 · Pion noir sur case noire e7 · Pion noir sur case blanche f7 · Pion noir sur case blanche h7 · Pion noir sur case blanche g6 · Pion blanc sur case blanche e4 · Pion blanc sur case blanche a2 · Pion blanc sur case noire b2 · Pion blanc sur case blanche c2 · Pion blanc sur case noire d2 · Pion blanc sur case noire f2 · Pion blanc sur case blanche g2 · Pion blanc sur case noire h2 · Tour blanche sur case noire a1 · Cavalier blanc sur case blanche b1 · Fou blanc sur case noire c1 · Dame blanche sur case blanche d1 · Roi blanc sur case noire e1 · Fou blanc sur case blanche f1 · Cavalier blanc sur case noire g1 · Tour blanche sur case blanche h1 | Tour noire sur case blanche a8 · Cavalier noir sur case noire b8 · Fou noir sur case blanche c8 · Dame noire sur case noire d8 · Roi noir sur case blanche e8 · Fou noir sur case noire f8 · Cavalier noir sur case blanche g8 · Tour noire sur case noire h8 · Pion noir sur case noire a7 · Pion noir sur case blanche b7 · Pion noir sur case noire c7 · Pion noir sur case blanche d7 · Pion noir sur case noire e7 · Pion noir sur case blanche f7 · Pion noir sur case blanche h7 · Pion noir sur case blanche g6 · Pion blanc sur case blanche e4 · Pion blanc sur case blanche a2 · Pion blanc sur case noire b2 · Pion blanc sur case blanche c2 · Pion blanc sur case noire d2 · Pion blanc sur case noire f2 · Pion blanc sur case blanche g2 · Pion blanc sur case noire h2 · Tour blanche sur case noire a1 · Cavalier blanc sur case blanche b1 · Fou blanc sur case noire c1 · Dame blanche sur case blanche d1 · Roi blanc sur case noire e1 · Fou blanc sur case blanche f1 · Cavalier blanc sur case noire g1 · Tour blanche sur case blanche h1 | Tour noire sur case blanche a8 · Cavalier noir sur case noire b8 · Fou noir sur case blanche c8 · Dame noire sur case noire d8 · Roi noir sur case blanche e8 · Fou noir sur case noire f8 · Cavalier noir sur case blanche g8 · Tour noire sur case noire h8 · Pion noir sur case noire a7 · Pion noir sur case blanche b7 · Pion noir sur case noire c7 · Pion noir sur case blanche d7 · Pion noir sur case noire e7 · Pion noir sur case blanche f7 · Pion noir sur case blanche h7 · Pion noir sur case blanche g6 · Pion blanc sur case blanche e4 · Pion blanc sur case blanche a2 · Pion blanc sur case noire b2 · Pion blanc sur case blanche c2 · Pion blanc sur case noire d2 · Pion blanc sur case noire f2 · Pion blanc sur case blanche g2 · Pion blanc sur case noire h2 · Tour blanche sur case noire a1 · Cavalier blanc sur case blanche b1 · Fou blanc sur case noire c1 · Dame blanche sur case blanche d1 · Roi blanc sur case noire e1 · Fou blanc sur case blanche f1 · Cavalier blanc sur case noire g1 · Tour blanche sur case blanche h1 | Tour noire sur case blanche a8 · Cavalier noir sur case noire b8 · Fou noir sur case blanche c8 · Dame noire sur case noire d8 · Roi noir sur case blanche e8 · Fou noir sur case noire f8 · Cavalier noir sur case blanche g8 · Tour noire sur case noire h8 · Pion noir sur case noire a7 · Pion noir sur case blanche b7 · Pion noir sur case noire c7 · Pion noir sur case blanche d7 · Pion noir sur case noire e7 · Pion noir sur case blanche f7 · Pion noir sur case blanche h7 · Pion noir sur case blanche g6 · Pion blanc sur case blanche e4 · Pion blanc sur case blanche a2 · Pion blanc sur case noire b2 · Pion blanc sur case blanche c2 · Pion blanc sur case noire d2 · Pion blanc sur case noire f2 · Pion blanc sur case blanche g2 · Pion blanc sur case noire h2 · Tour blanche sur case noire a1 · Cavalier blanc sur case blanche b1 · Fou blanc sur case noire c1 · Dame blanche sur case blanche d1 · Roi blanc sur case noire e1 · Fou blanc sur case blanche f1 · Cavalier blanc sur case noire g1 · Tour blanche sur case blanche h1 | Tour noire sur case blanche a8 · Cavalier noir sur case noire b8 · Fou noir sur case blanche c8 · Dame noire sur case noire d8 · Roi noir sur case blanche e8 · Fou noir sur case noire f8 · Cavalier noir sur case blanche g8 · Tour noire sur case noire h8 · Pion noir sur case noire a7 · Pion noir sur case blanche b7 · Pion noir sur case noire c7 · Pion noir sur case blanche d7 · Pion noir sur case noire e7 · Pion noir sur case blanche f7 · Pion noir sur case blanche h7 · Pion noir sur case blanche g6 · Pion blanc sur case blanche e4 · Pion blanc sur case blanche a2 · Pion blanc sur case noire b2 · Pion blanc sur case blanche c2 · Pion blanc sur case noire d2 · Pion blanc sur case noire f2 · Pion blanc sur case blanche g2 · Pion blanc sur case noire h2 · Tour blanche sur case noire a1 · Cavalier blanc sur case blanche b1 · Fou blanc sur case noire c1 · Dame blanche sur case blanche d1 · Roi blanc sur case noire e1 · Fou blanc sur case blanche f1 · Cavalier blanc sur case noire g1 · Tour blanche sur case blanche h1 | Tour noire sur case blanche a8 · Cavalier noir sur case noire b8 · Fou noir sur case blanche c8 · Dame noire sur case noire d8 · Roi noir sur case blanche e8 · Fou noir sur case noire f8 · Cavalier noir sur case blanche g8 · Tour noire sur case noire h8 · Pion noir sur case noire a7 · Pion noir sur case blanche b7 · Pion noir sur case noire c7 · Pion noir sur case blanche d7 · Pion noir sur case noire e7 · Pion noir sur case blanche f7 · Pion noir sur case blanche h7 · Pion noir sur case blanche g6 · Pion blanc sur case blanche e4 · Pion blanc sur case blanche a2 · Pion blanc sur case noire b2 · Pion blanc sur case blanche c2 · Pion blanc sur case noire d2 · Pion blanc sur case noire f2 · Pion blanc sur case blanche g2 · Pion blanc sur case noire h2 · Tour blanche sur case noire a1 · Cavalier blanc sur case blanche b1 · Fou blanc sur case noire c1 · Dame blanche sur case blanche d1 · Roi blanc sur case noire e1 · Fou blanc sur case blanche f1 · Cavalier blanc sur case noire g1 · Tour blanche sur case blanche h1 | Tour noire sur case blanche a8 · Cavalier noir sur case noire b8 · Fou noir sur case blanche c8 · Dame noire sur case noire d8 · Roi noir sur case blanche e8 · Fou noir sur case noire f8 · Cavalier noir sur case blanche g8 · Tour noire sur case noire h8 · Pion noir sur case noire a7 · Pion noir sur case blanche b7 · Pion noir sur case noire c7 · Pion noir sur case blanche d7 · Pion noir sur case noire e7 · Pion noir sur case blanche f7 · Pion noir sur case blanche h7 · Pion noir sur case blanche g6 · Pion blanc sur case blanche e4 · Pion blanc sur case blanche a2 · Pion blanc sur case noire b2 · Pion blanc sur case blanche c2 · Pion blanc sur case noire d2 · Pion blanc sur case noire f2 · Pion blanc sur case blanche g2 · Pion blanc sur case noire h2 · Tour blanche sur case noire a1 · Cavalier blanc sur case blanche b1 · Fou blanc sur case noire c1 · Dame blanche sur case blanche d1 · Roi blanc sur case noire e1 · Fou blanc sur case blanche f1 · Cavalier blanc sur case noire g1 · Tour blanche sur case blanche h1 | Tour noire sur case blanche a8 · Cavalier noir sur case noire b8 · Fou noir sur case blanche c8 · Dame noire sur case noire d8 · Roi noir sur case blanche e8 · Fou noir sur case noire f8 · Cavalier noir sur case blanche g8 · Tour noire sur case noire h8 · Pion noir sur case noire a7 · Pion noir sur case blanche b7 · Pion noir sur case noire c7 · Pion noir sur case blanche d7 · Pion noir sur case noire e7 · Pion noir sur case blanche f7 · Pion noir sur case blanche h7 · Pion noir sur case blanche g6 · Pion blanc sur case blanche e4 · Pion blanc sur case blanche a2 · Pion blanc sur case noire b2 · Pion blanc sur case blanche c2 · Pion blanc sur case noire d2 · Pion blanc sur case noire f2 · Pion blanc sur case blanche g2 · Pion blanc sur case noire h2 · Tour blanche sur case noire a1 · Cavalier blanc sur case blanche b1 · Fou blanc sur case noire c1 · Dame blanche sur case blanche d1 · Roi blanc sur case noire e1 · Fou blanc sur case blanche f1 · Cavalier blanc sur case noire g1 · Tour blanche sur case blanche h1 | 5 |
| 4 | Tour noire sur case blanche a8 · Cavalier noir sur case noire b8 · Fou noir sur case blanche c8 · Dame noire sur case noire d8 · Roi noir sur case blanche e8 · Fou noir sur case noire f8 · Cavalier noir sur case blanche g8 · Tour noire sur case noire h8 · Pion noir sur case noire a7 · Pion noir sur case blanche b7 · Pion noir sur case noire c7 · Pion noir sur case blanche d7 · Pion noir sur case noire e7 · Pion noir sur case blanche f7 · Pion noir sur case blanche h7 · Pion noir sur case blanche g6 · Pion blanc sur case blanche e4 · Pion blanc sur case blanche a2 · Pion blanc sur case noire b2 · Pion blanc sur case blanche c2 · Pion blanc sur case noire d2 · Pion blanc sur case noire f2 · Pion blanc sur case blanche g2 · Pion blanc sur case noire h2 · Tour blanche sur case noire a1 · Cavalier blanc sur case blanche b1 · Fou blanc sur case noire c1 · Dame blanche sur case blanche d1 · Roi blanc sur case noire e1 · Fou blanc sur case blanche f1 · Cavalier blanc sur case noire g1 · Tour blanche sur case blanche h1 | Tour noire sur case blanche a8 · Cavalier noir sur case noire b8 · Fou noir sur case blanche c8 · Dame noire sur case noire d8 · Roi noir sur case blanche e8 · Fou noir sur case noire f8 · Cavalier noir sur case blanche g8 · Tour noire sur case noire h8 · Pion noir sur case noire a7 · Pion noir sur case blanche b7 · Pion noir sur case noire c7 · Pion noir sur case blanche d7 · Pion noir sur case noire e7 · Pion noir sur case blanche f7 · Pion noir sur case blanche h7 · Pion noir sur case blanche g6 · Pion blanc sur case blanche e4 · Pion blanc sur case blanche a2 · Pion blanc sur case noire b2 · Pion blanc sur case blanche c2 · Pion blanc sur case noire d2 · Pion blanc sur case noire f2 · Pion blanc sur case blanche g2 · Pion blanc sur case noire h2 · Tour blanche sur case noire a1 · Cavalier blanc sur case blanche b1 · Fou blanc sur case noire c1 · Dame blanche sur case blanche d1 · Roi blanc sur case noire e1 · Fou blanc sur case blanche f1 · Cavalier blanc sur case noire g1 · Tour blanche sur case blanche h1 | Tour noire sur case blanche a8 · Cavalier noir sur case noire b8 · Fou noir sur case blanche c8 · Dame noire sur case noire d8 · Roi noir sur case blanche e8 · Fou noir sur case noire f8 · Cavalier noir sur case blanche g8 · Tour noire sur case noire h8 · Pion noir sur case noire a7 · Pion noir sur case blanche b7 · Pion noir sur case noire c7 · Pion noir sur case blanche d7 · Pion noir sur case noire e7 · Pion noir sur case blanche f7 · Pion noir sur case blanche h7 · Pion noir sur case blanche g6 · Pion blanc sur case blanche e4 · Pion blanc sur case blanche a2 · Pion blanc sur case noire b2 · Pion blanc sur case blanche c2 · Pion blanc sur case noire d2 · Pion blanc sur case noire f2 · Pion blanc sur case blanche g2 · Pion blanc sur case noire h2 · Tour blanche sur case noire a1 · Cavalier blanc sur case blanche b1 · Fou blanc sur case noire c1 · Dame blanche sur case blanche d1 · Roi blanc sur case noire e1 · Fou blanc sur case blanche f1 · Cavalier blanc sur case noire g1 · Tour blanche sur case blanche h1 | Tour noire sur case blanche a8 · Cavalier noir sur case noire b8 · Fou noir sur case blanche c8 · Dame noire sur case noire d8 · Roi noir sur case blanche e8 · Fou noir sur case noire f8 · Cavalier noir sur case blanche g8 · Tour noire sur case noire h8 · Pion noir sur case noire a7 · Pion noir sur case blanche b7 · Pion noir sur case noire c7 · Pion noir sur case blanche d7 · Pion noir sur case noire e7 · Pion noir sur case blanche f7 · Pion noir sur case blanche h7 · Pion noir sur case blanche g6 · Pion blanc sur case blanche e4 · Pion blanc sur case blanche a2 · Pion blanc sur case noire b2 · Pion blanc sur case blanche c2 · Pion blanc sur case noire d2 · Pion blanc sur case noire f2 · Pion blanc sur case blanche g2 · Pion blanc sur case noire h2 · Tour blanche sur case noire a1 · Cavalier blanc sur case blanche b1 · Fou blanc sur case noire c1 · Dame blanche sur case blanche d1 · Roi blanc sur case noire e1 · Fou blanc sur case blanche f1 · Cavalier blanc sur case noire g1 · Tour blanche sur case blanche h1 | Tour noire sur case blanche a8 · Cavalier noir sur case noire b8 · Fou noir sur case blanche c8 · Dame noire sur case noire d8 · Roi noir sur case blanche e8 · Fou noir sur case noire f8 · Cavalier noir sur case blanche g8 · Tour noire sur case noire h8 · Pion noir sur case noire a7 · Pion noir sur case blanche b7 · Pion noir sur case noire c7 · Pion noir sur case blanche d7 · Pion noir sur case noire e7 · Pion noir sur case blanche f7 · Pion noir sur case blanche h7 · Pion noir sur case blanche g6 · Pion blanc sur case blanche e4 · Pion blanc sur case blanche a2 · Pion blanc sur case noire b2 · Pion blanc sur case blanche c2 · Pion blanc sur case noire d2 · Pion blanc sur case noire f2 · Pion blanc sur case blanche g2 · Pion blanc sur case noire h2 · Tour blanche sur case noire a1 · Cavalier blanc sur case blanche b1 · Fou blanc sur case noire c1 · Dame blanche sur case blanche d1 · Roi blanc sur case noire e1 · Fou blanc sur case blanche f1 · Cavalier blanc sur case noire g1 · Tour blanche sur case blanche h1 | Tour noire sur case blanche a8 · Cavalier noir sur case noire b8 · Fou noir sur case blanche c8 · Dame noire sur case noire d8 · Roi noir sur case blanche e8 · Fou noir sur case noire f8 · Cavalier noir sur case blanche g8 · Tour noire sur case noire h8 · Pion noir sur case noire a7 · Pion noir sur case blanche b7 · Pion noir sur case noire c7 · Pion noir sur case blanche d7 · Pion noir sur case noire e7 · Pion noir sur case blanche f7 · Pion noir sur case blanche h7 · Pion noir sur case blanche g6 · Pion blanc sur case blanche e4 · Pion blanc sur case blanche a2 · Pion blanc sur case noire b2 · Pion blanc sur case blanche c2 · Pion blanc sur case noire d2 · Pion blanc sur case noire f2 · Pion blanc sur case blanche g2 · Pion blanc sur case noire h2 · Tour blanche sur case noire a1 · Cavalier blanc sur case blanche b1 · Fou blanc sur case noire c1 · Dame blanche sur case blanche d1 · Roi blanc sur case noire e1 · Fou blanc sur case blanche f1 · Cavalier blanc sur case noire g1 · Tour blanche sur case blanche h1 | Tour noire sur case blanche a8 · Cavalier noir sur case noire b8 · Fou noir sur case blanche c8 · Dame noire sur case noire d8 · Roi noir sur case blanche e8 · Fou noir sur case noire f8 · Cavalier noir sur case blanche g8 · Tour noire sur case noire h8 · Pion noir sur case noire a7 · Pion noir sur case blanche b7 · Pion noir sur case noire c7 · Pion noir sur case blanche d7 · Pion noir sur case noire e7 · Pion noir sur case blanche f7 · Pion noir sur case blanche h7 · Pion noir sur case blanche g6 · Pion blanc sur case blanche e4 · Pion blanc sur case blanche a2 · Pion blanc sur case noire b2 · Pion blanc sur case blanche c2 · Pion blanc sur case noire d2 · Pion blanc sur case noire f2 · Pion blanc sur case blanche g2 · Pion blanc sur case noire h2 · Tour blanche sur case noire a1 · Cavalier blanc sur case blanche b1 · Fou blanc sur case noire c1 · Dame blanche sur case blanche d1 · Roi blanc sur case noire e1 · Fou blanc sur case blanche f1 · Cavalier blanc sur case noire g1 · Tour blanche sur case blanche h1 | Tour noire sur case blanche a8 · Cavalier noir sur case noire b8 · Fou noir sur case blanche c8 · Dame noire sur case noire d8 · Roi noir sur case blanche e8 · Fou noir sur case noire f8 · Cavalier noir sur case blanche g8 · Tour noire sur case noire h8 · Pion noir sur case noire a7 · Pion noir sur case blanche b7 · Pion noir sur case noire c7 · Pion noir sur case blanche d7 · Pion noir sur case noire e7 · Pion noir sur case blanche f7 · Pion noir sur case blanche h7 · Pion noir sur case blanche g6 · Pion blanc sur case blanche e4 · Pion blanc sur case blanche a2 · Pion blanc sur case noire b2 · Pion blanc sur case blanche c2 · Pion blanc sur case noire d2 · Pion blanc sur case noire f2 · Pion blanc sur case blanche g2 · Pion blanc sur case noire h2 · Tour blanche sur case noire a1 · Cavalier blanc sur case blanche b1 · Fou blanc sur case noire c1 · Dame blanche sur case blanche d1 · Roi blanc sur case noire e1 · Fou blanc sur case blanche f1 · Cavalier blanc sur case noire g1 · Tour blanche sur case blanche h1 | 4 |
| 3 | Tour noire sur case blanche a8 · Cavalier noir sur case noire b8 · Fou noir sur case blanche c8 · Dame noire sur case noire d8 · Roi noir sur case blanche e8 · Fou noir sur case noire f8 · Cavalier noir sur case blanche g8 · Tour noire sur case noire h8 · Pion noir sur case noire a7 · Pion noir sur case blanche b7 · Pion noir sur case noire c7 · Pion noir sur case blanche d7 · Pion noir sur case noire e7 · Pion noir sur case blanche f7 · Pion noir sur case blanche h7 · Pion noir sur case blanche g6 · Pion blanc sur case blanche e4 · Pion blanc sur case blanche a2 · Pion blanc sur case noire b2 · Pion blanc sur case blanche c2 · Pion blanc sur case noire d2 · Pion blanc sur case noire f2 · Pion blanc sur case blanche g2 · Pion blanc sur case noire h2 · Tour blanche sur case noire a1 · Cavalier blanc sur case blanche b1 · Fou blanc sur case noire c1 · Dame blanche sur case blanche d1 · Roi blanc sur case noire e1 · Fou blanc sur case blanche f1 · Cavalier blanc sur case noire g1 · Tour blanche sur case blanche h1 | Tour noire sur case blanche a8 · Cavalier noir sur case noire b8 · Fou noir sur case blanche c8 · Dame noire sur case noire d8 · Roi noir sur case blanche e8 · Fou noir sur case noire f8 · Cavalier noir sur case blanche g8 · Tour noire sur case noire h8 · Pion noir sur case noire a7 · Pion noir sur case blanche b7 · Pion noir sur case noire c7 · Pion noir sur case blanche d7 · Pion noir sur case noire e7 · Pion noir sur case blanche f7 · Pion noir sur case blanche h7 · Pion noir sur case blanche g6 · Pion blanc sur case blanche e4 · Pion blanc sur case blanche a2 · Pion blanc sur case noire b2 · Pion blanc sur case blanche c2 · Pion blanc sur case noire d2 · Pion blanc sur case noire f2 · Pion blanc sur case blanche g2 · Pion blanc sur case noire h2 · Tour blanche sur case noire a1 · Cavalier blanc sur case blanche b1 · Fou blanc sur case noire c1 · Dame blanche sur case blanche d1 · Roi blanc sur case noire e1 · Fou blanc sur case blanche f1 · Cavalier blanc sur case noire g1 · Tour blanche sur case blanche h1 | Tour noire sur case blanche a8 · Cavalier noir sur case noire b8 · Fou noir sur case blanche c8 · Dame noire sur case noire d8 · Roi noir sur case blanche e8 · Fou noir sur case noire f8 · Cavalier noir sur case blanche g8 · Tour noire sur case noire h8 · Pion noir sur case noire a7 · Pion noir sur case blanche b7 · Pion noir sur case noire c7 · Pion noir sur case blanche d7 · Pion noir sur case noire e7 · Pion noir sur case blanche f7 · Pion noir sur case blanche h7 · Pion noir sur case blanche g6 · Pion blanc sur case blanche e4 · Pion blanc sur case blanche a2 · Pion blanc sur case noire b2 · Pion blanc sur case blanche c2 · Pion blanc sur case noire d2 · Pion blanc sur case noire f2 · Pion blanc sur case blanche g2 · Pion blanc sur case noire h2 · Tour blanche sur case noire a1 · Cavalier blanc sur case blanche b1 · Fou blanc sur case noire c1 · Dame blanche sur case blanche d1 · Roi blanc sur case noire e1 · Fou blanc sur case blanche f1 · Cavalier blanc sur case noire g1 · Tour blanche sur case blanche h1 | Tour noire sur case blanche a8 · Cavalier noir sur case noire b8 · Fou noir sur case blanche c8 · Dame noire sur case noire d8 · Roi noir sur case blanche e8 · Fou noir sur case noire f8 · Cavalier noir sur case blanche g8 · Tour noire sur case noire h8 · Pion noir sur case noire a7 · Pion noir sur case blanche b7 · Pion noir sur case noire c7 · Pion noir sur case blanche d7 · Pion noir sur case noire e7 · Pion noir sur case blanche f7 · Pion noir sur case blanche h7 · Pion noir sur case blanche g6 · Pion blanc sur case blanche e4 · Pion blanc sur case blanche a2 · Pion blanc sur case noire b2 · Pion blanc sur case blanche c2 · Pion blanc sur case noire d2 · Pion blanc sur case noire f2 · Pion blanc sur case blanche g2 · Pion blanc sur case noire h2 · Tour blanche sur case noire a1 · Cavalier blanc sur case blanche b1 · Fou blanc sur case noire c1 · Dame blanche sur case blanche d1 · Roi blanc sur case noire e1 · Fou blanc sur case blanche f1 · Cavalier blanc sur case noire g1 · Tour blanche sur case blanche h1 | Tour noire sur case blanche a8 · Cavalier noir sur case noire b8 · Fou noir sur case blanche c8 · Dame noire sur case noire d8 · Roi noir sur case blanche e8 · Fou noir sur case noire f8 · Cavalier noir sur case blanche g8 · Tour noire sur case noire h8 · Pion noir sur case noire a7 · Pion noir sur case blanche b7 · Pion noir sur case noire c7 · Pion noir sur case blanche d7 · Pion noir sur case noire e7 · Pion noir sur case blanche f7 · Pion noir sur case blanche h7 · Pion noir sur case blanche g6 · Pion blanc sur case blanche e4 · Pion blanc sur case blanche a2 · Pion blanc sur case noire b2 · Pion blanc sur case blanche c2 · Pion blanc sur case noire d2 · Pion blanc sur case noire f2 · Pion blanc sur case blanche g2 · Pion blanc sur case noire h2 · Tour blanche sur case noire a1 · Cavalier blanc sur case blanche b1 · Fou blanc sur case noire c1 · Dame blanche sur case blanche d1 · Roi blanc sur case noire e1 · Fou blanc sur case blanche f1 · Cavalier blanc sur case noire g1 · Tour blanche sur case blanche h1 | Tour noire sur case blanche a8 · Cavalier noir sur case noire b8 · Fou noir sur case blanche c8 · Dame noire sur case noire d8 · Roi noir sur case blanche e8 · Fou noir sur case noire f8 · Cavalier noir sur case blanche g8 · Tour noire sur case noire h8 · Pion noir sur case noire a7 · Pion noir sur case blanche b7 · Pion noir sur case noire c7 · Pion noir sur case blanche d7 · Pion noir sur case noire e7 · Pion noir sur case blanche f7 · Pion noir sur case blanche h7 · Pion noir sur case blanche g6 · Pion blanc sur case blanche e4 · Pion blanc sur case blanche a2 · Pion blanc sur case noire b2 · Pion blanc sur case blanche c2 · Pion blanc sur case noire d2 · Pion blanc sur case noire f2 · Pion blanc sur case blanche g2 · Pion blanc sur case noire h2 · Tour blanche sur case noire a1 · Cavalier blanc sur case blanche b1 · Fou blanc sur case noire c1 · Dame blanche sur case blanche d1 · Roi blanc sur case noire e1 · Fou blanc sur case blanche f1 · Cavalier blanc sur case noire g1 · Tour blanche sur case blanche h1 | Tour noire sur case blanche a8 · Cavalier noir sur case noire b8 · Fou noir sur case blanche c8 · Dame noire sur case noire d8 · Roi noir sur case blanche e8 · Fou noir sur case noire f8 · Cavalier noir sur case blanche g8 · Tour noire sur case noire h8 · Pion noir sur case noire a7 · Pion noir sur case blanche b7 · Pion noir sur case noire c7 · Pion noir sur case blanche d7 · Pion noir sur case noire e7 · Pion noir sur case blanche f7 · Pion noir sur case blanche h7 · Pion noir sur case blanche g6 · Pion blanc sur case blanche e4 · Pion blanc sur case blanche a2 · Pion blanc sur case noire b2 · Pion blanc sur case blanche c2 · Pion blanc sur case noire d2 · Pion blanc sur case noire f2 · Pion blanc sur case blanche g2 · Pion blanc sur case noire h2 · Tour blanche sur case noire a1 · Cavalier blanc sur case blanche b1 · Fou blanc sur case noire c1 · Dame blanche sur case blanche d1 · Roi blanc sur case noire e1 · Fou blanc sur case blanche f1 · Cavalier blanc sur case noire g1 · Tour blanche sur case blanche h1 | Tour noire sur case blanche a8 · Cavalier noir sur case noire b8 · Fou noir sur case blanche c8 · Dame noire sur case noire d8 · Roi noir sur case blanche e8 · Fou noir sur case noire f8 · Cavalier noir sur case blanche g8 · Tour noire sur case noire h8 · Pion noir sur case noire a7 · Pion noir sur case blanche b7 · Pion noir sur case noire c7 · Pion noir sur case blanche d7 · Pion noir sur case noire e7 · Pion noir sur case blanche f7 · Pion noir sur case blanche h7 · Pion noir sur case blanche g6 · Pion blanc sur case blanche e4 · Pion blanc sur case blanche a2 · Pion blanc sur case noire b2 · Pion blanc sur case blanche c2 · Pion blanc sur case noire d2 · Pion blanc sur case noire f2 · Pion blanc sur case blanche g2 · Pion blanc sur case noire h2 · Tour blanche sur case noire a1 · Cavalier blanc sur case blanche b1 · Fou blanc sur case noire c1 · Dame blanche sur case blanche d1 · Roi blanc sur case noire e1 · Fou blanc sur case blanche f1 · Cavalier blanc sur case noire g1 · Tour blanche sur case blanche h1 | 3 |
| 2 | Tour noire sur case blanche a8 · Cavalier noir sur case noire b8 · Fou noir sur case blanche c8 · Dame noire sur case noire d8 · Roi noir sur case blanche e8 · Fou noir sur case noire f8 · Cavalier noir sur case blanche g8 · Tour noire sur case noire h8 · Pion noir sur case noire a7 · Pion noir sur case blanche b7 · Pion noir sur case noire c7 · Pion noir sur case blanche d7 · Pion noir sur case noire e7 · Pion noir sur case blanche f7 · Pion noir sur case blanche h7 · Pion noir sur case blanche g6 · Pion blanc sur case blanche e4 · Pion blanc sur case blanche a2 · Pion blanc sur case noire b2 · Pion blanc sur case blanche c2 · Pion blanc sur case noire d2 · Pion blanc sur case noire f2 · Pion blanc sur case blanche g2 · Pion blanc sur case noire h2 · Tour blanche sur case noire a1 · Cavalier blanc sur case blanche b1 · Fou blanc sur case noire c1 · Dame blanche sur case blanche d1 · Roi blanc sur case noire e1 · Fou blanc sur case blanche f1 · Cavalier blanc sur case noire g1 · Tour blanche sur case blanche h1 | Tour noire sur case blanche a8 · Cavalier noir sur case noire b8 · Fou noir sur case blanche c8 · Dame noire sur case noire d8 · Roi noir sur case blanche e8 · Fou noir sur case noire f8 · Cavalier noir sur case blanche g8 · Tour noire sur case noire h8 · Pion noir sur case noire a7 · Pion noir sur case blanche b7 · Pion noir sur case noire c7 · Pion noir sur case blanche d7 · Pion noir sur case noire e7 · Pion noir sur case blanche f7 · Pion noir sur case blanche h7 · Pion noir sur case blanche g6 · Pion blanc sur case blanche e4 · Pion blanc sur case blanche a2 · Pion blanc sur case noire b2 · Pion blanc sur case blanche c2 · Pion blanc sur case noire d2 · Pion blanc sur case noire f2 · Pion blanc sur case blanche g2 · Pion blanc sur case noire h2 · Tour blanche sur case noire a1 · Cavalier blanc sur case blanche b1 · Fou blanc sur case noire c1 · Dame blanche sur case blanche d1 · Roi blanc sur case noire e1 · Fou blanc sur case blanche f1 · Cavalier blanc sur case noire g1 · Tour blanche sur case blanche h1 | Tour noire sur case blanche a8 · Cavalier noir sur case noire b8 · Fou noir sur case blanche c8 · Dame noire sur case noire d8 · Roi noir sur case blanche e8 · Fou noir sur case noire f8 · Cavalier noir sur case blanche g8 · Tour noire sur case noire h8 · Pion noir sur case noire a7 · Pion noir sur case blanche b7 · Pion noir sur case noire c7 · Pion noir sur case blanche d7 · Pion noir sur case noire e7 · Pion noir sur case blanche f7 · Pion noir sur case blanche h7 · Pion noir sur case blanche g6 · Pion blanc sur case blanche e4 · Pion blanc sur case blanche a2 · Pion blanc sur case noire b2 · Pion blanc sur case blanche c2 · Pion blanc sur case noire d2 · Pion blanc sur case noire f2 · Pion blanc sur case blanche g2 · Pion blanc sur case noire h2 · Tour blanche sur case noire a1 · Cavalier blanc sur case blanche b1 · Fou blanc sur case noire c1 · Dame blanche sur case blanche d1 · Roi blanc sur case noire e1 · Fou blanc sur case blanche f1 · Cavalier blanc sur case noire g1 · Tour blanche sur case blanche h1 | Tour noire sur case blanche a8 · Cavalier noir sur case noire b8 · Fou noir sur case blanche c8 · Dame noire sur case noire d8 · Roi noir sur case blanche e8 · Fou noir sur case noire f8 · Cavalier noir sur case blanche g8 · Tour noire sur case noire h8 · Pion noir sur case noire a7 · Pion noir sur case blanche b7 · Pion noir sur case noire c7 · Pion noir sur case blanche d7 · Pion noir sur case noire e7 · Pion noir sur case blanche f7 · Pion noir sur case blanche h7 · Pion noir sur case blanche g6 · Pion blanc sur case blanche e4 · Pion blanc sur case blanche a2 · Pion blanc sur case noire b2 · Pion blanc sur case blanche c2 · Pion blanc sur case noire d2 · Pion blanc sur case noire f2 · Pion blanc sur case blanche g2 · Pion blanc sur case noire h2 · Tour blanche sur case noire a1 · Cavalier blanc sur case blanche b1 · Fou blanc sur case noire c1 · Dame blanche sur case blanche d1 · Roi blanc sur case noire e1 · Fou blanc sur case blanche f1 · Cavalier blanc sur case noire g1 · Tour blanche sur case blanche h1 | Tour noire sur case blanche a8 · Cavalier noir sur case noire b8 · Fou noir sur case blanche c8 · Dame noire sur case noire d8 · Roi noir sur case blanche e8 · Fou noir sur case noire f8 · Cavalier noir sur case blanche g8 · Tour noire sur case noire h8 · Pion noir sur case noire a7 · Pion noir sur case blanche b7 · Pion noir sur case noire c7 · Pion noir sur case blanche d7 · Pion noir sur case noire e7 · Pion noir sur case blanche f7 · Pion noir sur case blanche h7 · Pion noir sur case blanche g6 · Pion blanc sur case blanche e4 · Pion blanc sur case blanche a2 · Pion blanc sur case noire b2 · Pion blanc sur case blanche c2 · Pion blanc sur case noire d2 · Pion blanc sur case noire f2 · Pion blanc sur case blanche g2 · Pion blanc sur case noire h2 · Tour blanche sur case noire a1 · Cavalier blanc sur case blanche b1 · Fou blanc sur case noire c1 · Dame blanche sur case blanche d1 · Roi blanc sur case noire e1 · Fou blanc sur case blanche f1 · Cavalier blanc sur case noire g1 · Tour blanche sur case blanche h1 | Tour noire sur case blanche a8 · Cavalier noir sur case noire b8 · Fou noir sur case blanche c8 · Dame noire sur case noire d8 · Roi noir sur case blanche e8 · Fou noir sur case noire f8 · Cavalier noir sur case blanche g8 · Tour noire sur case noire h8 · Pion noir sur case noire a7 · Pion noir sur case blanche b7 · Pion noir sur case noire c7 · Pion noir sur case blanche d7 · Pion noir sur case noire e7 · Pion noir sur case blanche f7 · Pion noir sur case blanche h7 · Pion noir sur case blanche g6 · Pion blanc sur case blanche e4 · Pion blanc sur case blanche a2 · Pion blanc sur case noire b2 · Pion blanc sur case blanche c2 · Pion blanc sur case noire d2 · Pion blanc sur case noire f2 · Pion blanc sur case blanche g2 · Pion blanc sur case noire h2 · Tour blanche sur case noire a1 · Cavalier blanc sur case blanche b1 · Fou blanc sur case noire c1 · Dame blanche sur case blanche d1 · Roi blanc sur case noire e1 · Fou blanc sur case blanche f1 · Cavalier blanc sur case noire g1 · Tour blanche sur case blanche h1 | Tour noire sur case blanche a8 · Cavalier noir sur case noire b8 · Fou noir sur case blanche c8 · Dame noire sur case noire d8 · Roi noir sur case blanche e8 · Fou noir sur case noire f8 · Cavalier noir sur case blanche g8 · Tour noire sur case noire h8 · Pion noir sur case noire a7 · Pion noir sur case blanche b7 · Pion noir sur case noire c7 · Pion noir sur case blanche d7 · Pion noir sur case noire e7 · Pion noir sur case blanche f7 · Pion noir sur case blanche h7 · Pion noir sur case blanche g6 · Pion blanc sur case blanche e4 · Pion blanc sur case blanche a2 · Pion blanc sur case noire b2 · Pion blanc sur case blanche c2 · Pion blanc sur case noire d2 · Pion blanc sur case noire f2 · Pion blanc sur case blanche g2 · Pion blanc sur case noire h2 · Tour blanche sur case noire a1 · Cavalier blanc sur case blanche b1 · Fou blanc sur case noire c1 · Dame blanche sur case blanche d1 · Roi blanc sur case noire e1 · Fou blanc sur case blanche f1 · Cavalier blanc sur case noire g1 · Tour blanche sur case blanche h1 | Tour noire sur case blanche a8 · Cavalier noir sur case noire b8 · Fou noir sur case blanche c8 · Dame noire sur case noire d8 · Roi noir sur case blanche e8 · Fou noir sur case noire f8 · Cavalier noir sur case blanche g8 · Tour noire sur case noire h8 · Pion noir sur case noire a7 · Pion noir sur case blanche b7 · Pion noir sur case noire c7 · Pion noir sur case blanche d7 · Pion noir sur case noire e7 · Pion noir sur case blanche f7 · Pion noir sur case blanche h7 · Pion noir sur case blanche g6 · Pion blanc sur case blanche e4 · Pion blanc sur case blanche a2 · Pion blanc sur case noire b2 · Pion blanc sur case blanche c2 · Pion blanc sur case noire d2 · Pion blanc sur case noire f2 · Pion blanc sur case blanche g2 · Pion blanc sur case noire h2 · Tour blanche sur case noire a1 · Cavalier blanc sur case blanche b1 · Fou blanc sur case noire c1 · Dame blanche sur case blanche d1 · Roi blanc sur case noire e1 · Fou blanc sur case blanche f1 · Cavalier blanc sur case noire g1 · Tour blanche sur case blanche h1 | 2 |
| 1 | Tour noire sur case blanche a8 · Cavalier noir sur case noire b8 · Fou noir sur case blanche c8 · Dame noire sur case noire d8 · Roi noir sur case blanche e8 · Fou noir sur case noire f8 · Cavalier noir sur case blanche g8 · Tour noire sur case noire h8 · Pion noir sur case noire a7 · Pion noir sur case blanche b7 · Pion noir sur case noire c7 · Pion noir sur case blanche d7 · Pion noir sur case noire e7 · Pion noir sur case blanche f7 · Pion noir sur case blanche h7 · Pion noir sur case blanche g6 · Pion blanc sur case blanche e4 · Pion blanc sur case blanche a2 · Pion blanc sur case noire b2 · Pion blanc sur case blanche c2 · Pion blanc sur case noire d2 · Pion blanc sur case noire f2 · Pion blanc sur case blanche g2 · Pion blanc sur case noire h2 · Tour blanche sur case noire a1 · Cavalier blanc sur case blanche b1 · Fou blanc sur case noire c1 · Dame blanche sur case blanche d1 · Roi blanc sur case noire e1 · Fou blanc sur case blanche f1 · Cavalier blanc sur case noire g1 · Tour blanche sur case blanche h1 | Tour noire sur case blanche a8 · Cavalier noir sur case noire b8 · Fou noir sur case blanche c8 · Dame noire sur case noire d8 · Roi noir sur case blanche e8 · Fou noir sur case noire f8 · Cavalier noir sur case blanche g8 · Tour noire sur case noire h8 · Pion noir sur case noire a7 · Pion noir sur case blanche b7 · Pion noir sur case noire c7 · Pion noir sur case blanche d7 · Pion noir sur case noire e7 · Pion noir sur case blanche f7 · Pion noir sur case blanche h7 · Pion noir sur case blanche g6 · Pion blanc sur case blanche e4 · Pion blanc sur case blanche a2 · Pion blanc sur case noire b2 · Pion blanc sur case blanche c2 · Pion blanc sur case noire d2 · Pion blanc sur case noire f2 · Pion blanc sur case blanche g2 · Pion blanc sur case noire h2 · Tour blanche sur case noire a1 · Cavalier blanc sur case blanche b1 · Fou blanc sur case noire c1 · Dame blanche sur case blanche d1 · Roi blanc sur case noire e1 · Fou blanc sur case blanche f1 · Cavalier blanc sur case noire g1 · Tour blanche sur case blanche h1 | Tour noire sur case blanche a8 · Cavalier noir sur case noire b8 · Fou noir sur case blanche c8 · Dame noire sur case noire d8 · Roi noir sur case blanche e8 · Fou noir sur case noire f8 · Cavalier noir sur case blanche g8 · Tour noire sur case noire h8 · Pion noir sur case noire a7 · Pion noir sur case blanche b7 · Pion noir sur case noire c7 · Pion noir sur case blanche d7 · Pion noir sur case noire e7 · Pion noir sur case blanche f7 · Pion noir sur case blanche h7 · Pion noir sur case blanche g6 · Pion blanc sur case blanche e4 · Pion blanc sur case blanche a2 · Pion blanc sur case noire b2 · Pion blanc sur case blanche c2 · Pion blanc sur case noire d2 · Pion blanc sur case noire f2 · Pion blanc sur case blanche g2 · Pion blanc sur case noire h2 · Tour blanche sur case noire a1 · Cavalier blanc sur case blanche b1 · Fou blanc sur case noire c1 · Dame blanche sur case blanche d1 · Roi blanc sur case noire e1 · Fou blanc sur case blanche f1 · Cavalier blanc sur case noire g1 · Tour blanche sur case blanche h1 | Tour noire sur case blanche a8 · Cavalier noir sur case noire b8 · Fou noir sur case blanche c8 · Dame noire sur case noire d8 · Roi noir sur case blanche e8 · Fou noir sur case noire f8 · Cavalier noir sur case blanche g8 · Tour noire sur case noire h8 · Pion noir sur case noire a7 · Pion noir sur case blanche b7 · Pion noir sur case noire c7 · Pion noir sur case blanche d7 · Pion noir sur case noire e7 · Pion noir sur case blanche f7 · Pion noir sur case blanche h7 · Pion noir sur case blanche g6 · Pion blanc sur case blanche e4 · Pion blanc sur case blanche a2 · Pion blanc sur case noire b2 · Pion blanc sur case blanche c2 · Pion blanc sur case noire d2 · Pion blanc sur case noire f2 · Pion blanc sur case blanche g2 · Pion blanc sur case noire h2 · Tour blanche sur case noire a1 · Cavalier blanc sur case blanche b1 · Fou blanc sur case noire c1 · Dame blanche sur case blanche d1 · Roi blanc sur case noire e1 · Fou blanc sur case blanche f1 · Cavalier blanc sur case noire g1 · Tour blanche sur case blanche h1 | Tour noire sur case blanche a8 · Cavalier noir sur case noire b8 · Fou noir sur case blanche c8 · Dame noire sur case noire d8 · Roi noir sur case blanche e8 · Fou noir sur case noire f8 · Cavalier noir sur case blanche g8 · Tour noire sur case noire h8 · Pion noir sur case noire a7 · Pion noir sur case blanche b7 · Pion noir sur case noire c7 · Pion noir sur case blanche d7 · Pion noir sur case noire e7 · Pion noir sur case blanche f7 · Pion noir sur case blanche h7 · Pion noir sur case blanche g6 · Pion blanc sur case blanche e4 · Pion blanc sur case blanche a2 · Pion blanc sur case noire b2 · Pion blanc sur case blanche c2 · Pion blanc sur case noire d2 · Pion blanc sur case noire f2 · Pion blanc sur case blanche g2 · Pion blanc sur case noire h2 · Tour blanche sur case noire a1 · Cavalier blanc sur case blanche b1 · Fou blanc sur case noire c1 · Dame blanche sur case blanche d1 · Roi blanc sur case noire e1 · Fou blanc sur case blanche f1 · Cavalier blanc sur case noire g1 · Tour blanche sur case blanche h1 | Tour noire sur case blanche a8 · Cavalier noir sur case noire b8 · Fou noir sur case blanche c8 · Dame noire sur case noire d8 · Roi noir sur case blanche e8 · Fou noir sur case noire f8 · Cavalier noir sur case blanche g8 · Tour noire sur case noire h8 · Pion noir sur case noire a7 · Pion noir sur case blanche b7 · Pion noir sur case noire c7 · Pion noir sur case blanche d7 · Pion noir sur case noire e7 · Pion noir sur case blanche f7 · Pion noir sur case blanche h7 · Pion noir sur case blanche g6 · Pion blanc sur case blanche e4 · Pion blanc sur case blanche a2 · Pion blanc sur case noire b2 · Pion blanc sur case blanche c2 · Pion blanc sur case noire d2 · Pion blanc sur case noire f2 · Pion blanc sur case blanche g2 · Pion blanc sur case noire h2 · Tour blanche sur case noire a1 · Cavalier blanc sur case blanche b1 · Fou blanc sur case noire c1 · Dame blanche sur case blanche d1 · Roi blanc sur case noire e1 · Fou blanc sur case blanche f1 · Cavalier blanc sur case noire g1 · Tour blanche sur case blanche h1 | Tour noire sur case blanche a8 · Cavalier noir sur case noire b8 · Fou noir sur case blanche c8 · Dame noire sur case noire d8 · Roi noir sur case blanche e8 · Fou noir sur case noire f8 · Cavalier noir sur case blanche g8 · Tour noire sur case noire h8 · Pion noir sur case noire a7 · Pion noir sur case blanche b7 · Pion noir sur case noire c7 · Pion noir sur case blanche d7 · Pion noir sur case noire e7 · Pion noir sur case blanche f7 · Pion noir sur case blanche h7 · Pion noir sur case blanche g6 · Pion blanc sur case blanche e4 · Pion blanc sur case blanche a2 · Pion blanc sur case noire b2 · Pion blanc sur case blanche c2 · Pion blanc sur case noire d2 · Pion blanc sur case noire f2 · Pion blanc sur case blanche g2 · Pion blanc sur case noire h2 · Tour blanche sur case noire a1 · Cavalier blanc sur case blanche b1 · Fou blanc sur case noire c1 · Dame blanche sur case blanche d1 · Roi blanc sur case noire e1 · Fou blanc sur case blanche f1 · Cavalier blanc sur case noire g1 · Tour blanche sur case blanche h1 | Tour noire sur case blanche a8 · Cavalier noir sur case noire b8 · Fou noir sur case blanche c8 · Dame noire sur case noire d8 · Roi noir sur case blanche e8 · Fou noir sur case noire f8 · Cavalier noir sur case blanche g8 · Tour noire sur case noire h8 · Pion noir sur case noire a7 · Pion noir sur case blanche b7 · Pion noir sur case noire c7 · Pion noir sur case blanche d7 · Pion noir sur case noire e7 · Pion noir sur case blanche f7 · Pion noir sur case blanche h7 · Pion noir sur case blanche g6 · Pion blanc sur case blanche e4 · Pion blanc sur case blanche a2 · Pion blanc sur case noire b2 · Pion blanc sur case blanche c2 · Pion blanc sur case noire d2 · Pion blanc sur case noire f2 · Pion blanc sur case blanche g2 · Pion blanc sur case noire h2 · Tour blanche sur case noire a1 · Cavalier blanc sur case blanche b1 · Fou blanc sur case noire c1 · Dame blanche sur case blanche d1 · Roi blanc sur case noire e1 · Fou blanc sur case blanche f1 · Cavalier blanc sur case noire g1 · Tour blanche sur case blanche h1 | 1 |
|   | a | b | c | d | e | f | g | h |   |

La défense moderne ou défense Robatsch est une ouverture du jeu d'échecs qui débute par 1.e4 g6, avec un développement précoce du Fou g7 en fianchetto, mais sans le coup ...Cf6 qui transposerait dans la défense Pirc (ou la défense est-indienne). Elle a été étudiée de manière approfondie par  Karl Robatsch.
Les Noirs laissent ainsi les pions des Blancs occuper le centre (il suit couramment 2. d4 Fg7), et comptent plutôt miner ce dernier par la suite, en particulier par une percée de pions à l'aile Dame. Cette approche alternative a été préconisée dans les années 1920 par l'école hypermoderne, d'où le nom de « défense moderne », alors que les partisans de l'école dite « classique » (notamment Siegbert Tarrasch) préconisent plutôt l'occupation du centre par les pions.
Dans presque toutes les variantes, les noirs peuvent souvent transposer dans des positions de la défense Pirc avec ...Cf6, mais cet article se concentre sur les autres possibilités puisque tous les détails de la défense Pirc sont traités dans l'article concerné.

## Variante des deux cavaliers (2.d4 Fg7 3.Cc3 d6 4. Cf3)

### Transposition dans la variante Pirc (4... Cf6)
|   | a | b | c | d | e | f | g | h |   |
| 8 | Tour noire sur case blanche a8 · Cavalier noir sur case noire b8 · Fou noir sur case blanche c8 · Dame noire sur case noire d8 · Roi noir sur case blanche e8 · Cavalier noir sur case blanche g8 · Tour noire sur case noire h8 · Pion noir sur case noire a7 · Pion noir sur case blanche b7 · Pion noir sur case noire c7 · Pion noir sur case noire e7 · Pion noir sur case blanche f7 · Fou noir sur case noire g7 · Pion noir sur case blanche h7 · Pion noir sur case noire d6 · Pion noir sur case blanche g6 · Pion blanc sur case noire d4 · Pion blanc sur case blanche e4 · Cavalier blanc sur case noire c3 · Cavalier blanc sur case blanche f3 · Pion blanc sur case blanche a2 · Pion blanc sur case noire b2 · Pion blanc sur case blanche c2 · Pion blanc sur case noire f2 · Pion blanc sur case blanche g2 · Pion blanc sur case noire h2 · Tour blanche sur case noire a1 · Fou blanc sur case noire c1 · Dame blanche sur case blanche d1 · Roi blanc sur case noire e1 · Fou blanc sur case blanche f1 · Tour blanche sur case blanche h1 | Tour noire sur case blanche a8 · Cavalier noir sur case noire b8 · Fou noir sur case blanche c8 · Dame noire sur case noire d8 · Roi noir sur case blanche e8 · Cavalier noir sur case blanche g8 · Tour noire sur case noire h8 · Pion noir sur case noire a7 · Pion noir sur case blanche b7 · Pion noir sur case noire c7 · Pion noir sur case noire e7 · Pion noir sur case blanche f7 · Fou noir sur case noire g7 · Pion noir sur case blanche h7 · Pion noir sur case noire d6 · Pion noir sur case blanche g6 · Pion blanc sur case noire d4 · Pion blanc sur case blanche e4 · Cavalier blanc sur case noire c3 · Cavalier blanc sur case blanche f3 · Pion blanc sur case blanche a2 · Pion blanc sur case noire b2 · Pion blanc sur case blanche c2 · Pion blanc sur case noire f2 · Pion blanc sur case blanche g2 · Pion blanc sur case noire h2 · Tour blanche sur case noire a1 · Fou blanc sur case noire c1 · Dame blanche sur case blanche d1 · Roi blanc sur case noire e1 · Fou blanc sur case blanche f1 · Tour blanche sur case blanche h1 | Tour noire sur case blanche a8 · Cavalier noir sur case noire b8 · Fou noir sur case blanche c8 · Dame noire sur case noire d8 · Roi noir sur case blanche e8 · Cavalier noir sur case blanche g8 · Tour noire sur case noire h8 · Pion noir sur case noire a7 · Pion noir sur case blanche b7 · Pion noir sur case noire c7 · Pion noir sur case noire e7 · Pion noir sur case blanche f7 · Fou noir sur case noire g7 · Pion noir sur case blanche h7 · Pion noir sur case noire d6 · Pion noir sur case blanche g6 · Pion blanc sur case noire d4 · Pion blanc sur case blanche e4 · Cavalier blanc sur case noire c3 · Cavalier blanc sur case blanche f3 · Pion blanc sur case blanche a2 · Pion blanc sur case noire b2 · Pion blanc sur case blanche c2 · Pion blanc sur case noire f2 · Pion blanc sur case blanche g2 · Pion blanc sur case noire h2 · Tour blanche sur case noire a1 · Fou blanc sur case noire c1 · Dame blanche sur case blanche d1 · Roi blanc sur case noire e1 · Fou blanc sur case blanche f1 · Tour blanche sur case blanche h1 | Tour noire sur case blanche a8 · Cavalier noir sur case noire b8 · Fou noir sur case blanche c8 · Dame noire sur case noire d8 · Roi noir sur case blanche e8 · Cavalier noir sur case blanche g8 · Tour noire sur case noire h8 · Pion noir sur case noire a7 · Pion noir sur case blanche b7 · Pion noir sur case noire c7 · Pion noir sur case noire e7 · Pion noir sur case blanche f7 · Fou noir sur case noire g7 · Pion noir sur case blanche h7 · Pion noir sur case noire d6 · Pion noir sur case blanche g6 · Pion blanc sur case noire d4 · Pion blanc sur case blanche e4 · Cavalier blanc sur case noire c3 · Cavalier blanc sur case blanche f3 · Pion blanc sur case blanche a2 · Pion blanc sur case noire b2 · Pion blanc sur case blanche c2 · Pion blanc sur case noire f2 · Pion blanc sur case blanche g2 · Pion blanc sur case noire h2 · Tour blanche sur case noire a1 · Fou blanc sur case noire c1 · Dame blanche sur case blanche d1 · Roi blanc sur case noire e1 · Fou blanc sur case blanche f1 · Tour blanche sur case blanche h1 | Tour noire sur case blanche a8 · Cavalier noir sur case noire b8 · Fou noir sur case blanche c8 · Dame noire sur case noire d8 · Roi noir sur case blanche e8 · Cavalier noir sur case blanche g8 · Tour noire sur case noire h8 · Pion noir sur case noire a7 · Pion noir sur case blanche b7 · Pion noir sur case noire c7 · Pion noir sur case noire e7 · Pion noir sur case blanche f7 · Fou noir sur case noire g7 · Pion noir sur case blanche h7 · Pion noir sur case noire d6 · Pion noir sur case blanche g6 · Pion blanc sur case noire d4 · Pion blanc sur case blanche e4 · Cavalier blanc sur case noire c3 · Cavalier blanc sur case blanche f3 · Pion blanc sur case blanche a2 · Pion blanc sur case noire b2 · Pion blanc sur case blanche c2 · Pion blanc sur case noire f2 · Pion blanc sur case blanche g2 · Pion blanc sur case noire h2 · Tour blanche sur case noire a1 · Fou blanc sur case noire c1 · Dame blanche sur case blanche d1 · Roi blanc sur case noire e1 · Fou blanc sur case blanche f1 · Tour blanche sur case blanche h1 | Tour noire sur case blanche a8 · Cavalier noir sur case noire b8 · Fou noir sur case blanche c8 · Dame noire sur case noire d8 · Roi noir sur case blanche e8 · Cavalier noir sur case blanche g8 · Tour noire sur case noire h8 · Pion noir sur case noire a7 · Pion noir sur case blanche b7 · Pion noir sur case noire c7 · Pion noir sur case noire e7 · Pion noir sur case blanche f7 · Fou noir sur case noire g7 · Pion noir sur case blanche h7 · Pion noir sur case noire d6 · Pion noir sur case blanche g6 · Pion blanc sur case noire d4 · Pion blanc sur case blanche e4 · Cavalier blanc sur case noire c3 · Cavalier blanc sur case blanche f3 · Pion blanc sur case blanche a2 · Pion blanc sur case noire b2 · Pion blanc sur case blanche c2 · Pion blanc sur case noire f2 · Pion blanc sur case blanche g2 · Pion blanc sur case noire h2 · Tour blanche sur case noire a1 · Fou blanc sur case noire c1 · Dame blanche sur case blanche d1 · Roi blanc sur case noire e1 · Fou blanc sur case blanche f1 · Tour blanche sur case blanche h1 | Tour noire sur case blanche a8 · Cavalier noir sur case noire b8 · Fou noir sur case blanche c8 · Dame noire sur case noire d8 · Roi noir sur case blanche e8 · Cavalier noir sur case blanche g8 · Tour noire sur case noire h8 · Pion noir sur case noire a7 · Pion noir sur case blanche b7 · Pion noir sur case noire c7 · Pion noir sur case noire e7 · Pion noir sur case blanche f7 · Fou noir sur case noire g7 · Pion noir sur case blanche h7 · Pion noir sur case noire d6 · Pion noir sur case blanche g6 · Pion blanc sur case noire d4 · Pion blanc sur case blanche e4 · Cavalier blanc sur case noire c3 · Cavalier blanc sur case blanche f3 · Pion blanc sur case blanche a2 · Pion blanc sur case noire b2 · Pion blanc sur case blanche c2 · Pion blanc sur case noire f2 · Pion blanc sur case blanche g2 · Pion blanc sur case noire h2 · Tour blanche sur case noire a1 · Fou blanc sur case noire c1 · Dame blanche sur case blanche d1 · Roi blanc sur case noire e1 · Fou blanc sur case blanche f1 · Tour blanche sur case blanche h1 | Tour noire sur case blanche a8 · Cavalier noir sur case noire b8 · Fou noir sur case blanche c8 · Dame noire sur case noire d8 · Roi noir sur case blanche e8 · Cavalier noir sur case blanche g8 · Tour noire sur case noire h8 · Pion noir sur case noire a7 · Pion noir sur case blanche b7 · Pion noir sur case noire c7 · Pion noir sur case noire e7 · Pion noir sur case blanche f7 · Fou noir sur case noire g7 · Pion noir sur case blanche h7 · Pion noir sur case noire d6 · Pion noir sur case blanche g6 · Pion blanc sur case noire d4 · Pion blanc sur case blanche e4 · Cavalier blanc sur case noire c3 · Cavalier blanc sur case blanche f3 · Pion blanc sur case blanche a2 · Pion blanc sur case noire b2 · Pion blanc sur case blanche c2 · Pion blanc sur case noire f2 · Pion blanc sur case blanche g2 · Pion blanc sur case noire h2 · Tour blanche sur case noire a1 · Fou blanc sur case noire c1 · Dame blanche sur case blanche d1 · Roi blanc sur case noire e1 · Fou blanc sur case blanche f1 · Tour blanche sur case blanche h1 | 8 |
| 7 | Tour noire sur case blanche a8 · Cavalier noir sur case noire b8 · Fou noir sur case blanche c8 · Dame noire sur case noire d8 · Roi noir sur case blanche e8 · Cavalier noir sur case blanche g8 · Tour noire sur case noire h8 · Pion noir sur case noire a7 · Pion noir sur case blanche b7 · Pion noir sur case noire c7 · Pion noir sur case noire e7 · Pion noir sur case blanche f7 · Fou noir sur case noire g7 · Pion noir sur case blanche h7 · Pion noir sur case noire d6 · Pion noir sur case blanche g6 · Pion blanc sur case noire d4 · Pion blanc sur case blanche e4 · Cavalier blanc sur case noire c3 · Cavalier blanc sur case blanche f3 · Pion blanc sur case blanche a2 · Pion blanc sur case noire b2 · Pion blanc sur case blanche c2 · Pion blanc sur case noire f2 · Pion blanc sur case blanche g2 · Pion blanc sur case noire h2 · Tour blanche sur case noire a1 · Fou blanc sur case noire c1 · Dame blanche sur case blanche d1 · Roi blanc sur case noire e1 · Fou blanc sur case blanche f1 · Tour blanche sur case blanche h1 | Tour noire sur case blanche a8 · Cavalier noir sur case noire b8 · Fou noir sur case blanche c8 · Dame noire sur case noire d8 · Roi noir sur case blanche e8 · Cavalier noir sur case blanche g8 · Tour noire sur case noire h8 · Pion noir sur case noire a7 · Pion noir sur case blanche b7 · Pion noir sur case noire c7 · Pion noir sur case noire e7 · Pion noir sur case blanche f7 · Fou noir sur case noire g7 · Pion noir sur case blanche h7 · Pion noir sur case noire d6 · Pion noir sur case blanche g6 · Pion blanc sur case noire d4 · Pion blanc sur case blanche e4 · Cavalier blanc sur case noire c3 · Cavalier blanc sur case blanche f3 · Pion blanc sur case blanche a2 · Pion blanc sur case noire b2 · Pion blanc sur case blanche c2 · Pion blanc sur case noire f2 · Pion blanc sur case blanche g2 · Pion blanc sur case noire h2 · Tour blanche sur case noire a1 · Fou blanc sur case noire c1 · Dame blanche sur case blanche d1 · Roi blanc sur case noire e1 · Fou blanc sur case blanche f1 · Tour blanche sur case blanche h1 | Tour noire sur case blanche a8 · Cavalier noir sur case noire b8 · Fou noir sur case blanche c8 · Dame noire sur case noire d8 · Roi noir sur case blanche e8 · Cavalier noir sur case blanche g8 · Tour noire sur case noire h8 · Pion noir sur case noire a7 · Pion noir sur case blanche b7 · Pion noir sur case noire c7 · Pion noir sur case noire e7 · Pion noir sur case blanche f7 · Fou noir sur case noire g7 · Pion noir sur case blanche h7 · Pion noir sur case noire d6 · Pion noir sur case blanche g6 · Pion blanc sur case noire d4 · Pion blanc sur case blanche e4 · Cavalier blanc sur case noire c3 · Cavalier blanc sur case blanche f3 · Pion blanc sur case blanche a2 · Pion blanc sur case noire b2 · Pion blanc sur case blanche c2 · Pion blanc sur case noire f2 · Pion blanc sur case blanche g2 · Pion blanc sur case noire h2 · Tour blanche sur case noire a1 · Fou blanc sur case noire c1 · Dame blanche sur case blanche d1 · Roi blanc sur case noire e1 · Fou blanc sur case blanche f1 · Tour blanche sur case blanche h1 | Tour noire sur case blanche a8 · Cavalier noir sur case noire b8 · Fou noir sur case blanche c8 · Dame noire sur case noire d8 · Roi noir sur case blanche e8 · Cavalier noir sur case blanche g8 · Tour noire sur case noire h8 · Pion noir sur case noire a7 · Pion noir sur case blanche b7 · Pion noir sur case noire c7 · Pion noir sur case noire e7 · Pion noir sur case blanche f7 · Fou noir sur case noire g7 · Pion noir sur case blanche h7 · Pion noir sur case noire d6 · Pion noir sur case blanche g6 · Pion blanc sur case noire d4 · Pion blanc sur case blanche e4 · Cavalier blanc sur case noire c3 · Cavalier blanc sur case blanche f3 · Pion blanc sur case blanche a2 · Pion blanc sur case noire b2 · Pion blanc sur case blanche c2 · Pion blanc sur case noire f2 · Pion blanc sur case blanche g2 · Pion blanc sur case noire h2 · Tour blanche sur case noire a1 · Fou blanc sur case noire c1 · Dame blanche sur case blanche d1 · Roi blanc sur case noire e1 · Fou blanc sur case blanche f1 · Tour blanche sur case blanche h1 | Tour noire sur case blanche a8 · Cavalier noir sur case noire b8 · Fou noir sur case blanche c8 · Dame noire sur case noire d8 · Roi noir sur case blanche e8 · Cavalier noir sur case blanche g8 · Tour noire sur case noire h8 · Pion noir sur case noire a7 · Pion noir sur case blanche b7 · Pion noir sur case noire c7 · Pion noir sur case noire e7 · Pion noir sur case blanche f7 · Fou noir sur case noire g7 · Pion noir sur case blanche h7 · Pion noir sur case noire d6 · Pion noir sur case blanche g6 · Pion blanc sur case noire d4 · Pion blanc sur case blanche e4 · Cavalier blanc sur case noire c3 · Cavalier blanc sur case blanche f3 · Pion blanc sur case blanche a2 · Pion blanc sur case noire b2 · Pion blanc sur case blanche c2 · Pion blanc sur case noire f2 · Pion blanc sur case blanche g2 · Pion blanc sur case noire h2 · Tour blanche sur case noire a1 · Fou blanc sur case noire c1 · Dame blanche sur case blanche d1 · Roi blanc sur case noire e1 · Fou blanc sur case blanche f1 · Tour blanche sur case blanche h1 | Tour noire sur case blanche a8 · Cavalier noir sur case noire b8 · Fou noir sur case blanche c8 · Dame noire sur case noire d8 · Roi noir sur case blanche e8 · Cavalier noir sur case blanche g8 · Tour noire sur case noire h8 · Pion noir sur case noire a7 · Pion noir sur case blanche b7 · Pion noir sur case noire c7 · Pion noir sur case noire e7 · Pion noir sur case blanche f7 · Fou noir sur case noire g7 · Pion noir sur case blanche h7 · Pion noir sur case noire d6 · Pion noir sur case blanche g6 · Pion blanc sur case noire d4 · Pion blanc sur case blanche e4 · Cavalier blanc sur case noire c3 · Cavalier blanc sur case blanche f3 · Pion blanc sur case blanche a2 · Pion blanc sur case noire b2 · Pion blanc sur case blanche c2 · Pion blanc sur case noire f2 · Pion blanc sur case blanche g2 · Pion blanc sur case noire h2 · Tour blanche sur case noire a1 · Fou blanc sur case noire c1 · Dame blanche sur case blanche d1 · Roi blanc sur case noire e1 · Fou blanc sur case blanche f1 · Tour blanche sur case blanche h1 | Tour noire sur case blanche a8 · Cavalier noir sur case noire b8 · Fou noir sur case blanche c8 · Dame noire sur case noire d8 · Roi noir sur case blanche e8 · Cavalier noir sur case blanche g8 · Tour noire sur case noire h8 · Pion noir sur case noire a7 · Pion noir sur case blanche b7 · Pion noir sur case noire c7 · Pion noir sur case noire e7 · Pion noir sur case blanche f7 · Fou noir sur case noire g7 · Pion noir sur case blanche h7 · Pion noir sur case noire d6 · Pion noir sur case blanche g6 · Pion blanc sur case noire d4 · Pion blanc sur case blanche e4 · Cavalier blanc sur case noire c3 · Cavalier blanc sur case blanche f3 · Pion blanc sur case blanche a2 · Pion blanc sur case noire b2 · Pion blanc sur case blanche c2 · Pion blanc sur case noire f2 · Pion blanc sur case blanche g2 · Pion blanc sur case noire h2 · Tour blanche sur case noire a1 · Fou blanc sur case noire c1 · Dame blanche sur case blanche d1 · Roi blanc sur case noire e1 · Fou blanc sur case blanche f1 · Tour blanche sur case blanche h1 | Tour noire sur case blanche a8 · Cavalier noir sur case noire b8 · Fou noir sur case blanche c8 · Dame noire sur case noire d8 · Roi noir sur case blanche e8 · Cavalier noir sur case blanche g8 · Tour noire sur case noire h8 · Pion noir sur case noire a7 · Pion noir sur case blanche b7 · Pion noir sur case noire c7 · Pion noir sur case noire e7 · Pion noir sur case blanche f7 · Fou noir sur case noire g7 · Pion noir sur case blanche h7 · Pion noir sur case noire d6 · Pion noir sur case blanche g6 · Pion blanc sur case noire d4 · Pion blanc sur case blanche e4 · Cavalier blanc sur case noire c3 · Cavalier blanc sur case blanche f3 · Pion blanc sur case blanche a2 · Pion blanc sur case noire b2 · Pion blanc sur case blanche c2 · Pion blanc sur case noire f2 · Pion blanc sur case blanche g2 · Pion blanc sur case noire h2 · Tour blanche sur case noire a1 · Fou blanc sur case noire c1 · Dame blanche sur case blanche d1 · Roi blanc sur case noire e1 · Fou blanc sur case blanche f1 · Tour blanche sur case blanche h1 | 7 |
| 6 | Tour noire sur case blanche a8 · Cavalier noir sur case noire b8 · Fou noir sur case blanche c8 · Dame noire sur case noire d8 · Roi noir sur case blanche e8 · Cavalier noir sur case blanche g8 · Tour noire sur case noire h8 · Pion noir sur case noire a7 · Pion noir sur case blanche b7 · Pion noir sur case noire c7 · Pion noir sur case noire e7 · Pion noir sur case blanche f7 · Fou noir sur case noire g7 · Pion noir sur case blanche h7 · Pion noir sur case noire d6 · Pion noir sur case blanche g6 · Pion blanc sur case noire d4 · Pion blanc sur case blanche e4 · Cavalier blanc sur case noire c3 · Cavalier blanc sur case blanche f3 · Pion blanc sur case blanche a2 · Pion blanc sur case noire b2 · Pion blanc sur case blanche c2 · Pion blanc sur case noire f2 · Pion blanc sur case blanche g2 · Pion blanc sur case noire h2 · Tour blanche sur case noire a1 · Fou blanc sur case noire c1 · Dame blanche sur case blanche d1 · Roi blanc sur case noire e1 · Fou blanc sur case blanche f1 · Tour blanche sur case blanche h1 | Tour noire sur case blanche a8 · Cavalier noir sur case noire b8 · Fou noir sur case blanche c8 · Dame noire sur case noire d8 · Roi noir sur case blanche e8 · Cavalier noir sur case blanche g8 · Tour noire sur case noire h8 · Pion noir sur case noire a7 · Pion noir sur case blanche b7 · Pion noir sur case noire c7 · Pion noir sur case noire e7 · Pion noir sur case blanche f7 · Fou noir sur case noire g7 · Pion noir sur case blanche h7 · Pion noir sur case noire d6 · Pion noir sur case blanche g6 · Pion blanc sur case noire d4 · Pion blanc sur case blanche e4 · Cavalier blanc sur case noire c3 · Cavalier blanc sur case blanche f3 · Pion blanc sur case blanche a2 · Pion blanc sur case noire b2 · Pion blanc sur case blanche c2 · Pion blanc sur case noire f2 · Pion blanc sur case blanche g2 · Pion blanc sur case noire h2 · Tour blanche sur case noire a1 · Fou blanc sur case noire c1 · Dame blanche sur case blanche d1 · Roi blanc sur case noire e1 · Fou blanc sur case blanche f1 · Tour blanche sur case blanche h1 | Tour noire sur case blanche a8 · Cavalier noir sur case noire b8 · Fou noir sur case blanche c8 · Dame noire sur case noire d8 · Roi noir sur case blanche e8 · Cavalier noir sur case blanche g8 · Tour noire sur case noire h8 · Pion noir sur case noire a7 · Pion noir sur case blanche b7 · Pion noir sur case noire c7 · Pion noir sur case noire e7 · Pion noir sur case blanche f7 · Fou noir sur case noire g7 · Pion noir sur case blanche h7 · Pion noir sur case noire d6 · Pion noir sur case blanche g6 · Pion blanc sur case noire d4 · Pion blanc sur case blanche e4 · Cavalier blanc sur case noire c3 · Cavalier blanc sur case blanche f3 · Pion blanc sur case blanche a2 · Pion blanc sur case noire b2 · Pion blanc sur case blanche c2 · Pion blanc sur case noire f2 · Pion blanc sur case blanche g2 · Pion blanc sur case noire h2 · Tour blanche sur case noire a1 · Fou blanc sur case noire c1 · Dame blanche sur case blanche d1 · Roi blanc sur case noire e1 · Fou blanc sur case blanche f1 · Tour blanche sur case blanche h1 | Tour noire sur case blanche a8 · Cavalier noir sur case noire b8 · Fou noir sur case blanche c8 · Dame noire sur case noire d8 · Roi noir sur case blanche e8 · Cavalier noir sur case blanche g8 · Tour noire sur case noire h8 · Pion noir sur case noire a7 · Pion noir sur case blanche b7 · Pion noir sur case noire c7 · Pion noir sur case noire e7 · Pion noir sur case blanche f7 · Fou noir sur case noire g7 · Pion noir sur case blanche h7 · Pion noir sur case noire d6 · Pion noir sur case blanche g6 · Pion blanc sur case noire d4 · Pion blanc sur case blanche e4 · Cavalier blanc sur case noire c3 · Cavalier blanc sur case blanche f3 · Pion blanc sur case blanche a2 · Pion blanc sur case noire b2 · Pion blanc sur case blanche c2 · Pion blanc sur case noire f2 · Pion blanc sur case blanche g2 · Pion blanc sur case noire h2 · Tour blanche sur case noire a1 · Fou blanc sur case noire c1 · Dame blanche sur case blanche d1 · Roi blanc sur case noire e1 · Fou blanc sur case blanche f1 · Tour blanche sur case blanche h1 | Tour noire sur case blanche a8 · Cavalier noir sur case noire b8 · Fou noir sur case blanche c8 · Dame noire sur case noire d8 · Roi noir sur case blanche e8 · Cavalier noir sur case blanche g8 · Tour noire sur case noire h8 · Pion noir sur case noire a7 · Pion noir sur case blanche b7 · Pion noir sur case noire c7 · Pion noir sur case noire e7 · Pion noir sur case blanche f7 · Fou noir sur case noire g7 · Pion noir sur case blanche h7 · Pion noir sur case noire d6 · Pion noir sur case blanche g6 · Pion blanc sur case noire d4 · Pion blanc sur case blanche e4 · Cavalier blanc sur case noire c3 · Cavalier blanc sur case blanche f3 · Pion blanc sur case blanche a2 · Pion blanc sur case noire b2 · Pion blanc sur case blanche c2 · Pion blanc sur case noire f2 · Pion blanc sur case blanche g2 · Pion blanc sur case noire h2 · Tour blanche sur case noire a1 · Fou blanc sur case noire c1 · Dame blanche sur case blanche d1 · Roi blanc sur case noire e1 · Fou blanc sur case blanche f1 · Tour blanche sur case blanche h1 | Tour noire sur case blanche a8 · Cavalier noir sur case noire b8 · Fou noir sur case blanche c8 · Dame noire sur case noire d8 · Roi noir sur case blanche e8 · Cavalier noir sur case blanche g8 · Tour noire sur case noire h8 · Pion noir sur case noire a7 · Pion noir sur case blanche b7 · Pion noir sur case noire c7 · Pion noir sur case noire e7 · Pion noir sur case blanche f7 · Fou noir sur case noire g7 · Pion noir sur case blanche h7 · Pion noir sur case noire d6 · Pion noir sur case blanche g6 · Pion blanc sur case noire d4 · Pion blanc sur case blanche e4 · Cavalier blanc sur case noire c3 · Cavalier blanc sur case blanche f3 · Pion blanc sur case blanche a2 · Pion blanc sur case noire b2 · Pion blanc sur case blanche c2 · Pion blanc sur case noire f2 · Pion blanc sur case blanche g2 · Pion blanc sur case noire h2 · Tour blanche sur case noire a1 · Fou blanc sur case noire c1 · Dame blanche sur case blanche d1 · Roi blanc sur case noire e1 · Fou blanc sur case blanche f1 · Tour blanche sur case blanche h1 | Tour noire sur case blanche a8 · Cavalier noir sur case noire b8 · Fou noir sur case blanche c8 · Dame noire sur case noire d8 · Roi noir sur case blanche e8 · Cavalier noir sur case blanche g8 · Tour noire sur case noire h8 · Pion noir sur case noire a7 · Pion noir sur case blanche b7 · Pion noir sur case noire c7 · Pion noir sur case noire e7 · Pion noir sur case blanche f7 · Fou noir sur case noire g7 · Pion noir sur case blanche h7 · Pion noir sur case noire d6 · Pion noir sur case blanche g6 · Pion blanc sur case noire d4 · Pion blanc sur case blanche e4 · Cavalier blanc sur case noire c3 · Cavalier blanc sur case blanche f3 · Pion blanc sur case blanche a2 · Pion blanc sur case noire b2 · Pion blanc sur case blanche c2 · Pion blanc sur case noire f2 · Pion blanc sur case blanche g2 · Pion blanc sur case noire h2 · Tour blanche sur case noire a1 · Fou blanc sur case noire c1 · Dame blanche sur case blanche d1 · Roi blanc sur case noire e1 · Fou blanc sur case blanche f1 · Tour blanche sur case blanche h1 | Tour noire sur case blanche a8 · Cavalier noir sur case noire b8 · Fou noir sur case blanche c8 · Dame noire sur case noire d8 · Roi noir sur case blanche e8 · Cavalier noir sur case blanche g8 · Tour noire sur case noire h8 · Pion noir sur case noire a7 · Pion noir sur case blanche b7 · Pion noir sur case noire c7 · Pion noir sur case noire e7 · Pion noir sur case blanche f7 · Fou noir sur case noire g7 · Pion noir sur case blanche h7 · Pion noir sur case noire d6 · Pion noir sur case blanche g6 · Pion blanc sur case noire d4 · Pion blanc sur case blanche e4 · Cavalier blanc sur case noire c3 · Cavalier blanc sur case blanche f3 · Pion blanc sur case blanche a2 · Pion blanc sur case noire b2 · Pion blanc sur case blanche c2 · Pion blanc sur case noire f2 · Pion blanc sur case blanche g2 · Pion blanc sur case noire h2 · Tour blanche sur case noire a1 · Fou blanc sur case noire c1 · Dame blanche sur case blanche d1 · Roi blanc sur case noire e1 · Fou blanc sur case blanche f1 · Tour blanche sur case blanche h1 | 6 |
| 5 | Tour noire sur case blanche a8 · Cavalier noir sur case noire b8 · Fou noir sur case blanche c8 · Dame noire sur case noire d8 · Roi noir sur case blanche e8 · Cavalier noir sur case blanche g8 · Tour noire sur case noire h8 · Pion noir sur case noire a7 · Pion noir sur case blanche b7 · Pion noir sur case noire c7 · Pion noir sur case noire e7 · Pion noir sur case blanche f7 · Fou noir sur case noire g7 · Pion noir sur case blanche h7 · Pion noir sur case noire d6 · Pion noir sur case blanche g6 · Pion blanc sur case noire d4 · Pion blanc sur case blanche e4 · Cavalier blanc sur case noire c3 · Cavalier blanc sur case blanche f3 · Pion blanc sur case blanche a2 · Pion blanc sur case noire b2 · Pion blanc sur case blanche c2 · Pion blanc sur case noire f2 · Pion blanc sur case blanche g2 · Pion blanc sur case noire h2 · Tour blanche sur case noire a1 · Fou blanc sur case noire c1 · Dame blanche sur case blanche d1 · Roi blanc sur case noire e1 · Fou blanc sur case blanche f1 · Tour blanche sur case blanche h1 | Tour noire sur case blanche a8 · Cavalier noir sur case noire b8 · Fou noir sur case blanche c8 · Dame noire sur case noire d8 · Roi noir sur case blanche e8 · Cavalier noir sur case blanche g8 · Tour noire sur case noire h8 · Pion noir sur case noire a7 · Pion noir sur case blanche b7 · Pion noir sur case noire c7 · Pion noir sur case noire e7 · Pion noir sur case blanche f7 · Fou noir sur case noire g7 · Pion noir sur case blanche h7 · Pion noir sur case noire d6 · Pion noir sur case blanche g6 · Pion blanc sur case noire d4 · Pion blanc sur case blanche e4 · Cavalier blanc sur case noire c3 · Cavalier blanc sur case blanche f3 · Pion blanc sur case blanche a2 · Pion blanc sur case noire b2 · Pion blanc sur case blanche c2 · Pion blanc sur case noire f2 · Pion blanc sur case blanche g2 · Pion blanc sur case noire h2 · Tour blanche sur case noire a1 · Fou blanc sur case noire c1 · Dame blanche sur case blanche d1 · Roi blanc sur case noire e1 · Fou blanc sur case blanche f1 · Tour blanche sur case blanche h1 | Tour noire sur case blanche a8 · Cavalier noir sur case noire b8 · Fou noir sur case blanche c8 · Dame noire sur case noire d8 · Roi noir sur case blanche e8 · Cavalier noir sur case blanche g8 · Tour noire sur case noire h8 · Pion noir sur case noire a7 · Pion noir sur case blanche b7 · Pion noir sur case noire c7 · Pion noir sur case noire e7 · Pion noir sur case blanche f7 · Fou noir sur case noire g7 · Pion noir sur case blanche h7 · Pion noir sur case noire d6 · Pion noir sur case blanche g6 · Pion blanc sur case noire d4 · Pion blanc sur case blanche e4 · Cavalier blanc sur case noire c3 · Cavalier blanc sur case blanche f3 · Pion blanc sur case blanche a2 · Pion blanc sur case noire b2 · Pion blanc sur case blanche c2 · Pion blanc sur case noire f2 · Pion blanc sur case blanche g2 · Pion blanc sur case noire h2 · Tour blanche sur case noire a1 · Fou blanc sur case noire c1 · Dame blanche sur case blanche d1 · Roi blanc sur case noire e1 · Fou blanc sur case blanche f1 · Tour blanche sur case blanche h1 | Tour noire sur case blanche a8 · Cavalier noir sur case noire b8 · Fou noir sur case blanche c8 · Dame noire sur case noire d8 · Roi noir sur case blanche e8 · Cavalier noir sur case blanche g8 · Tour noire sur case noire h8 · Pion noir sur case noire a7 · Pion noir sur case blanche b7 · Pion noir sur case noire c7 · Pion noir sur case noire e7 · Pion noir sur case blanche f7 · Fou noir sur case noire g7 · Pion noir sur case blanche h7 · Pion noir sur case noire d6 · Pion noir sur case blanche g6 · Pion blanc sur case noire d4 · Pion blanc sur case blanche e4 · Cavalier blanc sur case noire c3 · Cavalier blanc sur case blanche f3 · Pion blanc sur case blanche a2 · Pion blanc sur case noire b2 · Pion blanc sur case blanche c2 · Pion blanc sur case noire f2 · Pion blanc sur case blanche g2 · Pion blanc sur case noire h2 · Tour blanche sur case noire a1 · Fou blanc sur case noire c1 · Dame blanche sur case blanche d1 · Roi blanc sur case noire e1 · Fou blanc sur case blanche f1 · Tour blanche sur case blanche h1 | Tour noire sur case blanche a8 · Cavalier noir sur case noire b8 · Fou noir sur case blanche c8 · Dame noire sur case noire d8 · Roi noir sur case blanche e8 · Cavalier noir sur case blanche g8 · Tour noire sur case noire h8 · Pion noir sur case noire a7 · Pion noir sur case blanche b7 · Pion noir sur case noire c7 · Pion noir sur case noire e7 · Pion noir sur case blanche f7 · Fou noir sur case noire g7 · Pion noir sur case blanche h7 · Pion noir sur case noire d6 · Pion noir sur case blanche g6 · Pion blanc sur case noire d4 · Pion blanc sur case blanche e4 · Cavalier blanc sur case noire c3 · Cavalier blanc sur case blanche f3 · Pion blanc sur case blanche a2 · Pion blanc sur case noire b2 · Pion blanc sur case blanche c2 · Pion blanc sur case noire f2 · Pion blanc sur case blanche g2 · Pion blanc sur case noire h2 · Tour blanche sur case noire a1 · Fou blanc sur case noire c1 · Dame blanche sur case blanche d1 · Roi blanc sur case noire e1 · Fou blanc sur case blanche f1 · Tour blanche sur case blanche h1 | Tour noire sur case blanche a8 · Cavalier noir sur case noire b8 · Fou noir sur case blanche c8 · Dame noire sur case noire d8 · Roi noir sur case blanche e8 · Cavalier noir sur case blanche g8 · Tour noire sur case noire h8 · Pion noir sur case noire a7 · Pion noir sur case blanche b7 · Pion noir sur case noire c7 · Pion noir sur case noire e7 · Pion noir sur case blanche f7 · Fou noir sur case noire g7 · Pion noir sur case blanche h7 · Pion noir sur case noire d6 · Pion noir sur case blanche g6 · Pion blanc sur case noire d4 · Pion blanc sur case blanche e4 · Cavalier blanc sur case noire c3 · Cavalier blanc sur case blanche f3 · Pion blanc sur case blanche a2 · Pion blanc sur case noire b2 · Pion blanc sur case blanche c2 · Pion blanc sur case noire f2 · Pion blanc sur case blanche g2 · Pion blanc sur case noire h2 · Tour blanche sur case noire a1 · Fou blanc sur case noire c1 · Dame blanche sur case blanche d1 · Roi blanc sur case noire e1 · Fou blanc sur case blanche f1 · Tour blanche sur case blanche h1 | Tour noire sur case blanche a8 · Cavalier noir sur case noire b8 · Fou noir sur case blanche c8 · Dame noire sur case noire d8 · Roi noir sur case blanche e8 · Cavalier noir sur case blanche g8 · Tour noire sur case noire h8 · Pion noir sur case noire a7 · Pion noir sur case blanche b7 · Pion noir sur case noire c7 · Pion noir sur case noire e7 · Pion noir sur case blanche f7 · Fou noir sur case noire g7 · Pion noir sur case blanche h7 · Pion noir sur case noire d6 · Pion noir sur case blanche g6 · Pion blanc sur case noire d4 · Pion blanc sur case blanche e4 · Cavalier blanc sur case noire c3 · Cavalier blanc sur case blanche f3 · Pion blanc sur case blanche a2 · Pion blanc sur case noire b2 · Pion blanc sur case blanche c2 · Pion blanc sur case noire f2 · Pion blanc sur case blanche g2 · Pion blanc sur case noire h2 · Tour blanche sur case noire a1 · Fou blanc sur case noire c1 · Dame blanche sur case blanche d1 · Roi blanc sur case noire e1 · Fou blanc sur case blanche f1 · Tour blanche sur case blanche h1 | Tour noire sur case blanche a8 · Cavalier noir sur case noire b8 · Fou noir sur case blanche c8 · Dame noire sur case noire d8 · Roi noir sur case blanche e8 · Cavalier noir sur case blanche g8 · Tour noire sur case noire h8 · Pion noir sur case noire a7 · Pion noir sur case blanche b7 · Pion noir sur case noire c7 · Pion noir sur case noire e7 · Pion noir sur case blanche f7 · Fou noir sur case noire g7 · Pion noir sur case blanche h7 · Pion noir sur case noire d6 · Pion noir sur case blanche g6 · Pion blanc sur case noire d4 · Pion blanc sur case blanche e4 · Cavalier blanc sur case noire c3 · Cavalier blanc sur case blanche f3 · Pion blanc sur case blanche a2 · Pion blanc sur case noire b2 · Pion blanc sur case blanche c2 · Pion blanc sur case noire f2 · Pion blanc sur case blanche g2 · Pion blanc sur case noire h2 · Tour blanche sur case noire a1 · Fou blanc sur case noire c1 · Dame blanche sur case blanche d1 · Roi blanc sur case noire e1 · Fou blanc sur case blanche f1 · Tour blanche sur case blanche h1 | 5 |
| 4 | Tour noire sur case blanche a8 · Cavalier noir sur case noire b8 · Fou noir sur case blanche c8 · Dame noire sur case noire d8 · Roi noir sur case blanche e8 · Cavalier noir sur case blanche g8 · Tour noire sur case noire h8 · Pion noir sur case noire a7 · Pion noir sur case blanche b7 · Pion noir sur case noire c7 · Pion noir sur case noire e7 · Pion noir sur case blanche f7 · Fou noir sur case noire g7 · Pion noir sur case blanche h7 · Pion noir sur case noire d6 · Pion noir sur case blanche g6 · Pion blanc sur case noire d4 · Pion blanc sur case blanche e4 · Cavalier blanc sur case noire c3 · Cavalier blanc sur case blanche f3 · Pion blanc sur case blanche a2 · Pion blanc sur case noire b2 · Pion blanc sur case blanche c2 · Pion blanc sur case noire f2 · Pion blanc sur case blanche g2 · Pion blanc sur case noire h2 · Tour blanche sur case noire a1 · Fou blanc sur case noire c1 · Dame blanche sur case blanche d1 · Roi blanc sur case noire e1 · Fou blanc sur case blanche f1 · Tour blanche sur case blanche h1 | Tour noire sur case blanche a8 · Cavalier noir sur case noire b8 · Fou noir sur case blanche c8 · Dame noire sur case noire d8 · Roi noir sur case blanche e8 · Cavalier noir sur case blanche g8 · Tour noire sur case noire h8 · Pion noir sur case noire a7 · Pion noir sur case blanche b7 · Pion noir sur case noire c7 · Pion noir sur case noire e7 · Pion noir sur case blanche f7 · Fou noir sur case noire g7 · Pion noir sur case blanche h7 · Pion noir sur case noire d6 · Pion noir sur case blanche g6 · Pion blanc sur case noire d4 · Pion blanc sur case blanche e4 · Cavalier blanc sur case noire c3 · Cavalier blanc sur case blanche f3 · Pion blanc sur case blanche a2 · Pion blanc sur case noire b2 · Pion blanc sur case blanche c2 · Pion blanc sur case noire f2 · Pion blanc sur case blanche g2 · Pion blanc sur case noire h2 · Tour blanche sur case noire a1 · Fou blanc sur case noire c1 · Dame blanche sur case blanche d1 · Roi blanc sur case noire e1 · Fou blanc sur case blanche f1 · Tour blanche sur case blanche h1 | Tour noire sur case blanche a8 · Cavalier noir sur case noire b8 · Fou noir sur case blanche c8 · Dame noire sur case noire d8 · Roi noir sur case blanche e8 · Cavalier noir sur case blanche g8 · Tour noire sur case noire h8 · Pion noir sur case noire a7 · Pion noir sur case blanche b7 · Pion noir sur case noire c7 · Pion noir sur case noire e7 · Pion noir sur case blanche f7 · Fou noir sur case noire g7 · Pion noir sur case blanche h7 · Pion noir sur case noire d6 · Pion noir sur case blanche g6 · Pion blanc sur case noire d4 · Pion blanc sur case blanche e4 · Cavalier blanc sur case noire c3 · Cavalier blanc sur case blanche f3 · Pion blanc sur case blanche a2 · Pion blanc sur case noire b2 · Pion blanc sur case blanche c2 · Pion blanc sur case noire f2 · Pion blanc sur case blanche g2 · Pion blanc sur case noire h2 · Tour blanche sur case noire a1 · Fou blanc sur case noire c1 · Dame blanche sur case blanche d1 · Roi blanc sur case noire e1 · Fou blanc sur case blanche f1 · Tour blanche sur case blanche h1 | Tour noire sur case blanche a8 · Cavalier noir sur case noire b8 · Fou noir sur case blanche c8 · Dame noire sur case noire d8 · Roi noir sur case blanche e8 · Cavalier noir sur case blanche g8 · Tour noire sur case noire h8 · Pion noir sur case noire a7 · Pion noir sur case blanche b7 · Pion noir sur case noire c7 · Pion noir sur case noire e7 · Pion noir sur case blanche f7 · Fou noir sur case noire g7 · Pion noir sur case blanche h7 · Pion noir sur case noire d6 · Pion noir sur case blanche g6 · Pion blanc sur case noire d4 · Pion blanc sur case blanche e4 · Cavalier blanc sur case noire c3 · Cavalier blanc sur case blanche f3 · Pion blanc sur case blanche a2 · Pion blanc sur case noire b2 · Pion blanc sur case blanche c2 · Pion blanc sur case noire f2 · Pion blanc sur case blanche g2 · Pion blanc sur case noire h2 · Tour blanche sur case noire a1 · Fou blanc sur case noire c1 · Dame blanche sur case blanche d1 · Roi blanc sur case noire e1 · Fou blanc sur case blanche f1 · Tour blanche sur case blanche h1 | Tour noire sur case blanche a8 · Cavalier noir sur case noire b8 · Fou noir sur case blanche c8 · Dame noire sur case noire d8 · Roi noir sur case blanche e8 · Cavalier noir sur case blanche g8 · Tour noire sur case noire h8 · Pion noir sur case noire a7 · Pion noir sur case blanche b7 · Pion noir sur case noire c7 · Pion noir sur case noire e7 · Pion noir sur case blanche f7 · Fou noir sur case noire g7 · Pion noir sur case blanche h7 · Pion noir sur case noire d6 · Pion noir sur case blanche g6 · Pion blanc sur case noire d4 · Pion blanc sur case blanche e4 · Cavalier blanc sur case noire c3 · Cavalier blanc sur case blanche f3 · Pion blanc sur case blanche a2 · Pion blanc sur case noire b2 · Pion blanc sur case blanche c2 · Pion blanc sur case noire f2 · Pion blanc sur case blanche g2 · Pion blanc sur case noire h2 · Tour blanche sur case noire a1 · Fou blanc sur case noire c1 · Dame blanche sur case blanche d1 · Roi blanc sur case noire e1 · Fou blanc sur case blanche f1 · Tour blanche sur case blanche h1 | Tour noire sur case blanche a8 · Cavalier noir sur case noire b8 · Fou noir sur case blanche c8 · Dame noire sur case noire d8 · Roi noir sur case blanche e8 · Cavalier noir sur case blanche g8 · Tour noire sur case noire h8 · Pion noir sur case noire a7 · Pion noir sur case blanche b7 · Pion noir sur case noire c7 · Pion noir sur case noire e7 · Pion noir sur case blanche f7 · Fou noir sur case noire g7 · Pion noir sur case blanche h7 · Pion noir sur case noire d6 · Pion noir sur case blanche g6 · Pion blanc sur case noire d4 · Pion blanc sur case blanche e4 · Cavalier blanc sur case noire c3 · Cavalier blanc sur case blanche f3 · Pion blanc sur case blanche a2 · Pion blanc sur case noire b2 · Pion blanc sur case blanche c2 · Pion blanc sur case noire f2 · Pion blanc sur case blanche g2 · Pion blanc sur case noire h2 · Tour blanche sur case noire a1 · Fou blanc sur case noire c1 · Dame blanche sur case blanche d1 · Roi blanc sur case noire e1 · Fou blanc sur case blanche f1 · Tour blanche sur case blanche h1 | Tour noire sur case blanche a8 · Cavalier noir sur case noire b8 · Fou noir sur case blanche c8 · Dame noire sur case noire d8 · Roi noir sur case blanche e8 · Cavalier noir sur case blanche g8 · Tour noire sur case noire h8 · Pion noir sur case noire a7 · Pion noir sur case blanche b7 · Pion noir sur case noire c7 · Pion noir sur case noire e7 · Pion noir sur case blanche f7 · Fou noir sur case noire g7 · Pion noir sur case blanche h7 · Pion noir sur case noire d6 · Pion noir sur case blanche g6 · Pion blanc sur case noire d4 · Pion blanc sur case blanche e4 · Cavalier blanc sur case noire c3 · Cavalier blanc sur case blanche f3 · Pion blanc sur case blanche a2 · Pion blanc sur case noire b2 · Pion blanc sur case blanche c2 · Pion blanc sur case noire f2 · Pion blanc sur case blanche g2 · Pion blanc sur case noire h2 · Tour blanche sur case noire a1 · Fou blanc sur case noire c1 · Dame blanche sur case blanche d1 · Roi blanc sur case noire e1 · Fou blanc sur case blanche f1 · Tour blanche sur case blanche h1 | Tour noire sur case blanche a8 · Cavalier noir sur case noire b8 · Fou noir sur case blanche c8 · Dame noire sur case noire d8 · Roi noir sur case blanche e8 · Cavalier noir sur case blanche g8 · Tour noire sur case noire h8 · Pion noir sur case noire a7 · Pion noir sur case blanche b7 · Pion noir sur case noire c7 · Pion noir sur case noire e7 · Pion noir sur case blanche f7 · Fou noir sur case noire g7 · Pion noir sur case blanche h7 · Pion noir sur case noire d6 · Pion noir sur case blanche g6 · Pion blanc sur case noire d4 · Pion blanc sur case blanche e4 · Cavalier blanc sur case noire c3 · Cavalier blanc sur case blanche f3 · Pion blanc sur case blanche a2 · Pion blanc sur case noire b2 · Pion blanc sur case blanche c2 · Pion blanc sur case noire f2 · Pion blanc sur case blanche g2 · Pion blanc sur case noire h2 · Tour blanche sur case noire a1 · Fou blanc sur case noire c1 · Dame blanche sur case blanche d1 · Roi blanc sur case noire e1 · Fou blanc sur case blanche f1 · Tour blanche sur case blanche h1 | 4 |
| 3 | Tour noire sur case blanche a8 · Cavalier noir sur case noire b8 · Fou noir sur case blanche c8 · Dame noire sur case noire d8 · Roi noir sur case blanche e8 · Cavalier noir sur case blanche g8 · Tour noire sur case noire h8 · Pion noir sur case noire a7 · Pion noir sur case blanche b7 · Pion noir sur case noire c7 · Pion noir sur case noire e7 · Pion noir sur case blanche f7 · Fou noir sur case noire g7 · Pion noir sur case blanche h7 · Pion noir sur case noire d6 · Pion noir sur case blanche g6 · Pion blanc sur case noire d4 · Pion blanc sur case blanche e4 · Cavalier blanc sur case noire c3 · Cavalier blanc sur case blanche f3 · Pion blanc sur case blanche a2 · Pion blanc sur case noire b2 · Pion blanc sur case blanche c2 · Pion blanc sur case noire f2 · Pion blanc sur case blanche g2 · Pion blanc sur case noire h2 · Tour blanche sur case noire a1 · Fou blanc sur case noire c1 · Dame blanche sur case blanche d1 · Roi blanc sur case noire e1 · Fou blanc sur case blanche f1 · Tour blanche sur case blanche h1 | Tour noire sur case blanche a8 · Cavalier noir sur case noire b8 · Fou noir sur case blanche c8 · Dame noire sur case noire d8 · Roi noir sur case blanche e8 · Cavalier noir sur case blanche g8 · Tour noire sur case noire h8 · Pion noir sur case noire a7 · Pion noir sur case blanche b7 · Pion noir sur case noire c7 · Pion noir sur case noire e7 · Pion noir sur case blanche f7 · Fou noir sur case noire g7 · Pion noir sur case blanche h7 · Pion noir sur case noire d6 · Pion noir sur case blanche g6 · Pion blanc sur case noire d4 · Pion blanc sur case blanche e4 · Cavalier blanc sur case noire c3 · Cavalier blanc sur case blanche f3 · Pion blanc sur case blanche a2 · Pion blanc sur case noire b2 · Pion blanc sur case blanche c2 · Pion blanc sur case noire f2 · Pion blanc sur case blanche g2 · Pion blanc sur case noire h2 · Tour blanche sur case noire a1 · Fou blanc sur case noire c1 · Dame blanche sur case blanche d1 · Roi blanc sur case noire e1 · Fou blanc sur case blanche f1 · Tour blanche sur case blanche h1 | Tour noire sur case blanche a8 · Cavalier noir sur case noire b8 · Fou noir sur case blanche c8 · Dame noire sur case noire d8 · Roi noir sur case blanche e8 · Cavalier noir sur case blanche g8 · Tour noire sur case noire h8 · Pion noir sur case noire a7 · Pion noir sur case blanche b7 · Pion noir sur case noire c7 · Pion noir sur case noire e7 · Pion noir sur case blanche f7 · Fou noir sur case noire g7 · Pion noir sur case blanche h7 · Pion noir sur case noire d6 · Pion noir sur case blanche g6 · Pion blanc sur case noire d4 · Pion blanc sur case blanche e4 · Cavalier blanc sur case noire c3 · Cavalier blanc sur case blanche f3 · Pion blanc sur case blanche a2 · Pion blanc sur case noire b2 · Pion blanc sur case blanche c2 · Pion blanc sur case noire f2 · Pion blanc sur case blanche g2 · Pion blanc sur case noire h2 · Tour blanche sur case noire a1 · Fou blanc sur case noire c1 · Dame blanche sur case blanche d1 · Roi blanc sur case noire e1 · Fou blanc sur case blanche f1 · Tour blanche sur case blanche h1 | Tour noire sur case blanche a8 · Cavalier noir sur case noire b8 · Fou noir sur case blanche c8 · Dame noire sur case noire d8 · Roi noir sur case blanche e8 · Cavalier noir sur case blanche g8 · Tour noire sur case noire h8 · Pion noir sur case noire a7 · Pion noir sur case blanche b7 · Pion noir sur case noire c7 · Pion noir sur case noire e7 · Pion noir sur case blanche f7 · Fou noir sur case noire g7 · Pion noir sur case blanche h7 · Pion noir sur case noire d6 · Pion noir sur case blanche g6 · Pion blanc sur case noire d4 · Pion blanc sur case blanche e4 · Cavalier blanc sur case noire c3 · Cavalier blanc sur case blanche f3 · Pion blanc sur case blanche a2 · Pion blanc sur case noire b2 · Pion blanc sur case blanche c2 · Pion blanc sur case noire f2 · Pion blanc sur case blanche g2 · Pion blanc sur case noire h2 · Tour blanche sur case noire a1 · Fou blanc sur case noire c1 · Dame blanche sur case blanche d1 · Roi blanc sur case noire e1 · Fou blanc sur case blanche f1 · Tour blanche sur case blanche h1 | Tour noire sur case blanche a8 · Cavalier noir sur case noire b8 · Fou noir sur case blanche c8 · Dame noire sur case noire d8 · Roi noir sur case blanche e8 · Cavalier noir sur case blanche g8 · Tour noire sur case noire h8 · Pion noir sur case noire a7 · Pion noir sur case blanche b7 · Pion noir sur case noire c7 · Pion noir sur case noire e7 · Pion noir sur case blanche f7 · Fou noir sur case noire g7 · Pion noir sur case blanche h7 · Pion noir sur case noire d6 · Pion noir sur case blanche g6 · Pion blanc sur case noire d4 · Pion blanc sur case blanche e4 · Cavalier blanc sur case noire c3 · Cavalier blanc sur case blanche f3 · Pion blanc sur case blanche a2 · Pion blanc sur case noire b2 · Pion blanc sur case blanche c2 · Pion blanc sur case noire f2 · Pion blanc sur case blanche g2 · Pion blanc sur case noire h2 · Tour blanche sur case noire a1 · Fou blanc sur case noire c1 · Dame blanche sur case blanche d1 · Roi blanc sur case noire e1 · Fou blanc sur case blanche f1 · Tour blanche sur case blanche h1 | Tour noire sur case blanche a8 · Cavalier noir sur case noire b8 · Fou noir sur case blanche c8 · Dame noire sur case noire d8 · Roi noir sur case blanche e8 · Cavalier noir sur case blanche g8 · Tour noire sur case noire h8 · Pion noir sur case noire a7 · Pion noir sur case blanche b7 · Pion noir sur case noire c7 · Pion noir sur case noire e7 · Pion noir sur case blanche f7 · Fou noir sur case noire g7 · Pion noir sur case blanche h7 · Pion noir sur case noire d6 · Pion noir sur case blanche g6 · Pion blanc sur case noire d4 · Pion blanc sur case blanche e4 · Cavalier blanc sur case noire c3 · Cavalier blanc sur case blanche f3 · Pion blanc sur case blanche a2 · Pion blanc sur case noire b2 · Pion blanc sur case blanche c2 · Pion blanc sur case noire f2 · Pion blanc sur case blanche g2 · Pion blanc sur case noire h2 · Tour blanche sur case noire a1 · Fou blanc sur case noire c1 · Dame blanche sur case blanche d1 · Roi blanc sur case noire e1 · Fou blanc sur case blanche f1 · Tour blanche sur case blanche h1 | Tour noire sur case blanche a8 · Cavalier noir sur case noire b8 · Fou noir sur case blanche c8 · Dame noire sur case noire d8 · Roi noir sur case blanche e8 · Cavalier noir sur case blanche g8 · Tour noire sur case noire h8 · Pion noir sur case noire a7 · Pion noir sur case blanche b7 · Pion noir sur case noire c7 · Pion noir sur case noire e7 · Pion noir sur case blanche f7 · Fou noir sur case noire g7 · Pion noir sur case blanche h7 · Pion noir sur case noire d6 · Pion noir sur case blanche g6 · Pion blanc sur case noire d4 · Pion blanc sur case blanche e4 · Cavalier blanc sur case noire c3 · Cavalier blanc sur case blanche f3 · Pion blanc sur case blanche a2 · Pion blanc sur case noire b2 · Pion blanc sur case blanche c2 · Pion blanc sur case noire f2 · Pion blanc sur case blanche g2 · Pion blanc sur case noire h2 · Tour blanche sur case noire a1 · Fou blanc sur case noire c1 · Dame blanche sur case blanche d1 · Roi blanc sur case noire e1 · Fou blanc sur case blanche f1 · Tour blanche sur case blanche h1 | Tour noire sur case blanche a8 · Cavalier noir sur case noire b8 · Fou noir sur case blanche c8 · Dame noire sur case noire d8 · Roi noir sur case blanche e8 · Cavalier noir sur case blanche g8 · Tour noire sur case noire h8 · Pion noir sur case noire a7 · Pion noir sur case blanche b7 · Pion noir sur case noire c7 · Pion noir sur case noire e7 · Pion noir sur case blanche f7 · Fou noir sur case noire g7 · Pion noir sur case blanche h7 · Pion noir sur case noire d6 · Pion noir sur case blanche g6 · Pion blanc sur case noire d4 · Pion blanc sur case blanche e4 · Cavalier blanc sur case noire c3 · Cavalier blanc sur case blanche f3 · Pion blanc sur case blanche a2 · Pion blanc sur case noire b2 · Pion blanc sur case blanche c2 · Pion blanc sur case noire f2 · Pion blanc sur case blanche g2 · Pion blanc sur case noire h2 · Tour blanche sur case noire a1 · Fou blanc sur case noire c1 · Dame blanche sur case blanche d1 · Roi blanc sur case noire e1 · Fou blanc sur case blanche f1 · Tour blanche sur case blanche h1 | 3 |
| 2 | Tour noire sur case blanche a8 · Cavalier noir sur case noire b8 · Fou noir sur case blanche c8 · Dame noire sur case noire d8 · Roi noir sur case blanche e8 · Cavalier noir sur case blanche g8 · Tour noire sur case noire h8 · Pion noir sur case noire a7 · Pion noir sur case blanche b7 · Pion noir sur case noire c7 · Pion noir sur case noire e7 · Pion noir sur case blanche f7 · Fou noir sur case noire g7 · Pion noir sur case blanche h7 · Pion noir sur case noire d6 · Pion noir sur case blanche g6 · Pion blanc sur case noire d4 · Pion blanc sur case blanche e4 · Cavalier blanc sur case noire c3 · Cavalier blanc sur case blanche f3 · Pion blanc sur case blanche a2 · Pion blanc sur case noire b2 · Pion blanc sur case blanche c2 · Pion blanc sur case noire f2 · Pion blanc sur case blanche g2 · Pion blanc sur case noire h2 · Tour blanche sur case noire a1 · Fou blanc sur case noire c1 · Dame blanche sur case blanche d1 · Roi blanc sur case noire e1 · Fou blanc sur case blanche f1 · Tour blanche sur case blanche h1 | Tour noire sur case blanche a8 · Cavalier noir sur case noire b8 · Fou noir sur case blanche c8 · Dame noire sur case noire d8 · Roi noir sur case blanche e8 · Cavalier noir sur case blanche g8 · Tour noire sur case noire h8 · Pion noir sur case noire a7 · Pion noir sur case blanche b7 · Pion noir sur case noire c7 · Pion noir sur case noire e7 · Pion noir sur case blanche f7 · Fou noir sur case noire g7 · Pion noir sur case blanche h7 · Pion noir sur case noire d6 · Pion noir sur case blanche g6 · Pion blanc sur case noire d4 · Pion blanc sur case blanche e4 · Cavalier blanc sur case noire c3 · Cavalier blanc sur case blanche f3 · Pion blanc sur case blanche a2 · Pion blanc sur case noire b2 · Pion blanc sur case blanche c2 · Pion blanc sur case noire f2 · Pion blanc sur case blanche g2 · Pion blanc sur case noire h2 · Tour blanche sur case noire a1 · Fou blanc sur case noire c1 · Dame blanche sur case blanche d1 · Roi blanc sur case noire e1 · Fou blanc sur case blanche f1 · Tour blanche sur case blanche h1 | Tour noire sur case blanche a8 · Cavalier noir sur case noire b8 · Fou noir sur case blanche c8 · Dame noire sur case noire d8 · Roi noir sur case blanche e8 · Cavalier noir sur case blanche g8 · Tour noire sur case noire h8 · Pion noir sur case noire a7 · Pion noir sur case blanche b7 · Pion noir sur case noire c7 · Pion noir sur case noire e7 · Pion noir sur case blanche f7 · Fou noir sur case noire g7 · Pion noir sur case blanche h7 · Pion noir sur case noire d6 · Pion noir sur case blanche g6 · Pion blanc sur case noire d4 · Pion blanc sur case blanche e4 · Cavalier blanc sur case noire c3 · Cavalier blanc sur case blanche f3 · Pion blanc sur case blanche a2 · Pion blanc sur case noire b2 · Pion blanc sur case blanche c2 · Pion blanc sur case noire f2 · Pion blanc sur case blanche g2 · Pion blanc sur case noire h2 · Tour blanche sur case noire a1 · Fou blanc sur case noire c1 · Dame blanche sur case blanche d1 · Roi blanc sur case noire e1 · Fou blanc sur case blanche f1 · Tour blanche sur case blanche h1 | Tour noire sur case blanche a8 · Cavalier noir sur case noire b8 · Fou noir sur case blanche c8 · Dame noire sur case noire d8 · Roi noir sur case blanche e8 · Cavalier noir sur case blanche g8 · Tour noire sur case noire h8 · Pion noir sur case noire a7 · Pion noir sur case blanche b7 · Pion noir sur case noire c7 · Pion noir sur case noire e7 · Pion noir sur case blanche f7 · Fou noir sur case noire g7 · Pion noir sur case blanche h7 · Pion noir sur case noire d6 · Pion noir sur case blanche g6 · Pion blanc sur case noire d4 · Pion blanc sur case blanche e4 · Cavalier blanc sur case noire c3 · Cavalier blanc sur case blanche f3 · Pion blanc sur case blanche a2 · Pion blanc sur case noire b2 · Pion blanc sur case blanche c2 · Pion blanc sur case noire f2 · Pion blanc sur case blanche g2 · Pion blanc sur case noire h2 · Tour blanche sur case noire a1 · Fou blanc sur case noire c1 · Dame blanche sur case blanche d1 · Roi blanc sur case noire e1 · Fou blanc sur case blanche f1 · Tour blanche sur case blanche h1 | Tour noire sur case blanche a8 · Cavalier noir sur case noire b8 · Fou noir sur case blanche c8 · Dame noire sur case noire d8 · Roi noir sur case blanche e8 · Cavalier noir sur case blanche g8 · Tour noire sur case noire h8 · Pion noir sur case noire a7 · Pion noir sur case blanche b7 · Pion noir sur case noire c7 · Pion noir sur case noire e7 · Pion noir sur case blanche f7 · Fou noir sur case noire g7 · Pion noir sur case blanche h7 · Pion noir sur case noire d6 · Pion noir sur case blanche g6 · Pion blanc sur case noire d4 · Pion blanc sur case blanche e4 · Cavalier blanc sur case noire c3 · Cavalier blanc sur case blanche f3 · Pion blanc sur case blanche a2 · Pion blanc sur case noire b2 · Pion blanc sur case blanche c2 · Pion blanc sur case noire f2 · Pion blanc sur case blanche g2 · Pion blanc sur case noire h2 · Tour blanche sur case noire a1 · Fou blanc sur case noire c1 · Dame blanche sur case blanche d1 · Roi blanc sur case noire e1 · Fou blanc sur case blanche f1 · Tour blanche sur case blanche h1 | Tour noire sur case blanche a8 · Cavalier noir sur case noire b8 · Fou noir sur case blanche c8 · Dame noire sur case noire d8 · Roi noir sur case blanche e8 · Cavalier noir sur case blanche g8 · Tour noire sur case noire h8 · Pion noir sur case noire a7 · Pion noir sur case blanche b7 · Pion noir sur case noire c7 · Pion noir sur case noire e7 · Pion noir sur case blanche f7 · Fou noir sur case noire g7 · Pion noir sur case blanche h7 · Pion noir sur case noire d6 · Pion noir sur case blanche g6 · Pion blanc sur case noire d4 · Pion blanc sur case blanche e4 · Cavalier blanc sur case noire c3 · Cavalier blanc sur case blanche f3 · Pion blanc sur case blanche a2 · Pion blanc sur case noire b2 · Pion blanc sur case blanche c2 · Pion blanc sur case noire f2 · Pion blanc sur case blanche g2 · Pion blanc sur case noire h2 · Tour blanche sur case noire a1 · Fou blanc sur case noire c1 · Dame blanche sur case blanche d1 · Roi blanc sur case noire e1 · Fou blanc sur case blanche f1 · Tour blanche sur case blanche h1 | Tour noire sur case blanche a8 · Cavalier noir sur case noire b8 · Fou noir sur case blanche c8 · Dame noire sur case noire d8 · Roi noir sur case blanche e8 · Cavalier noir sur case blanche g8 · Tour noire sur case noire h8 · Pion noir sur case noire a7 · Pion noir sur case blanche b7 · Pion noir sur case noire c7 · Pion noir sur case noire e7 · Pion noir sur case blanche f7 · Fou noir sur case noire g7 · Pion noir sur case blanche h7 · Pion noir sur case noire d6 · Pion noir sur case blanche g6 · Pion blanc sur case noire d4 · Pion blanc sur case blanche e4 · Cavalier blanc sur case noire c3 · Cavalier blanc sur case blanche f3 · Pion blanc sur case blanche a2 · Pion blanc sur case noire b2 · Pion blanc sur case blanche c2 · Pion blanc sur case noire f2 · Pion blanc sur case blanche g2 · Pion blanc sur case noire h2 · Tour blanche sur case noire a1 · Fou blanc sur case noire c1 · Dame blanche sur case blanche d1 · Roi blanc sur case noire e1 · Fou blanc sur case blanche f1 · Tour blanche sur case blanche h1 | Tour noire sur case blanche a8 · Cavalier noir sur case noire b8 · Fou noir sur case blanche c8 · Dame noire sur case noire d8 · Roi noir sur case blanche e8 · Cavalier noir sur case blanche g8 · Tour noire sur case noire h8 · Pion noir sur case noire a7 · Pion noir sur case blanche b7 · Pion noir sur case noire c7 · Pion noir sur case noire e7 · Pion noir sur case blanche f7 · Fou noir sur case noire g7 · Pion noir sur case blanche h7 · Pion noir sur case noire d6 · Pion noir sur case blanche g6 · Pion blanc sur case noire d4 · Pion blanc sur case blanche e4 · Cavalier blanc sur case noire c3 · Cavalier blanc sur case blanche f3 · Pion blanc sur case blanche a2 · Pion blanc sur case noire b2 · Pion blanc sur case blanche c2 · Pion blanc sur case noire f2 · Pion blanc sur case blanche g2 · Pion blanc sur case noire h2 · Tour blanche sur case noire a1 · Fou blanc sur case noire c1 · Dame blanche sur case blanche d1 · Roi blanc sur case noire e1 · Fou blanc sur case blanche f1 · Tour blanche sur case blanche h1 | 2 |
| 1 | Tour noire sur case blanche a8 · Cavalier noir sur case noire b8 · Fou noir sur case blanche c8 · Dame noire sur case noire d8 · Roi noir sur case blanche e8 · Cavalier noir sur case blanche g8 · Tour noire sur case noire h8 · Pion noir sur case noire a7 · Pion noir sur case blanche b7 · Pion noir sur case noire c7 · Pion noir sur case noire e7 · Pion noir sur case blanche f7 · Fou noir sur case noire g7 · Pion noir sur case blanche h7 · Pion noir sur case noire d6 · Pion noir sur case blanche g6 · Pion blanc sur case noire d4 · Pion blanc sur case blanche e4 · Cavalier blanc sur case noire c3 · Cavalier blanc sur case blanche f3 · Pion blanc sur case blanche a2 · Pion blanc sur case noire b2 · Pion blanc sur case blanche c2 · Pion blanc sur case noire f2 · Pion blanc sur case blanche g2 · Pion blanc sur case noire h2 · Tour blanche sur case noire a1 · Fou blanc sur case noire c1 · Dame blanche sur case blanche d1 · Roi blanc sur case noire e1 · Fou blanc sur case blanche f1 · Tour blanche sur case blanche h1 | Tour noire sur case blanche a8 · Cavalier noir sur case noire b8 · Fou noir sur case blanche c8 · Dame noire sur case noire d8 · Roi noir sur case blanche e8 · Cavalier noir sur case blanche g8 · Tour noire sur case noire h8 · Pion noir sur case noire a7 · Pion noir sur case blanche b7 · Pion noir sur case noire c7 · Pion noir sur case noire e7 · Pion noir sur case blanche f7 · Fou noir sur case noire g7 · Pion noir sur case blanche h7 · Pion noir sur case noire d6 · Pion noir sur case blanche g6 · Pion blanc sur case noire d4 · Pion blanc sur case blanche e4 · Cavalier blanc sur case noire c3 · Cavalier blanc sur case blanche f3 · Pion blanc sur case blanche a2 · Pion blanc sur case noire b2 · Pion blanc sur case blanche c2 · Pion blanc sur case noire f2 · Pion blanc sur case blanche g2 · Pion blanc sur case noire h2 · Tour blanche sur case noire a1 · Fou blanc sur case noire c1 · Dame blanche sur case blanche d1 · Roi blanc sur case noire e1 · Fou blanc sur case blanche f1 · Tour blanche sur case blanche h1 | Tour noire sur case blanche a8 · Cavalier noir sur case noire b8 · Fou noir sur case blanche c8 · Dame noire sur case noire d8 · Roi noir sur case blanche e8 · Cavalier noir sur case blanche g8 · Tour noire sur case noire h8 · Pion noir sur case noire a7 · Pion noir sur case blanche b7 · Pion noir sur case noire c7 · Pion noir sur case noire e7 · Pion noir sur case blanche f7 · Fou noir sur case noire g7 · Pion noir sur case blanche h7 · Pion noir sur case noire d6 · Pion noir sur case blanche g6 · Pion blanc sur case noire d4 · Pion blanc sur case blanche e4 · Cavalier blanc sur case noire c3 · Cavalier blanc sur case blanche f3 · Pion blanc sur case blanche a2 · Pion blanc sur case noire b2 · Pion blanc sur case blanche c2 · Pion blanc sur case noire f2 · Pion blanc sur case blanche g2 · Pion blanc sur case noire h2 · Tour blanche sur case noire a1 · Fou blanc sur case noire c1 · Dame blanche sur case blanche d1 · Roi blanc sur case noire e1 · Fou blanc sur case blanche f1 · Tour blanche sur case blanche h1 | Tour noire sur case blanche a8 · Cavalier noir sur case noire b8 · Fou noir sur case blanche c8 · Dame noire sur case noire d8 · Roi noir sur case blanche e8 · Cavalier noir sur case blanche g8 · Tour noire sur case noire h8 · Pion noir sur case noire a7 · Pion noir sur case blanche b7 · Pion noir sur case noire c7 · Pion noir sur case noire e7 · Pion noir sur case blanche f7 · Fou noir sur case noire g7 · Pion noir sur case blanche h7 · Pion noir sur case noire d6 · Pion noir sur case blanche g6 · Pion blanc sur case noire d4 · Pion blanc sur case blanche e4 · Cavalier blanc sur case noire c3 · Cavalier blanc sur case blanche f3 · Pion blanc sur case blanche a2 · Pion blanc sur case noire b2 · Pion blanc sur case blanche c2 · Pion blanc sur case noire f2 · Pion blanc sur case blanche g2 · Pion blanc sur case noire h2 · Tour blanche sur case noire a1 · Fou blanc sur case noire c1 · Dame blanche sur case blanche d1 · Roi blanc sur case noire e1 · Fou blanc sur case blanche f1 · Tour blanche sur case blanche h1 | Tour noire sur case blanche a8 · Cavalier noir sur case noire b8 · Fou noir sur case blanche c8 · Dame noire sur case noire d8 · Roi noir sur case blanche e8 · Cavalier noir sur case blanche g8 · Tour noire sur case noire h8 · Pion noir sur case noire a7 · Pion noir sur case blanche b7 · Pion noir sur case noire c7 · Pion noir sur case noire e7 · Pion noir sur case blanche f7 · Fou noir sur case noire g7 · Pion noir sur case blanche h7 · Pion noir sur case noire d6 · Pion noir sur case blanche g6 · Pion blanc sur case noire d4 · Pion blanc sur case blanche e4 · Cavalier blanc sur case noire c3 · Cavalier blanc sur case blanche f3 · Pion blanc sur case blanche a2 · Pion blanc sur case noire b2 · Pion blanc sur case blanche c2 · Pion blanc sur case noire f2 · Pion blanc sur case blanche g2 · Pion blanc sur case noire h2 · Tour blanche sur case noire a1 · Fou blanc sur case noire c1 · Dame blanche sur case blanche d1 · Roi blanc sur case noire e1 · Fou blanc sur case blanche f1 · Tour blanche sur case blanche h1 | Tour noire sur case blanche a8 · Cavalier noir sur case noire b8 · Fou noir sur case blanche c8 · Dame noire sur case noire d8 · Roi noir sur case blanche e8 · Cavalier noir sur case blanche g8 · Tour noire sur case noire h8 · Pion noir sur case noire a7 · Pion noir sur case blanche b7 · Pion noir sur case noire c7 · Pion noir sur case noire e7 · Pion noir sur case blanche f7 · Fou noir sur case noire g7 · Pion noir sur case blanche h7 · Pion noir sur case noire d6 · Pion noir sur case blanche g6 · Pion blanc sur case noire d4 · Pion blanc sur case blanche e4 · Cavalier blanc sur case noire c3 · Cavalier blanc sur case blanche f3 · Pion blanc sur case blanche a2 · Pion blanc sur case noire b2 · Pion blanc sur case blanche c2 · Pion blanc sur case noire f2 · Pion blanc sur case blanche g2 · Pion blanc sur case noire h2 · Tour blanche sur case noire a1 · Fou blanc sur case noire c1 · Dame blanche sur case blanche d1 · Roi blanc sur case noire e1 · Fou blanc sur case blanche f1 · Tour blanche sur case blanche h1 | Tour noire sur case blanche a8 · Cavalier noir sur case noire b8 · Fou noir sur case blanche c8 · Dame noire sur case noire d8 · Roi noir sur case blanche e8 · Cavalier noir sur case blanche g8 · Tour noire sur case noire h8 · Pion noir sur case noire a7 · Pion noir sur case blanche b7 · Pion noir sur case noire c7 · Pion noir sur case noire e7 · Pion noir sur case blanche f7 · Fou noir sur case noire g7 · Pion noir sur case blanche h7 · Pion noir sur case noire d6 · Pion noir sur case blanche g6 · Pion blanc sur case noire d4 · Pion blanc sur case blanche e4 · Cavalier blanc sur case noire c3 · Cavalier blanc sur case blanche f3 · Pion blanc sur case blanche a2 · Pion blanc sur case noire b2 · Pion blanc sur case blanche c2 · Pion blanc sur case noire f2 · Pion blanc sur case blanche g2 · Pion blanc sur case noire h2 · Tour blanche sur case noire a1 · Fou blanc sur case noire c1 · Dame blanche sur case blanche d1 · Roi blanc sur case noire e1 · Fou blanc sur case blanche f1 · Tour blanche sur case blanche h1 | Tour noire sur case blanche a8 · Cavalier noir sur case noire b8 · Fou noir sur case blanche c8 · Dame noire sur case noire d8 · Roi noir sur case blanche e8 · Cavalier noir sur case blanche g8 · Tour noire sur case noire h8 · Pion noir sur case noire a7 · Pion noir sur case blanche b7 · Pion noir sur case noire c7 · Pion noir sur case noire e7 · Pion noir sur case blanche f7 · Fou noir sur case noire g7 · Pion noir sur case blanche h7 · Pion noir sur case noire d6 · Pion noir sur case blanche g6 · Pion blanc sur case noire d4 · Pion blanc sur case blanche e4 · Cavalier blanc sur case noire c3 · Cavalier blanc sur case blanche f3 · Pion blanc sur case blanche a2 · Pion blanc sur case noire b2 · Pion blanc sur case blanche c2 · Pion blanc sur case noire f2 · Pion blanc sur case blanche g2 · Pion blanc sur case noire h2 · Tour blanche sur case noire a1 · Fou blanc sur case noire c1 · Dame blanche sur case blanche d1 · Roi blanc sur case noire e1 · Fou blanc sur case blanche f1 · Tour blanche sur case blanche h1 | 1 |
|   | a | b | c | d | e | f | g | h |   |

En jouant 4. Cf3 les blancs montrent leur volonté de transposer rapidement dans la variante des deux cavaliers de la défense Pirc. En effet, assez souvent, cette transposition a lieu (les noirs jouant 4...Cf6). D'ailleurs, le coup 4...Cf6 est recommandé par le grand maître Peter Svidler. Mais les noirs ont d'autres coups à leur disposition : 4...Fg4 et 4...c6.

### 4...Fg4
Le plan des noirs est de mettre sous pression le pion en d4. Dans cette optique, la partie se déroule souvent comme suit : 5.Fe3 Cc6 6.Fe2.
- 6...e5 7.d5 Ce7 8.Cd2 !  ; les blancs veulent échanger leur mauvais fou contre le bon fou des noirs. Le joueur Mark Taïmanov recommandait le coup 8.Cg1, mais la pratique montre que le coup 8.Cd2 est une meilleure approche pour exécuter ce plan. Accepter l'échange des fous donnerait un avantage aux blancs. Par exemple : 8...Fxe2 9.Dxe2 Dd7 10.O-O f5 11.f4 ! fxe4 12.Cxe4 Cf5 13.Cg5 avec un net avantage blanc. Les noirs veulent donc éviter l'échange : 8...Fd7 9.O-O f5 10.f4 fxe4 11.Cdxe4 Cf5 12.Fc1 De7 avec une position égale. Si les blancs prennent en e5 alors les noirs reprennent de la dame. Le coup ...Dd5+ devient alors une ressource utile pour les noirs pour gagner de l'activité.
- 6...e6 7.Dd2 Cge7 8.O-O-O d5 9.Fh6 O-O 10.Fxg7 Rxg7 ; l'idée de placer le pion en e6 est de développer le cavalier g en e7 plutôt qu'en f6 pour laisser le fou de cases noires le plus actif possible, en particulier pour qu'il puisse garder un œil sur la case d4. Si les blancs ferment la position en répondant 9.e5 alors les noirs peuvent répondre par 9...Cf5 ce qui rend difficile le plan principal des blancs dans cette position, à savoir placer le fou de cases noires en h6 pour l'échanger.

### 4...c6
4...c6 est le coup qui, fut un temps, a été recommandé par le grand maître Duncan Suttles. 5.Fg5 Cf6 transpose dans la défense Pirc.
- 5.Fg5 Db6 est parfois joué, l'idée des noirs étant d'obtenir du contre-jeu sur le pion b2 au détriment d'un retard de développement. Si les blancs ne veulent pas garder le pion par 6.Tb1, ils peuvent jouer 6.Dd2 Dxb2 7.Tb1 Da3 8.Fc4 suivi du petit roque avec un net avantage de développement. À noter que dans cette dernière position, le coup 8...b5 perd tout de suite à cause de 9.Cxb5 cxb5 10.Fd5 qui gagne du matériel.
- 5.Fe2 Cd7 6.O-O Ch6 7.h3 O-O 8.Fe3 ; l'idée surprenante du coup Ch6, souvent joué par Duncan Suttles[3], est de pouvoir pousser le pion f rapidement. L'alternative majeure des blancs au sixième coup est de restreindre l'aile Dame des noirs avec 6.a4. Plusieurs plans sont alors possibles : 6...Cd7 7.O-O O-O ou encore 6...a5 7.O-O Dc7 8.Fe3 Cf6.

### 4...e5
Ce coup est peu joué car considéré comme douteux. Après 5.dxe5 dxe5 6.Dxd8+ Rxd8 7.Fc4 les blancs ont beaucoup d'initiative, par exemple : 8...Re8 9.Cd5 ou encore 8...f6 9.Fe3 suivi du grand roque pour les blancs.

4...a6
Ce coup est moderne après 5 Fe2 - b5 6 00 - Cd7 7 Te1 - Fb7 8 Ff1 - c5 9 a4 - b4 10 Cd5 - Cgf6 11 Cxf6+ - Cxf6 12 d5 - 00 13 Fc4 - a5 14 Dd3 - Cd7 15 c3 - Db6 16 Ff4 - Fa6 17 e5 - Fxc4 18 Dxc4 - Da6 19 De4 - bxc3 20 bxc3 - c4 21 De3! - Db6 22 De2 - Da6 23 De3 - Db6  0,5 - 0,5

## Variante Classique 4.Fe3
|   | a | b | c | d | e | f | g | h |   |
| 8 | Tour noire sur case blanche a8 · Cavalier noir sur case noire b8 · Fou noir sur case blanche c8 · Dame noire sur case noire d8 · Roi noir sur case blanche e8 · Cavalier noir sur case blanche g8 · Tour noire sur case noire h8 · Pion noir sur case noire a7 · Pion noir sur case blanche b7 · Pion noir sur case noire c7 · Pion noir sur case noire e7 · Pion noir sur case blanche f7 · Fou noir sur case noire g7 · Pion noir sur case blanche h7 · Pion noir sur case noire d6 · Pion noir sur case blanche g6 · Pion blanc sur case noire d4 · Pion blanc sur case blanche e4 · Cavalier blanc sur case noire c3 · Fou blanc sur case noire e3 · Pion blanc sur case blanche a2 · Pion blanc sur case noire b2 · Pion blanc sur case blanche c2 · Pion blanc sur case noire f2 · Pion blanc sur case blanche g2 · Pion blanc sur case noire h2 · Tour blanche sur case noire a1 · Dame blanche sur case blanche d1 · Roi blanc sur case noire e1 · Fou blanc sur case blanche f1 · Cavalier blanc sur case noire g1 · Tour blanche sur case blanche h1 | Tour noire sur case blanche a8 · Cavalier noir sur case noire b8 · Fou noir sur case blanche c8 · Dame noire sur case noire d8 · Roi noir sur case blanche e8 · Cavalier noir sur case blanche g8 · Tour noire sur case noire h8 · Pion noir sur case noire a7 · Pion noir sur case blanche b7 · Pion noir sur case noire c7 · Pion noir sur case noire e7 · Pion noir sur case blanche f7 · Fou noir sur case noire g7 · Pion noir sur case blanche h7 · Pion noir sur case noire d6 · Pion noir sur case blanche g6 · Pion blanc sur case noire d4 · Pion blanc sur case blanche e4 · Cavalier blanc sur case noire c3 · Fou blanc sur case noire e3 · Pion blanc sur case blanche a2 · Pion blanc sur case noire b2 · Pion blanc sur case blanche c2 · Pion blanc sur case noire f2 · Pion blanc sur case blanche g2 · Pion blanc sur case noire h2 · Tour blanche sur case noire a1 · Dame blanche sur case blanche d1 · Roi blanc sur case noire e1 · Fou blanc sur case blanche f1 · Cavalier blanc sur case noire g1 · Tour blanche sur case blanche h1 | Tour noire sur case blanche a8 · Cavalier noir sur case noire b8 · Fou noir sur case blanche c8 · Dame noire sur case noire d8 · Roi noir sur case blanche e8 · Cavalier noir sur case blanche g8 · Tour noire sur case noire h8 · Pion noir sur case noire a7 · Pion noir sur case blanche b7 · Pion noir sur case noire c7 · Pion noir sur case noire e7 · Pion noir sur case blanche f7 · Fou noir sur case noire g7 · Pion noir sur case blanche h7 · Pion noir sur case noire d6 · Pion noir sur case blanche g6 · Pion blanc sur case noire d4 · Pion blanc sur case blanche e4 · Cavalier blanc sur case noire c3 · Fou blanc sur case noire e3 · Pion blanc sur case blanche a2 · Pion blanc sur case noire b2 · Pion blanc sur case blanche c2 · Pion blanc sur case noire f2 · Pion blanc sur case blanche g2 · Pion blanc sur case noire h2 · Tour blanche sur case noire a1 · Dame blanche sur case blanche d1 · Roi blanc sur case noire e1 · Fou blanc sur case blanche f1 · Cavalier blanc sur case noire g1 · Tour blanche sur case blanche h1 | Tour noire sur case blanche a8 · Cavalier noir sur case noire b8 · Fou noir sur case blanche c8 · Dame noire sur case noire d8 · Roi noir sur case blanche e8 · Cavalier noir sur case blanche g8 · Tour noire sur case noire h8 · Pion noir sur case noire a7 · Pion noir sur case blanche b7 · Pion noir sur case noire c7 · Pion noir sur case noire e7 · Pion noir sur case blanche f7 · Fou noir sur case noire g7 · Pion noir sur case blanche h7 · Pion noir sur case noire d6 · Pion noir sur case blanche g6 · Pion blanc sur case noire d4 · Pion blanc sur case blanche e4 · Cavalier blanc sur case noire c3 · Fou blanc sur case noire e3 · Pion blanc sur case blanche a2 · Pion blanc sur case noire b2 · Pion blanc sur case blanche c2 · Pion blanc sur case noire f2 · Pion blanc sur case blanche g2 · Pion blanc sur case noire h2 · Tour blanche sur case noire a1 · Dame blanche sur case blanche d1 · Roi blanc sur case noire e1 · Fou blanc sur case blanche f1 · Cavalier blanc sur case noire g1 · Tour blanche sur case blanche h1 | Tour noire sur case blanche a8 · Cavalier noir sur case noire b8 · Fou noir sur case blanche c8 · Dame noire sur case noire d8 · Roi noir sur case blanche e8 · Cavalier noir sur case blanche g8 · Tour noire sur case noire h8 · Pion noir sur case noire a7 · Pion noir sur case blanche b7 · Pion noir sur case noire c7 · Pion noir sur case noire e7 · Pion noir sur case blanche f7 · Fou noir sur case noire g7 · Pion noir sur case blanche h7 · Pion noir sur case noire d6 · Pion noir sur case blanche g6 · Pion blanc sur case noire d4 · Pion blanc sur case blanche e4 · Cavalier blanc sur case noire c3 · Fou blanc sur case noire e3 · Pion blanc sur case blanche a2 · Pion blanc sur case noire b2 · Pion blanc sur case blanche c2 · Pion blanc sur case noire f2 · Pion blanc sur case blanche g2 · Pion blanc sur case noire h2 · Tour blanche sur case noire a1 · Dame blanche sur case blanche d1 · Roi blanc sur case noire e1 · Fou blanc sur case blanche f1 · Cavalier blanc sur case noire g1 · Tour blanche sur case blanche h1 | Tour noire sur case blanche a8 · Cavalier noir sur case noire b8 · Fou noir sur case blanche c8 · Dame noire sur case noire d8 · Roi noir sur case blanche e8 · Cavalier noir sur case blanche g8 · Tour noire sur case noire h8 · Pion noir sur case noire a7 · Pion noir sur case blanche b7 · Pion noir sur case noire c7 · Pion noir sur case noire e7 · Pion noir sur case blanche f7 · Fou noir sur case noire g7 · Pion noir sur case blanche h7 · Pion noir sur case noire d6 · Pion noir sur case blanche g6 · Pion blanc sur case noire d4 · Pion blanc sur case blanche e4 · Cavalier blanc sur case noire c3 · Fou blanc sur case noire e3 · Pion blanc sur case blanche a2 · Pion blanc sur case noire b2 · Pion blanc sur case blanche c2 · Pion blanc sur case noire f2 · Pion blanc sur case blanche g2 · Pion blanc sur case noire h2 · Tour blanche sur case noire a1 · Dame blanche sur case blanche d1 · Roi blanc sur case noire e1 · Fou blanc sur case blanche f1 · Cavalier blanc sur case noire g1 · Tour blanche sur case blanche h1 | Tour noire sur case blanche a8 · Cavalier noir sur case noire b8 · Fou noir sur case blanche c8 · Dame noire sur case noire d8 · Roi noir sur case blanche e8 · Cavalier noir sur case blanche g8 · Tour noire sur case noire h8 · Pion noir sur case noire a7 · Pion noir sur case blanche b7 · Pion noir sur case noire c7 · Pion noir sur case noire e7 · Pion noir sur case blanche f7 · Fou noir sur case noire g7 · Pion noir sur case blanche h7 · Pion noir sur case noire d6 · Pion noir sur case blanche g6 · Pion blanc sur case noire d4 · Pion blanc sur case blanche e4 · Cavalier blanc sur case noire c3 · Fou blanc sur case noire e3 · Pion blanc sur case blanche a2 · Pion blanc sur case noire b2 · Pion blanc sur case blanche c2 · Pion blanc sur case noire f2 · Pion blanc sur case blanche g2 · Pion blanc sur case noire h2 · Tour blanche sur case noire a1 · Dame blanche sur case blanche d1 · Roi blanc sur case noire e1 · Fou blanc sur case blanche f1 · Cavalier blanc sur case noire g1 · Tour blanche sur case blanche h1 | Tour noire sur case blanche a8 · Cavalier noir sur case noire b8 · Fou noir sur case blanche c8 · Dame noire sur case noire d8 · Roi noir sur case blanche e8 · Cavalier noir sur case blanche g8 · Tour noire sur case noire h8 · Pion noir sur case noire a7 · Pion noir sur case blanche b7 · Pion noir sur case noire c7 · Pion noir sur case noire e7 · Pion noir sur case blanche f7 · Fou noir sur case noire g7 · Pion noir sur case blanche h7 · Pion noir sur case noire d6 · Pion noir sur case blanche g6 · Pion blanc sur case noire d4 · Pion blanc sur case blanche e4 · Cavalier blanc sur case noire c3 · Fou blanc sur case noire e3 · Pion blanc sur case blanche a2 · Pion blanc sur case noire b2 · Pion blanc sur case blanche c2 · Pion blanc sur case noire f2 · Pion blanc sur case blanche g2 · Pion blanc sur case noire h2 · Tour blanche sur case noire a1 · Dame blanche sur case blanche d1 · Roi blanc sur case noire e1 · Fou blanc sur case blanche f1 · Cavalier blanc sur case noire g1 · Tour blanche sur case blanche h1 | 8 |
| 7 | Tour noire sur case blanche a8 · Cavalier noir sur case noire b8 · Fou noir sur case blanche c8 · Dame noire sur case noire d8 · Roi noir sur case blanche e8 · Cavalier noir sur case blanche g8 · Tour noire sur case noire h8 · Pion noir sur case noire a7 · Pion noir sur case blanche b7 · Pion noir sur case noire c7 · Pion noir sur case noire e7 · Pion noir sur case blanche f7 · Fou noir sur case noire g7 · Pion noir sur case blanche h7 · Pion noir sur case noire d6 · Pion noir sur case blanche g6 · Pion blanc sur case noire d4 · Pion blanc sur case blanche e4 · Cavalier blanc sur case noire c3 · Fou blanc sur case noire e3 · Pion blanc sur case blanche a2 · Pion blanc sur case noire b2 · Pion blanc sur case blanche c2 · Pion blanc sur case noire f2 · Pion blanc sur case blanche g2 · Pion blanc sur case noire h2 · Tour blanche sur case noire a1 · Dame blanche sur case blanche d1 · Roi blanc sur case noire e1 · Fou blanc sur case blanche f1 · Cavalier blanc sur case noire g1 · Tour blanche sur case blanche h1 | Tour noire sur case blanche a8 · Cavalier noir sur case noire b8 · Fou noir sur case blanche c8 · Dame noire sur case noire d8 · Roi noir sur case blanche e8 · Cavalier noir sur case blanche g8 · Tour noire sur case noire h8 · Pion noir sur case noire a7 · Pion noir sur case blanche b7 · Pion noir sur case noire c7 · Pion noir sur case noire e7 · Pion noir sur case blanche f7 · Fou noir sur case noire g7 · Pion noir sur case blanche h7 · Pion noir sur case noire d6 · Pion noir sur case blanche g6 · Pion blanc sur case noire d4 · Pion blanc sur case blanche e4 · Cavalier blanc sur case noire c3 · Fou blanc sur case noire e3 · Pion blanc sur case blanche a2 · Pion blanc sur case noire b2 · Pion blanc sur case blanche c2 · Pion blanc sur case noire f2 · Pion blanc sur case blanche g2 · Pion blanc sur case noire h2 · Tour blanche sur case noire a1 · Dame blanche sur case blanche d1 · Roi blanc sur case noire e1 · Fou blanc sur case blanche f1 · Cavalier blanc sur case noire g1 · Tour blanche sur case blanche h1 | Tour noire sur case blanche a8 · Cavalier noir sur case noire b8 · Fou noir sur case blanche c8 · Dame noire sur case noire d8 · Roi noir sur case blanche e8 · Cavalier noir sur case blanche g8 · Tour noire sur case noire h8 · Pion noir sur case noire a7 · Pion noir sur case blanche b7 · Pion noir sur case noire c7 · Pion noir sur case noire e7 · Pion noir sur case blanche f7 · Fou noir sur case noire g7 · Pion noir sur case blanche h7 · Pion noir sur case noire d6 · Pion noir sur case blanche g6 · Pion blanc sur case noire d4 · Pion blanc sur case blanche e4 · Cavalier blanc sur case noire c3 · Fou blanc sur case noire e3 · Pion blanc sur case blanche a2 · Pion blanc sur case noire b2 · Pion blanc sur case blanche c2 · Pion blanc sur case noire f2 · Pion blanc sur case blanche g2 · Pion blanc sur case noire h2 · Tour blanche sur case noire a1 · Dame blanche sur case blanche d1 · Roi blanc sur case noire e1 · Fou blanc sur case blanche f1 · Cavalier blanc sur case noire g1 · Tour blanche sur case blanche h1 | Tour noire sur case blanche a8 · Cavalier noir sur case noire b8 · Fou noir sur case blanche c8 · Dame noire sur case noire d8 · Roi noir sur case blanche e8 · Cavalier noir sur case blanche g8 · Tour noire sur case noire h8 · Pion noir sur case noire a7 · Pion noir sur case blanche b7 · Pion noir sur case noire c7 · Pion noir sur case noire e7 · Pion noir sur case blanche f7 · Fou noir sur case noire g7 · Pion noir sur case blanche h7 · Pion noir sur case noire d6 · Pion noir sur case blanche g6 · Pion blanc sur case noire d4 · Pion blanc sur case blanche e4 · Cavalier blanc sur case noire c3 · Fou blanc sur case noire e3 · Pion blanc sur case blanche a2 · Pion blanc sur case noire b2 · Pion blanc sur case blanche c2 · Pion blanc sur case noire f2 · Pion blanc sur case blanche g2 · Pion blanc sur case noire h2 · Tour blanche sur case noire a1 · Dame blanche sur case blanche d1 · Roi blanc sur case noire e1 · Fou blanc sur case blanche f1 · Cavalier blanc sur case noire g1 · Tour blanche sur case blanche h1 | Tour noire sur case blanche a8 · Cavalier noir sur case noire b8 · Fou noir sur case blanche c8 · Dame noire sur case noire d8 · Roi noir sur case blanche e8 · Cavalier noir sur case blanche g8 · Tour noire sur case noire h8 · Pion noir sur case noire a7 · Pion noir sur case blanche b7 · Pion noir sur case noire c7 · Pion noir sur case noire e7 · Pion noir sur case blanche f7 · Fou noir sur case noire g7 · Pion noir sur case blanche h7 · Pion noir sur case noire d6 · Pion noir sur case blanche g6 · Pion blanc sur case noire d4 · Pion blanc sur case blanche e4 · Cavalier blanc sur case noire c3 · Fou blanc sur case noire e3 · Pion blanc sur case blanche a2 · Pion blanc sur case noire b2 · Pion blanc sur case blanche c2 · Pion blanc sur case noire f2 · Pion blanc sur case blanche g2 · Pion blanc sur case noire h2 · Tour blanche sur case noire a1 · Dame blanche sur case blanche d1 · Roi blanc sur case noire e1 · Fou blanc sur case blanche f1 · Cavalier blanc sur case noire g1 · Tour blanche sur case blanche h1 | Tour noire sur case blanche a8 · Cavalier noir sur case noire b8 · Fou noir sur case blanche c8 · Dame noire sur case noire d8 · Roi noir sur case blanche e8 · Cavalier noir sur case blanche g8 · Tour noire sur case noire h8 · Pion noir sur case noire a7 · Pion noir sur case blanche b7 · Pion noir sur case noire c7 · Pion noir sur case noire e7 · Pion noir sur case blanche f7 · Fou noir sur case noire g7 · Pion noir sur case blanche h7 · Pion noir sur case noire d6 · Pion noir sur case blanche g6 · Pion blanc sur case noire d4 · Pion blanc sur case blanche e4 · Cavalier blanc sur case noire c3 · Fou blanc sur case noire e3 · Pion blanc sur case blanche a2 · Pion blanc sur case noire b2 · Pion blanc sur case blanche c2 · Pion blanc sur case noire f2 · Pion blanc sur case blanche g2 · Pion blanc sur case noire h2 · Tour blanche sur case noire a1 · Dame blanche sur case blanche d1 · Roi blanc sur case noire e1 · Fou blanc sur case blanche f1 · Cavalier blanc sur case noire g1 · Tour blanche sur case blanche h1 | Tour noire sur case blanche a8 · Cavalier noir sur case noire b8 · Fou noir sur case blanche c8 · Dame noire sur case noire d8 · Roi noir sur case blanche e8 · Cavalier noir sur case blanche g8 · Tour noire sur case noire h8 · Pion noir sur case noire a7 · Pion noir sur case blanche b7 · Pion noir sur case noire c7 · Pion noir sur case noire e7 · Pion noir sur case blanche f7 · Fou noir sur case noire g7 · Pion noir sur case blanche h7 · Pion noir sur case noire d6 · Pion noir sur case blanche g6 · Pion blanc sur case noire d4 · Pion blanc sur case blanche e4 · Cavalier blanc sur case noire c3 · Fou blanc sur case noire e3 · Pion blanc sur case blanche a2 · Pion blanc sur case noire b2 · Pion blanc sur case blanche c2 · Pion blanc sur case noire f2 · Pion blanc sur case blanche g2 · Pion blanc sur case noire h2 · Tour blanche sur case noire a1 · Dame blanche sur case blanche d1 · Roi blanc sur case noire e1 · Fou blanc sur case blanche f1 · Cavalier blanc sur case noire g1 · Tour blanche sur case blanche h1 | Tour noire sur case blanche a8 · Cavalier noir sur case noire b8 · Fou noir sur case blanche c8 · Dame noire sur case noire d8 · Roi noir sur case blanche e8 · Cavalier noir sur case blanche g8 · Tour noire sur case noire h8 · Pion noir sur case noire a7 · Pion noir sur case blanche b7 · Pion noir sur case noire c7 · Pion noir sur case noire e7 · Pion noir sur case blanche f7 · Fou noir sur case noire g7 · Pion noir sur case blanche h7 · Pion noir sur case noire d6 · Pion noir sur case blanche g6 · Pion blanc sur case noire d4 · Pion blanc sur case blanche e4 · Cavalier blanc sur case noire c3 · Fou blanc sur case noire e3 · Pion blanc sur case blanche a2 · Pion blanc sur case noire b2 · Pion blanc sur case blanche c2 · Pion blanc sur case noire f2 · Pion blanc sur case blanche g2 · Pion blanc sur case noire h2 · Tour blanche sur case noire a1 · Dame blanche sur case blanche d1 · Roi blanc sur case noire e1 · Fou blanc sur case blanche f1 · Cavalier blanc sur case noire g1 · Tour blanche sur case blanche h1 | 7 |
| 6 | Tour noire sur case blanche a8 · Cavalier noir sur case noire b8 · Fou noir sur case blanche c8 · Dame noire sur case noire d8 · Roi noir sur case blanche e8 · Cavalier noir sur case blanche g8 · Tour noire sur case noire h8 · Pion noir sur case noire a7 · Pion noir sur case blanche b7 · Pion noir sur case noire c7 · Pion noir sur case noire e7 · Pion noir sur case blanche f7 · Fou noir sur case noire g7 · Pion noir sur case blanche h7 · Pion noir sur case noire d6 · Pion noir sur case blanche g6 · Pion blanc sur case noire d4 · Pion blanc sur case blanche e4 · Cavalier blanc sur case noire c3 · Fou blanc sur case noire e3 · Pion blanc sur case blanche a2 · Pion blanc sur case noire b2 · Pion blanc sur case blanche c2 · Pion blanc sur case noire f2 · Pion blanc sur case blanche g2 · Pion blanc sur case noire h2 · Tour blanche sur case noire a1 · Dame blanche sur case blanche d1 · Roi blanc sur case noire e1 · Fou blanc sur case blanche f1 · Cavalier blanc sur case noire g1 · Tour blanche sur case blanche h1 | Tour noire sur case blanche a8 · Cavalier noir sur case noire b8 · Fou noir sur case blanche c8 · Dame noire sur case noire d8 · Roi noir sur case blanche e8 · Cavalier noir sur case blanche g8 · Tour noire sur case noire h8 · Pion noir sur case noire a7 · Pion noir sur case blanche b7 · Pion noir sur case noire c7 · Pion noir sur case noire e7 · Pion noir sur case blanche f7 · Fou noir sur case noire g7 · Pion noir sur case blanche h7 · Pion noir sur case noire d6 · Pion noir sur case blanche g6 · Pion blanc sur case noire d4 · Pion blanc sur case blanche e4 · Cavalier blanc sur case noire c3 · Fou blanc sur case noire e3 · Pion blanc sur case blanche a2 · Pion blanc sur case noire b2 · Pion blanc sur case blanche c2 · Pion blanc sur case noire f2 · Pion blanc sur case blanche g2 · Pion blanc sur case noire h2 · Tour blanche sur case noire a1 · Dame blanche sur case blanche d1 · Roi blanc sur case noire e1 · Fou blanc sur case blanche f1 · Cavalier blanc sur case noire g1 · Tour blanche sur case blanche h1 | Tour noire sur case blanche a8 · Cavalier noir sur case noire b8 · Fou noir sur case blanche c8 · Dame noire sur case noire d8 · Roi noir sur case blanche e8 · Cavalier noir sur case blanche g8 · Tour noire sur case noire h8 · Pion noir sur case noire a7 · Pion noir sur case blanche b7 · Pion noir sur case noire c7 · Pion noir sur case noire e7 · Pion noir sur case blanche f7 · Fou noir sur case noire g7 · Pion noir sur case blanche h7 · Pion noir sur case noire d6 · Pion noir sur case blanche g6 · Pion blanc sur case noire d4 · Pion blanc sur case blanche e4 · Cavalier blanc sur case noire c3 · Fou blanc sur case noire e3 · Pion blanc sur case blanche a2 · Pion blanc sur case noire b2 · Pion blanc sur case blanche c2 · Pion blanc sur case noire f2 · Pion blanc sur case blanche g2 · Pion blanc sur case noire h2 · Tour blanche sur case noire a1 · Dame blanche sur case blanche d1 · Roi blanc sur case noire e1 · Fou blanc sur case blanche f1 · Cavalier blanc sur case noire g1 · Tour blanche sur case blanche h1 | Tour noire sur case blanche a8 · Cavalier noir sur case noire b8 · Fou noir sur case blanche c8 · Dame noire sur case noire d8 · Roi noir sur case blanche e8 · Cavalier noir sur case blanche g8 · Tour noire sur case noire h8 · Pion noir sur case noire a7 · Pion noir sur case blanche b7 · Pion noir sur case noire c7 · Pion noir sur case noire e7 · Pion noir sur case blanche f7 · Fou noir sur case noire g7 · Pion noir sur case blanche h7 · Pion noir sur case noire d6 · Pion noir sur case blanche g6 · Pion blanc sur case noire d4 · Pion blanc sur case blanche e4 · Cavalier blanc sur case noire c3 · Fou blanc sur case noire e3 · Pion blanc sur case blanche a2 · Pion blanc sur case noire b2 · Pion blanc sur case blanche c2 · Pion blanc sur case noire f2 · Pion blanc sur case blanche g2 · Pion blanc sur case noire h2 · Tour blanche sur case noire a1 · Dame blanche sur case blanche d1 · Roi blanc sur case noire e1 · Fou blanc sur case blanche f1 · Cavalier blanc sur case noire g1 · Tour blanche sur case blanche h1 | Tour noire sur case blanche a8 · Cavalier noir sur case noire b8 · Fou noir sur case blanche c8 · Dame noire sur case noire d8 · Roi noir sur case blanche e8 · Cavalier noir sur case blanche g8 · Tour noire sur case noire h8 · Pion noir sur case noire a7 · Pion noir sur case blanche b7 · Pion noir sur case noire c7 · Pion noir sur case noire e7 · Pion noir sur case blanche f7 · Fou noir sur case noire g7 · Pion noir sur case blanche h7 · Pion noir sur case noire d6 · Pion noir sur case blanche g6 · Pion blanc sur case noire d4 · Pion blanc sur case blanche e4 · Cavalier blanc sur case noire c3 · Fou blanc sur case noire e3 · Pion blanc sur case blanche a2 · Pion blanc sur case noire b2 · Pion blanc sur case blanche c2 · Pion blanc sur case noire f2 · Pion blanc sur case blanche g2 · Pion blanc sur case noire h2 · Tour blanche sur case noire a1 · Dame blanche sur case blanche d1 · Roi blanc sur case noire e1 · Fou blanc sur case blanche f1 · Cavalier blanc sur case noire g1 · Tour blanche sur case blanche h1 | Tour noire sur case blanche a8 · Cavalier noir sur case noire b8 · Fou noir sur case blanche c8 · Dame noire sur case noire d8 · Roi noir sur case blanche e8 · Cavalier noir sur case blanche g8 · Tour noire sur case noire h8 · Pion noir sur case noire a7 · Pion noir sur case blanche b7 · Pion noir sur case noire c7 · Pion noir sur case noire e7 · Pion noir sur case blanche f7 · Fou noir sur case noire g7 · Pion noir sur case blanche h7 · Pion noir sur case noire d6 · Pion noir sur case blanche g6 · Pion blanc sur case noire d4 · Pion blanc sur case blanche e4 · Cavalier blanc sur case noire c3 · Fou blanc sur case noire e3 · Pion blanc sur case blanche a2 · Pion blanc sur case noire b2 · Pion blanc sur case blanche c2 · Pion blanc sur case noire f2 · Pion blanc sur case blanche g2 · Pion blanc sur case noire h2 · Tour blanche sur case noire a1 · Dame blanche sur case blanche d1 · Roi blanc sur case noire e1 · Fou blanc sur case blanche f1 · Cavalier blanc sur case noire g1 · Tour blanche sur case blanche h1 | Tour noire sur case blanche a8 · Cavalier noir sur case noire b8 · Fou noir sur case blanche c8 · Dame noire sur case noire d8 · Roi noir sur case blanche e8 · Cavalier noir sur case blanche g8 · Tour noire sur case noire h8 · Pion noir sur case noire a7 · Pion noir sur case blanche b7 · Pion noir sur case noire c7 · Pion noir sur case noire e7 · Pion noir sur case blanche f7 · Fou noir sur case noire g7 · Pion noir sur case blanche h7 · Pion noir sur case noire d6 · Pion noir sur case blanche g6 · Pion blanc sur case noire d4 · Pion blanc sur case blanche e4 · Cavalier blanc sur case noire c3 · Fou blanc sur case noire e3 · Pion blanc sur case blanche a2 · Pion blanc sur case noire b2 · Pion blanc sur case blanche c2 · Pion blanc sur case noire f2 · Pion blanc sur case blanche g2 · Pion blanc sur case noire h2 · Tour blanche sur case noire a1 · Dame blanche sur case blanche d1 · Roi blanc sur case noire e1 · Fou blanc sur case blanche f1 · Cavalier blanc sur case noire g1 · Tour blanche sur case blanche h1 | Tour noire sur case blanche a8 · Cavalier noir sur case noire b8 · Fou noir sur case blanche c8 · Dame noire sur case noire d8 · Roi noir sur case blanche e8 · Cavalier noir sur case blanche g8 · Tour noire sur case noire h8 · Pion noir sur case noire a7 · Pion noir sur case blanche b7 · Pion noir sur case noire c7 · Pion noir sur case noire e7 · Pion noir sur case blanche f7 · Fou noir sur case noire g7 · Pion noir sur case blanche h7 · Pion noir sur case noire d6 · Pion noir sur case blanche g6 · Pion blanc sur case noire d4 · Pion blanc sur case blanche e4 · Cavalier blanc sur case noire c3 · Fou blanc sur case noire e3 · Pion blanc sur case blanche a2 · Pion blanc sur case noire b2 · Pion blanc sur case blanche c2 · Pion blanc sur case noire f2 · Pion blanc sur case blanche g2 · Pion blanc sur case noire h2 · Tour blanche sur case noire a1 · Dame blanche sur case blanche d1 · Roi blanc sur case noire e1 · Fou blanc sur case blanche f1 · Cavalier blanc sur case noire g1 · Tour blanche sur case blanche h1 | 6 |
| 5 | Tour noire sur case blanche a8 · Cavalier noir sur case noire b8 · Fou noir sur case blanche c8 · Dame noire sur case noire d8 · Roi noir sur case blanche e8 · Cavalier noir sur case blanche g8 · Tour noire sur case noire h8 · Pion noir sur case noire a7 · Pion noir sur case blanche b7 · Pion noir sur case noire c7 · Pion noir sur case noire e7 · Pion noir sur case blanche f7 · Fou noir sur case noire g7 · Pion noir sur case blanche h7 · Pion noir sur case noire d6 · Pion noir sur case blanche g6 · Pion blanc sur case noire d4 · Pion blanc sur case blanche e4 · Cavalier blanc sur case noire c3 · Fou blanc sur case noire e3 · Pion blanc sur case blanche a2 · Pion blanc sur case noire b2 · Pion blanc sur case blanche c2 · Pion blanc sur case noire f2 · Pion blanc sur case blanche g2 · Pion blanc sur case noire h2 · Tour blanche sur case noire a1 · Dame blanche sur case blanche d1 · Roi blanc sur case noire e1 · Fou blanc sur case blanche f1 · Cavalier blanc sur case noire g1 · Tour blanche sur case blanche h1 | Tour noire sur case blanche a8 · Cavalier noir sur case noire b8 · Fou noir sur case blanche c8 · Dame noire sur case noire d8 · Roi noir sur case blanche e8 · Cavalier noir sur case blanche g8 · Tour noire sur case noire h8 · Pion noir sur case noire a7 · Pion noir sur case blanche b7 · Pion noir sur case noire c7 · Pion noir sur case noire e7 · Pion noir sur case blanche f7 · Fou noir sur case noire g7 · Pion noir sur case blanche h7 · Pion noir sur case noire d6 · Pion noir sur case blanche g6 · Pion blanc sur case noire d4 · Pion blanc sur case blanche e4 · Cavalier blanc sur case noire c3 · Fou blanc sur case noire e3 · Pion blanc sur case blanche a2 · Pion blanc sur case noire b2 · Pion blanc sur case blanche c2 · Pion blanc sur case noire f2 · Pion blanc sur case blanche g2 · Pion blanc sur case noire h2 · Tour blanche sur case noire a1 · Dame blanche sur case blanche d1 · Roi blanc sur case noire e1 · Fou blanc sur case blanche f1 · Cavalier blanc sur case noire g1 · Tour blanche sur case blanche h1 | Tour noire sur case blanche a8 · Cavalier noir sur case noire b8 · Fou noir sur case blanche c8 · Dame noire sur case noire d8 · Roi noir sur case blanche e8 · Cavalier noir sur case blanche g8 · Tour noire sur case noire h8 · Pion noir sur case noire a7 · Pion noir sur case blanche b7 · Pion noir sur case noire c7 · Pion noir sur case noire e7 · Pion noir sur case blanche f7 · Fou noir sur case noire g7 · Pion noir sur case blanche h7 · Pion noir sur case noire d6 · Pion noir sur case blanche g6 · Pion blanc sur case noire d4 · Pion blanc sur case blanche e4 · Cavalier blanc sur case noire c3 · Fou blanc sur case noire e3 · Pion blanc sur case blanche a2 · Pion blanc sur case noire b2 · Pion blanc sur case blanche c2 · Pion blanc sur case noire f2 · Pion blanc sur case blanche g2 · Pion blanc sur case noire h2 · Tour blanche sur case noire a1 · Dame blanche sur case blanche d1 · Roi blanc sur case noire e1 · Fou blanc sur case blanche f1 · Cavalier blanc sur case noire g1 · Tour blanche sur case blanche h1 | Tour noire sur case blanche a8 · Cavalier noir sur case noire b8 · Fou noir sur case blanche c8 · Dame noire sur case noire d8 · Roi noir sur case blanche e8 · Cavalier noir sur case blanche g8 · Tour noire sur case noire h8 · Pion noir sur case noire a7 · Pion noir sur case blanche b7 · Pion noir sur case noire c7 · Pion noir sur case noire e7 · Pion noir sur case blanche f7 · Fou noir sur case noire g7 · Pion noir sur case blanche h7 · Pion noir sur case noire d6 · Pion noir sur case blanche g6 · Pion blanc sur case noire d4 · Pion blanc sur case blanche e4 · Cavalier blanc sur case noire c3 · Fou blanc sur case noire e3 · Pion blanc sur case blanche a2 · Pion blanc sur case noire b2 · Pion blanc sur case blanche c2 · Pion blanc sur case noire f2 · Pion blanc sur case blanche g2 · Pion blanc sur case noire h2 · Tour blanche sur case noire a1 · Dame blanche sur case blanche d1 · Roi blanc sur case noire e1 · Fou blanc sur case blanche f1 · Cavalier blanc sur case noire g1 · Tour blanche sur case blanche h1 | Tour noire sur case blanche a8 · Cavalier noir sur case noire b8 · Fou noir sur case blanche c8 · Dame noire sur case noire d8 · Roi noir sur case blanche e8 · Cavalier noir sur case blanche g8 · Tour noire sur case noire h8 · Pion noir sur case noire a7 · Pion noir sur case blanche b7 · Pion noir sur case noire c7 · Pion noir sur case noire e7 · Pion noir sur case blanche f7 · Fou noir sur case noire g7 · Pion noir sur case blanche h7 · Pion noir sur case noire d6 · Pion noir sur case blanche g6 · Pion blanc sur case noire d4 · Pion blanc sur case blanche e4 · Cavalier blanc sur case noire c3 · Fou blanc sur case noire e3 · Pion blanc sur case blanche a2 · Pion blanc sur case noire b2 · Pion blanc sur case blanche c2 · Pion blanc sur case noire f2 · Pion blanc sur case blanche g2 · Pion blanc sur case noire h2 · Tour blanche sur case noire a1 · Dame blanche sur case blanche d1 · Roi blanc sur case noire e1 · Fou blanc sur case blanche f1 · Cavalier blanc sur case noire g1 · Tour blanche sur case blanche h1 | Tour noire sur case blanche a8 · Cavalier noir sur case noire b8 · Fou noir sur case blanche c8 · Dame noire sur case noire d8 · Roi noir sur case blanche e8 · Cavalier noir sur case blanche g8 · Tour noire sur case noire h8 · Pion noir sur case noire a7 · Pion noir sur case blanche b7 · Pion noir sur case noire c7 · Pion noir sur case noire e7 · Pion noir sur case blanche f7 · Fou noir sur case noire g7 · Pion noir sur case blanche h7 · Pion noir sur case noire d6 · Pion noir sur case blanche g6 · Pion blanc sur case noire d4 · Pion blanc sur case blanche e4 · Cavalier blanc sur case noire c3 · Fou blanc sur case noire e3 · Pion blanc sur case blanche a2 · Pion blanc sur case noire b2 · Pion blanc sur case blanche c2 · Pion blanc sur case noire f2 · Pion blanc sur case blanche g2 · Pion blanc sur case noire h2 · Tour blanche sur case noire a1 · Dame blanche sur case blanche d1 · Roi blanc sur case noire e1 · Fou blanc sur case blanche f1 · Cavalier blanc sur case noire g1 · Tour blanche sur case blanche h1 | Tour noire sur case blanche a8 · Cavalier noir sur case noire b8 · Fou noir sur case blanche c8 · Dame noire sur case noire d8 · Roi noir sur case blanche e8 · Cavalier noir sur case blanche g8 · Tour noire sur case noire h8 · Pion noir sur case noire a7 · Pion noir sur case blanche b7 · Pion noir sur case noire c7 · Pion noir sur case noire e7 · Pion noir sur case blanche f7 · Fou noir sur case noire g7 · Pion noir sur case blanche h7 · Pion noir sur case noire d6 · Pion noir sur case blanche g6 · Pion blanc sur case noire d4 · Pion blanc sur case blanche e4 · Cavalier blanc sur case noire c3 · Fou blanc sur case noire e3 · Pion blanc sur case blanche a2 · Pion blanc sur case noire b2 · Pion blanc sur case blanche c2 · Pion blanc sur case noire f2 · Pion blanc sur case blanche g2 · Pion blanc sur case noire h2 · Tour blanche sur case noire a1 · Dame blanche sur case blanche d1 · Roi blanc sur case noire e1 · Fou blanc sur case blanche f1 · Cavalier blanc sur case noire g1 · Tour blanche sur case blanche h1 | Tour noire sur case blanche a8 · Cavalier noir sur case noire b8 · Fou noir sur case blanche c8 · Dame noire sur case noire d8 · Roi noir sur case blanche e8 · Cavalier noir sur case blanche g8 · Tour noire sur case noire h8 · Pion noir sur case noire a7 · Pion noir sur case blanche b7 · Pion noir sur case noire c7 · Pion noir sur case noire e7 · Pion noir sur case blanche f7 · Fou noir sur case noire g7 · Pion noir sur case blanche h7 · Pion noir sur case noire d6 · Pion noir sur case blanche g6 · Pion blanc sur case noire d4 · Pion blanc sur case blanche e4 · Cavalier blanc sur case noire c3 · Fou blanc sur case noire e3 · Pion blanc sur case blanche a2 · Pion blanc sur case noire b2 · Pion blanc sur case blanche c2 · Pion blanc sur case noire f2 · Pion blanc sur case blanche g2 · Pion blanc sur case noire h2 · Tour blanche sur case noire a1 · Dame blanche sur case blanche d1 · Roi blanc sur case noire e1 · Fou blanc sur case blanche f1 · Cavalier blanc sur case noire g1 · Tour blanche sur case blanche h1 | 5 |
| 4 | Tour noire sur case blanche a8 · Cavalier noir sur case noire b8 · Fou noir sur case blanche c8 · Dame noire sur case noire d8 · Roi noir sur case blanche e8 · Cavalier noir sur case blanche g8 · Tour noire sur case noire h8 · Pion noir sur case noire a7 · Pion noir sur case blanche b7 · Pion noir sur case noire c7 · Pion noir sur case noire e7 · Pion noir sur case blanche f7 · Fou noir sur case noire g7 · Pion noir sur case blanche h7 · Pion noir sur case noire d6 · Pion noir sur case blanche g6 · Pion blanc sur case noire d4 · Pion blanc sur case blanche e4 · Cavalier blanc sur case noire c3 · Fou blanc sur case noire e3 · Pion blanc sur case blanche a2 · Pion blanc sur case noire b2 · Pion blanc sur case blanche c2 · Pion blanc sur case noire f2 · Pion blanc sur case blanche g2 · Pion blanc sur case noire h2 · Tour blanche sur case noire a1 · Dame blanche sur case blanche d1 · Roi blanc sur case noire e1 · Fou blanc sur case blanche f1 · Cavalier blanc sur case noire g1 · Tour blanche sur case blanche h1 | Tour noire sur case blanche a8 · Cavalier noir sur case noire b8 · Fou noir sur case blanche c8 · Dame noire sur case noire d8 · Roi noir sur case blanche e8 · Cavalier noir sur case blanche g8 · Tour noire sur case noire h8 · Pion noir sur case noire a7 · Pion noir sur case blanche b7 · Pion noir sur case noire c7 · Pion noir sur case noire e7 · Pion noir sur case blanche f7 · Fou noir sur case noire g7 · Pion noir sur case blanche h7 · Pion noir sur case noire d6 · Pion noir sur case blanche g6 · Pion blanc sur case noire d4 · Pion blanc sur case blanche e4 · Cavalier blanc sur case noire c3 · Fou blanc sur case noire e3 · Pion blanc sur case blanche a2 · Pion blanc sur case noire b2 · Pion blanc sur case blanche c2 · Pion blanc sur case noire f2 · Pion blanc sur case blanche g2 · Pion blanc sur case noire h2 · Tour blanche sur case noire a1 · Dame blanche sur case blanche d1 · Roi blanc sur case noire e1 · Fou blanc sur case blanche f1 · Cavalier blanc sur case noire g1 · Tour blanche sur case blanche h1 | Tour noire sur case blanche a8 · Cavalier noir sur case noire b8 · Fou noir sur case blanche c8 · Dame noire sur case noire d8 · Roi noir sur case blanche e8 · Cavalier noir sur case blanche g8 · Tour noire sur case noire h8 · Pion noir sur case noire a7 · Pion noir sur case blanche b7 · Pion noir sur case noire c7 · Pion noir sur case noire e7 · Pion noir sur case blanche f7 · Fou noir sur case noire g7 · Pion noir sur case blanche h7 · Pion noir sur case noire d6 · Pion noir sur case blanche g6 · Pion blanc sur case noire d4 · Pion blanc sur case blanche e4 · Cavalier blanc sur case noire c3 · Fou blanc sur case noire e3 · Pion blanc sur case blanche a2 · Pion blanc sur case noire b2 · Pion blanc sur case blanche c2 · Pion blanc sur case noire f2 · Pion blanc sur case blanche g2 · Pion blanc sur case noire h2 · Tour blanche sur case noire a1 · Dame blanche sur case blanche d1 · Roi blanc sur case noire e1 · Fou blanc sur case blanche f1 · Cavalier blanc sur case noire g1 · Tour blanche sur case blanche h1 | Tour noire sur case blanche a8 · Cavalier noir sur case noire b8 · Fou noir sur case blanche c8 · Dame noire sur case noire d8 · Roi noir sur case blanche e8 · Cavalier noir sur case blanche g8 · Tour noire sur case noire h8 · Pion noir sur case noire a7 · Pion noir sur case blanche b7 · Pion noir sur case noire c7 · Pion noir sur case noire e7 · Pion noir sur case blanche f7 · Fou noir sur case noire g7 · Pion noir sur case blanche h7 · Pion noir sur case noire d6 · Pion noir sur case blanche g6 · Pion blanc sur case noire d4 · Pion blanc sur case blanche e4 · Cavalier blanc sur case noire c3 · Fou blanc sur case noire e3 · Pion blanc sur case blanche a2 · Pion blanc sur case noire b2 · Pion blanc sur case blanche c2 · Pion blanc sur case noire f2 · Pion blanc sur case blanche g2 · Pion blanc sur case noire h2 · Tour blanche sur case noire a1 · Dame blanche sur case blanche d1 · Roi blanc sur case noire e1 · Fou blanc sur case blanche f1 · Cavalier blanc sur case noire g1 · Tour blanche sur case blanche h1 | Tour noire sur case blanche a8 · Cavalier noir sur case noire b8 · Fou noir sur case blanche c8 · Dame noire sur case noire d8 · Roi noir sur case blanche e8 · Cavalier noir sur case blanche g8 · Tour noire sur case noire h8 · Pion noir sur case noire a7 · Pion noir sur case blanche b7 · Pion noir sur case noire c7 · Pion noir sur case noire e7 · Pion noir sur case blanche f7 · Fou noir sur case noire g7 · Pion noir sur case blanche h7 · Pion noir sur case noire d6 · Pion noir sur case blanche g6 · Pion blanc sur case noire d4 · Pion blanc sur case blanche e4 · Cavalier blanc sur case noire c3 · Fou blanc sur case noire e3 · Pion blanc sur case blanche a2 · Pion blanc sur case noire b2 · Pion blanc sur case blanche c2 · Pion blanc sur case noire f2 · Pion blanc sur case blanche g2 · Pion blanc sur case noire h2 · Tour blanche sur case noire a1 · Dame blanche sur case blanche d1 · Roi blanc sur case noire e1 · Fou blanc sur case blanche f1 · Cavalier blanc sur case noire g1 · Tour blanche sur case blanche h1 | Tour noire sur case blanche a8 · Cavalier noir sur case noire b8 · Fou noir sur case blanche c8 · Dame noire sur case noire d8 · Roi noir sur case blanche e8 · Cavalier noir sur case blanche g8 · Tour noire sur case noire h8 · Pion noir sur case noire a7 · Pion noir sur case blanche b7 · Pion noir sur case noire c7 · Pion noir sur case noire e7 · Pion noir sur case blanche f7 · Fou noir sur case noire g7 · Pion noir sur case blanche h7 · Pion noir sur case noire d6 · Pion noir sur case blanche g6 · Pion blanc sur case noire d4 · Pion blanc sur case blanche e4 · Cavalier blanc sur case noire c3 · Fou blanc sur case noire e3 · Pion blanc sur case blanche a2 · Pion blanc sur case noire b2 · Pion blanc sur case blanche c2 · Pion blanc sur case noire f2 · Pion blanc sur case blanche g2 · Pion blanc sur case noire h2 · Tour blanche sur case noire a1 · Dame blanche sur case blanche d1 · Roi blanc sur case noire e1 · Fou blanc sur case blanche f1 · Cavalier blanc sur case noire g1 · Tour blanche sur case blanche h1 | Tour noire sur case blanche a8 · Cavalier noir sur case noire b8 · Fou noir sur case blanche c8 · Dame noire sur case noire d8 · Roi noir sur case blanche e8 · Cavalier noir sur case blanche g8 · Tour noire sur case noire h8 · Pion noir sur case noire a7 · Pion noir sur case blanche b7 · Pion noir sur case noire c7 · Pion noir sur case noire e7 · Pion noir sur case blanche f7 · Fou noir sur case noire g7 · Pion noir sur case blanche h7 · Pion noir sur case noire d6 · Pion noir sur case blanche g6 · Pion blanc sur case noire d4 · Pion blanc sur case blanche e4 · Cavalier blanc sur case noire c3 · Fou blanc sur case noire e3 · Pion blanc sur case blanche a2 · Pion blanc sur case noire b2 · Pion blanc sur case blanche c2 · Pion blanc sur case noire f2 · Pion blanc sur case blanche g2 · Pion blanc sur case noire h2 · Tour blanche sur case noire a1 · Dame blanche sur case blanche d1 · Roi blanc sur case noire e1 · Fou blanc sur case blanche f1 · Cavalier blanc sur case noire g1 · Tour blanche sur case blanche h1 | Tour noire sur case blanche a8 · Cavalier noir sur case noire b8 · Fou noir sur case blanche c8 · Dame noire sur case noire d8 · Roi noir sur case blanche e8 · Cavalier noir sur case blanche g8 · Tour noire sur case noire h8 · Pion noir sur case noire a7 · Pion noir sur case blanche b7 · Pion noir sur case noire c7 · Pion noir sur case noire e7 · Pion noir sur case blanche f7 · Fou noir sur case noire g7 · Pion noir sur case blanche h7 · Pion noir sur case noire d6 · Pion noir sur case blanche g6 · Pion blanc sur case noire d4 · Pion blanc sur case blanche e4 · Cavalier blanc sur case noire c3 · Fou blanc sur case noire e3 · Pion blanc sur case blanche a2 · Pion blanc sur case noire b2 · Pion blanc sur case blanche c2 · Pion blanc sur case noire f2 · Pion blanc sur case blanche g2 · Pion blanc sur case noire h2 · Tour blanche sur case noire a1 · Dame blanche sur case blanche d1 · Roi blanc sur case noire e1 · Fou blanc sur case blanche f1 · Cavalier blanc sur case noire g1 · Tour blanche sur case blanche h1 | 4 |
| 3 | Tour noire sur case blanche a8 · Cavalier noir sur case noire b8 · Fou noir sur case blanche c8 · Dame noire sur case noire d8 · Roi noir sur case blanche e8 · Cavalier noir sur case blanche g8 · Tour noire sur case noire h8 · Pion noir sur case noire a7 · Pion noir sur case blanche b7 · Pion noir sur case noire c7 · Pion noir sur case noire e7 · Pion noir sur case blanche f7 · Fou noir sur case noire g7 · Pion noir sur case blanche h7 · Pion noir sur case noire d6 · Pion noir sur case blanche g6 · Pion blanc sur case noire d4 · Pion blanc sur case blanche e4 · Cavalier blanc sur case noire c3 · Fou blanc sur case noire e3 · Pion blanc sur case blanche a2 · Pion blanc sur case noire b2 · Pion blanc sur case blanche c2 · Pion blanc sur case noire f2 · Pion blanc sur case blanche g2 · Pion blanc sur case noire h2 · Tour blanche sur case noire a1 · Dame blanche sur case blanche d1 · Roi blanc sur case noire e1 · Fou blanc sur case blanche f1 · Cavalier blanc sur case noire g1 · Tour blanche sur case blanche h1 | Tour noire sur case blanche a8 · Cavalier noir sur case noire b8 · Fou noir sur case blanche c8 · Dame noire sur case noire d8 · Roi noir sur case blanche e8 · Cavalier noir sur case blanche g8 · Tour noire sur case noire h8 · Pion noir sur case noire a7 · Pion noir sur case blanche b7 · Pion noir sur case noire c7 · Pion noir sur case noire e7 · Pion noir sur case blanche f7 · Fou noir sur case noire g7 · Pion noir sur case blanche h7 · Pion noir sur case noire d6 · Pion noir sur case blanche g6 · Pion blanc sur case noire d4 · Pion blanc sur case blanche e4 · Cavalier blanc sur case noire c3 · Fou blanc sur case noire e3 · Pion blanc sur case blanche a2 · Pion blanc sur case noire b2 · Pion blanc sur case blanche c2 · Pion blanc sur case noire f2 · Pion blanc sur case blanche g2 · Pion blanc sur case noire h2 · Tour blanche sur case noire a1 · Dame blanche sur case blanche d1 · Roi blanc sur case noire e1 · Fou blanc sur case blanche f1 · Cavalier blanc sur case noire g1 · Tour blanche sur case blanche h1 | Tour noire sur case blanche a8 · Cavalier noir sur case noire b8 · Fou noir sur case blanche c8 · Dame noire sur case noire d8 · Roi noir sur case blanche e8 · Cavalier noir sur case blanche g8 · Tour noire sur case noire h8 · Pion noir sur case noire a7 · Pion noir sur case blanche b7 · Pion noir sur case noire c7 · Pion noir sur case noire e7 · Pion noir sur case blanche f7 · Fou noir sur case noire g7 · Pion noir sur case blanche h7 · Pion noir sur case noire d6 · Pion noir sur case blanche g6 · Pion blanc sur case noire d4 · Pion blanc sur case blanche e4 · Cavalier blanc sur case noire c3 · Fou blanc sur case noire e3 · Pion blanc sur case blanche a2 · Pion blanc sur case noire b2 · Pion blanc sur case blanche c2 · Pion blanc sur case noire f2 · Pion blanc sur case blanche g2 · Pion blanc sur case noire h2 · Tour blanche sur case noire a1 · Dame blanche sur case blanche d1 · Roi blanc sur case noire e1 · Fou blanc sur case blanche f1 · Cavalier blanc sur case noire g1 · Tour blanche sur case blanche h1 | Tour noire sur case blanche a8 · Cavalier noir sur case noire b8 · Fou noir sur case blanche c8 · Dame noire sur case noire d8 · Roi noir sur case blanche e8 · Cavalier noir sur case blanche g8 · Tour noire sur case noire h8 · Pion noir sur case noire a7 · Pion noir sur case blanche b7 · Pion noir sur case noire c7 · Pion noir sur case noire e7 · Pion noir sur case blanche f7 · Fou noir sur case noire g7 · Pion noir sur case blanche h7 · Pion noir sur case noire d6 · Pion noir sur case blanche g6 · Pion blanc sur case noire d4 · Pion blanc sur case blanche e4 · Cavalier blanc sur case noire c3 · Fou blanc sur case noire e3 · Pion blanc sur case blanche a2 · Pion blanc sur case noire b2 · Pion blanc sur case blanche c2 · Pion blanc sur case noire f2 · Pion blanc sur case blanche g2 · Pion blanc sur case noire h2 · Tour blanche sur case noire a1 · Dame blanche sur case blanche d1 · Roi blanc sur case noire e1 · Fou blanc sur case blanche f1 · Cavalier blanc sur case noire g1 · Tour blanche sur case blanche h1 | Tour noire sur case blanche a8 · Cavalier noir sur case noire b8 · Fou noir sur case blanche c8 · Dame noire sur case noire d8 · Roi noir sur case blanche e8 · Cavalier noir sur case blanche g8 · Tour noire sur case noire h8 · Pion noir sur case noire a7 · Pion noir sur case blanche b7 · Pion noir sur case noire c7 · Pion noir sur case noire e7 · Pion noir sur case blanche f7 · Fou noir sur case noire g7 · Pion noir sur case blanche h7 · Pion noir sur case noire d6 · Pion noir sur case blanche g6 · Pion blanc sur case noire d4 · Pion blanc sur case blanche e4 · Cavalier blanc sur case noire c3 · Fou blanc sur case noire e3 · Pion blanc sur case blanche a2 · Pion blanc sur case noire b2 · Pion blanc sur case blanche c2 · Pion blanc sur case noire f2 · Pion blanc sur case blanche g2 · Pion blanc sur case noire h2 · Tour blanche sur case noire a1 · Dame blanche sur case blanche d1 · Roi blanc sur case noire e1 · Fou blanc sur case blanche f1 · Cavalier blanc sur case noire g1 · Tour blanche sur case blanche h1 | Tour noire sur case blanche a8 · Cavalier noir sur case noire b8 · Fou noir sur case blanche c8 · Dame noire sur case noire d8 · Roi noir sur case blanche e8 · Cavalier noir sur case blanche g8 · Tour noire sur case noire h8 · Pion noir sur case noire a7 · Pion noir sur case blanche b7 · Pion noir sur case noire c7 · Pion noir sur case noire e7 · Pion noir sur case blanche f7 · Fou noir sur case noire g7 · Pion noir sur case blanche h7 · Pion noir sur case noire d6 · Pion noir sur case blanche g6 · Pion blanc sur case noire d4 · Pion blanc sur case blanche e4 · Cavalier blanc sur case noire c3 · Fou blanc sur case noire e3 · Pion blanc sur case blanche a2 · Pion blanc sur case noire b2 · Pion blanc sur case blanche c2 · Pion blanc sur case noire f2 · Pion blanc sur case blanche g2 · Pion blanc sur case noire h2 · Tour blanche sur case noire a1 · Dame blanche sur case blanche d1 · Roi blanc sur case noire e1 · Fou blanc sur case blanche f1 · Cavalier blanc sur case noire g1 · Tour blanche sur case blanche h1 | Tour noire sur case blanche a8 · Cavalier noir sur case noire b8 · Fou noir sur case blanche c8 · Dame noire sur case noire d8 · Roi noir sur case blanche e8 · Cavalier noir sur case blanche g8 · Tour noire sur case noire h8 · Pion noir sur case noire a7 · Pion noir sur case blanche b7 · Pion noir sur case noire c7 · Pion noir sur case noire e7 · Pion noir sur case blanche f7 · Fou noir sur case noire g7 · Pion noir sur case blanche h7 · Pion noir sur case noire d6 · Pion noir sur case blanche g6 · Pion blanc sur case noire d4 · Pion blanc sur case blanche e4 · Cavalier blanc sur case noire c3 · Fou blanc sur case noire e3 · Pion blanc sur case blanche a2 · Pion blanc sur case noire b2 · Pion blanc sur case blanche c2 · Pion blanc sur case noire f2 · Pion blanc sur case blanche g2 · Pion blanc sur case noire h2 · Tour blanche sur case noire a1 · Dame blanche sur case blanche d1 · Roi blanc sur case noire e1 · Fou blanc sur case blanche f1 · Cavalier blanc sur case noire g1 · Tour blanche sur case blanche h1 | Tour noire sur case blanche a8 · Cavalier noir sur case noire b8 · Fou noir sur case blanche c8 · Dame noire sur case noire d8 · Roi noir sur case blanche e8 · Cavalier noir sur case blanche g8 · Tour noire sur case noire h8 · Pion noir sur case noire a7 · Pion noir sur case blanche b7 · Pion noir sur case noire c7 · Pion noir sur case noire e7 · Pion noir sur case blanche f7 · Fou noir sur case noire g7 · Pion noir sur case blanche h7 · Pion noir sur case noire d6 · Pion noir sur case blanche g6 · Pion blanc sur case noire d4 · Pion blanc sur case blanche e4 · Cavalier blanc sur case noire c3 · Fou blanc sur case noire e3 · Pion blanc sur case blanche a2 · Pion blanc sur case noire b2 · Pion blanc sur case blanche c2 · Pion blanc sur case noire f2 · Pion blanc sur case blanche g2 · Pion blanc sur case noire h2 · Tour blanche sur case noire a1 · Dame blanche sur case blanche d1 · Roi blanc sur case noire e1 · Fou blanc sur case blanche f1 · Cavalier blanc sur case noire g1 · Tour blanche sur case blanche h1 | 3 |
| 2 | Tour noire sur case blanche a8 · Cavalier noir sur case noire b8 · Fou noir sur case blanche c8 · Dame noire sur case noire d8 · Roi noir sur case blanche e8 · Cavalier noir sur case blanche g8 · Tour noire sur case noire h8 · Pion noir sur case noire a7 · Pion noir sur case blanche b7 · Pion noir sur case noire c7 · Pion noir sur case noire e7 · Pion noir sur case blanche f7 · Fou noir sur case noire g7 · Pion noir sur case blanche h7 · Pion noir sur case noire d6 · Pion noir sur case blanche g6 · Pion blanc sur case noire d4 · Pion blanc sur case blanche e4 · Cavalier blanc sur case noire c3 · Fou blanc sur case noire e3 · Pion blanc sur case blanche a2 · Pion blanc sur case noire b2 · Pion blanc sur case blanche c2 · Pion blanc sur case noire f2 · Pion blanc sur case blanche g2 · Pion blanc sur case noire h2 · Tour blanche sur case noire a1 · Dame blanche sur case blanche d1 · Roi blanc sur case noire e1 · Fou blanc sur case blanche f1 · Cavalier blanc sur case noire g1 · Tour blanche sur case blanche h1 | Tour noire sur case blanche a8 · Cavalier noir sur case noire b8 · Fou noir sur case blanche c8 · Dame noire sur case noire d8 · Roi noir sur case blanche e8 · Cavalier noir sur case blanche g8 · Tour noire sur case noire h8 · Pion noir sur case noire a7 · Pion noir sur case blanche b7 · Pion noir sur case noire c7 · Pion noir sur case noire e7 · Pion noir sur case blanche f7 · Fou noir sur case noire g7 · Pion noir sur case blanche h7 · Pion noir sur case noire d6 · Pion noir sur case blanche g6 · Pion blanc sur case noire d4 · Pion blanc sur case blanche e4 · Cavalier blanc sur case noire c3 · Fou blanc sur case noire e3 · Pion blanc sur case blanche a2 · Pion blanc sur case noire b2 · Pion blanc sur case blanche c2 · Pion blanc sur case noire f2 · Pion blanc sur case blanche g2 · Pion blanc sur case noire h2 · Tour blanche sur case noire a1 · Dame blanche sur case blanche d1 · Roi blanc sur case noire e1 · Fou blanc sur case blanche f1 · Cavalier blanc sur case noire g1 · Tour blanche sur case blanche h1 | Tour noire sur case blanche a8 · Cavalier noir sur case noire b8 · Fou noir sur case blanche c8 · Dame noire sur case noire d8 · Roi noir sur case blanche e8 · Cavalier noir sur case blanche g8 · Tour noire sur case noire h8 · Pion noir sur case noire a7 · Pion noir sur case blanche b7 · Pion noir sur case noire c7 · Pion noir sur case noire e7 · Pion noir sur case blanche f7 · Fou noir sur case noire g7 · Pion noir sur case blanche h7 · Pion noir sur case noire d6 · Pion noir sur case blanche g6 · Pion blanc sur case noire d4 · Pion blanc sur case blanche e4 · Cavalier blanc sur case noire c3 · Fou blanc sur case noire e3 · Pion blanc sur case blanche a2 · Pion blanc sur case noire b2 · Pion blanc sur case blanche c2 · Pion blanc sur case noire f2 · Pion blanc sur case blanche g2 · Pion blanc sur case noire h2 · Tour blanche sur case noire a1 · Dame blanche sur case blanche d1 · Roi blanc sur case noire e1 · Fou blanc sur case blanche f1 · Cavalier blanc sur case noire g1 · Tour blanche sur case blanche h1 | Tour noire sur case blanche a8 · Cavalier noir sur case noire b8 · Fou noir sur case blanche c8 · Dame noire sur case noire d8 · Roi noir sur case blanche e8 · Cavalier noir sur case blanche g8 · Tour noire sur case noire h8 · Pion noir sur case noire a7 · Pion noir sur case blanche b7 · Pion noir sur case noire c7 · Pion noir sur case noire e7 · Pion noir sur case blanche f7 · Fou noir sur case noire g7 · Pion noir sur case blanche h7 · Pion noir sur case noire d6 · Pion noir sur case blanche g6 · Pion blanc sur case noire d4 · Pion blanc sur case blanche e4 · Cavalier blanc sur case noire c3 · Fou blanc sur case noire e3 · Pion blanc sur case blanche a2 · Pion blanc sur case noire b2 · Pion blanc sur case blanche c2 · Pion blanc sur case noire f2 · Pion blanc sur case blanche g2 · Pion blanc sur case noire h2 · Tour blanche sur case noire a1 · Dame blanche sur case blanche d1 · Roi blanc sur case noire e1 · Fou blanc sur case blanche f1 · Cavalier blanc sur case noire g1 · Tour blanche sur case blanche h1 | Tour noire sur case blanche a8 · Cavalier noir sur case noire b8 · Fou noir sur case blanche c8 · Dame noire sur case noire d8 · Roi noir sur case blanche e8 · Cavalier noir sur case blanche g8 · Tour noire sur case noire h8 · Pion noir sur case noire a7 · Pion noir sur case blanche b7 · Pion noir sur case noire c7 · Pion noir sur case noire e7 · Pion noir sur case blanche f7 · Fou noir sur case noire g7 · Pion noir sur case blanche h7 · Pion noir sur case noire d6 · Pion noir sur case blanche g6 · Pion blanc sur case noire d4 · Pion blanc sur case blanche e4 · Cavalier blanc sur case noire c3 · Fou blanc sur case noire e3 · Pion blanc sur case blanche a2 · Pion blanc sur case noire b2 · Pion blanc sur case blanche c2 · Pion blanc sur case noire f2 · Pion blanc sur case blanche g2 · Pion blanc sur case noire h2 · Tour blanche sur case noire a1 · Dame blanche sur case blanche d1 · Roi blanc sur case noire e1 · Fou blanc sur case blanche f1 · Cavalier blanc sur case noire g1 · Tour blanche sur case blanche h1 | Tour noire sur case blanche a8 · Cavalier noir sur case noire b8 · Fou noir sur case blanche c8 · Dame noire sur case noire d8 · Roi noir sur case blanche e8 · Cavalier noir sur case blanche g8 · Tour noire sur case noire h8 · Pion noir sur case noire a7 · Pion noir sur case blanche b7 · Pion noir sur case noire c7 · Pion noir sur case noire e7 · Pion noir sur case blanche f7 · Fou noir sur case noire g7 · Pion noir sur case blanche h7 · Pion noir sur case noire d6 · Pion noir sur case blanche g6 · Pion blanc sur case noire d4 · Pion blanc sur case blanche e4 · Cavalier blanc sur case noire c3 · Fou blanc sur case noire e3 · Pion blanc sur case blanche a2 · Pion blanc sur case noire b2 · Pion blanc sur case blanche c2 · Pion blanc sur case noire f2 · Pion blanc sur case blanche g2 · Pion blanc sur case noire h2 · Tour blanche sur case noire a1 · Dame blanche sur case blanche d1 · Roi blanc sur case noire e1 · Fou blanc sur case blanche f1 · Cavalier blanc sur case noire g1 · Tour blanche sur case blanche h1 | Tour noire sur case blanche a8 · Cavalier noir sur case noire b8 · Fou noir sur case blanche c8 · Dame noire sur case noire d8 · Roi noir sur case blanche e8 · Cavalier noir sur case blanche g8 · Tour noire sur case noire h8 · Pion noir sur case noire a7 · Pion noir sur case blanche b7 · Pion noir sur case noire c7 · Pion noir sur case noire e7 · Pion noir sur case blanche f7 · Fou noir sur case noire g7 · Pion noir sur case blanche h7 · Pion noir sur case noire d6 · Pion noir sur case blanche g6 · Pion blanc sur case noire d4 · Pion blanc sur case blanche e4 · Cavalier blanc sur case noire c3 · Fou blanc sur case noire e3 · Pion blanc sur case blanche a2 · Pion blanc sur case noire b2 · Pion blanc sur case blanche c2 · Pion blanc sur case noire f2 · Pion blanc sur case blanche g2 · Pion blanc sur case noire h2 · Tour blanche sur case noire a1 · Dame blanche sur case blanche d1 · Roi blanc sur case noire e1 · Fou blanc sur case blanche f1 · Cavalier blanc sur case noire g1 · Tour blanche sur case blanche h1 | Tour noire sur case blanche a8 · Cavalier noir sur case noire b8 · Fou noir sur case blanche c8 · Dame noire sur case noire d8 · Roi noir sur case blanche e8 · Cavalier noir sur case blanche g8 · Tour noire sur case noire h8 · Pion noir sur case noire a7 · Pion noir sur case blanche b7 · Pion noir sur case noire c7 · Pion noir sur case noire e7 · Pion noir sur case blanche f7 · Fou noir sur case noire g7 · Pion noir sur case blanche h7 · Pion noir sur case noire d6 · Pion noir sur case blanche g6 · Pion blanc sur case noire d4 · Pion blanc sur case blanche e4 · Cavalier blanc sur case noire c3 · Fou blanc sur case noire e3 · Pion blanc sur case blanche a2 · Pion blanc sur case noire b2 · Pion blanc sur case blanche c2 · Pion blanc sur case noire f2 · Pion blanc sur case blanche g2 · Pion blanc sur case noire h2 · Tour blanche sur case noire a1 · Dame blanche sur case blanche d1 · Roi blanc sur case noire e1 · Fou blanc sur case blanche f1 · Cavalier blanc sur case noire g1 · Tour blanche sur case blanche h1 | 2 |
| 1 | Tour noire sur case blanche a8 · Cavalier noir sur case noire b8 · Fou noir sur case blanche c8 · Dame noire sur case noire d8 · Roi noir sur case blanche e8 · Cavalier noir sur case blanche g8 · Tour noire sur case noire h8 · Pion noir sur case noire a7 · Pion noir sur case blanche b7 · Pion noir sur case noire c7 · Pion noir sur case noire e7 · Pion noir sur case blanche f7 · Fou noir sur case noire g7 · Pion noir sur case blanche h7 · Pion noir sur case noire d6 · Pion noir sur case blanche g6 · Pion blanc sur case noire d4 · Pion blanc sur case blanche e4 · Cavalier blanc sur case noire c3 · Fou blanc sur case noire e3 · Pion blanc sur case blanche a2 · Pion blanc sur case noire b2 · Pion blanc sur case blanche c2 · Pion blanc sur case noire f2 · Pion blanc sur case blanche g2 · Pion blanc sur case noire h2 · Tour blanche sur case noire a1 · Dame blanche sur case blanche d1 · Roi blanc sur case noire e1 · Fou blanc sur case blanche f1 · Cavalier blanc sur case noire g1 · Tour blanche sur case blanche h1 | Tour noire sur case blanche a8 · Cavalier noir sur case noire b8 · Fou noir sur case blanche c8 · Dame noire sur case noire d8 · Roi noir sur case blanche e8 · Cavalier noir sur case blanche g8 · Tour noire sur case noire h8 · Pion noir sur case noire a7 · Pion noir sur case blanche b7 · Pion noir sur case noire c7 · Pion noir sur case noire e7 · Pion noir sur case blanche f7 · Fou noir sur case noire g7 · Pion noir sur case blanche h7 · Pion noir sur case noire d6 · Pion noir sur case blanche g6 · Pion blanc sur case noire d4 · Pion blanc sur case blanche e4 · Cavalier blanc sur case noire c3 · Fou blanc sur case noire e3 · Pion blanc sur case blanche a2 · Pion blanc sur case noire b2 · Pion blanc sur case blanche c2 · Pion blanc sur case noire f2 · Pion blanc sur case blanche g2 · Pion blanc sur case noire h2 · Tour blanche sur case noire a1 · Dame blanche sur case blanche d1 · Roi blanc sur case noire e1 · Fou blanc sur case blanche f1 · Cavalier blanc sur case noire g1 · Tour blanche sur case blanche h1 | Tour noire sur case blanche a8 · Cavalier noir sur case noire b8 · Fou noir sur case blanche c8 · Dame noire sur case noire d8 · Roi noir sur case blanche e8 · Cavalier noir sur case blanche g8 · Tour noire sur case noire h8 · Pion noir sur case noire a7 · Pion noir sur case blanche b7 · Pion noir sur case noire c7 · Pion noir sur case noire e7 · Pion noir sur case blanche f7 · Fou noir sur case noire g7 · Pion noir sur case blanche h7 · Pion noir sur case noire d6 · Pion noir sur case blanche g6 · Pion blanc sur case noire d4 · Pion blanc sur case blanche e4 · Cavalier blanc sur case noire c3 · Fou blanc sur case noire e3 · Pion blanc sur case blanche a2 · Pion blanc sur case noire b2 · Pion blanc sur case blanche c2 · Pion blanc sur case noire f2 · Pion blanc sur case blanche g2 · Pion blanc sur case noire h2 · Tour blanche sur case noire a1 · Dame blanche sur case blanche d1 · Roi blanc sur case noire e1 · Fou blanc sur case blanche f1 · Cavalier blanc sur case noire g1 · Tour blanche sur case blanche h1 | Tour noire sur case blanche a8 · Cavalier noir sur case noire b8 · Fou noir sur case blanche c8 · Dame noire sur case noire d8 · Roi noir sur case blanche e8 · Cavalier noir sur case blanche g8 · Tour noire sur case noire h8 · Pion noir sur case noire a7 · Pion noir sur case blanche b7 · Pion noir sur case noire c7 · Pion noir sur case noire e7 · Pion noir sur case blanche f7 · Fou noir sur case noire g7 · Pion noir sur case blanche h7 · Pion noir sur case noire d6 · Pion noir sur case blanche g6 · Pion blanc sur case noire d4 · Pion blanc sur case blanche e4 · Cavalier blanc sur case noire c3 · Fou blanc sur case noire e3 · Pion blanc sur case blanche a2 · Pion blanc sur case noire b2 · Pion blanc sur case blanche c2 · Pion blanc sur case noire f2 · Pion blanc sur case blanche g2 · Pion blanc sur case noire h2 · Tour blanche sur case noire a1 · Dame blanche sur case blanche d1 · Roi blanc sur case noire e1 · Fou blanc sur case blanche f1 · Cavalier blanc sur case noire g1 · Tour blanche sur case blanche h1 | Tour noire sur case blanche a8 · Cavalier noir sur case noire b8 · Fou noir sur case blanche c8 · Dame noire sur case noire d8 · Roi noir sur case blanche e8 · Cavalier noir sur case blanche g8 · Tour noire sur case noire h8 · Pion noir sur case noire a7 · Pion noir sur case blanche b7 · Pion noir sur case noire c7 · Pion noir sur case noire e7 · Pion noir sur case blanche f7 · Fou noir sur case noire g7 · Pion noir sur case blanche h7 · Pion noir sur case noire d6 · Pion noir sur case blanche g6 · Pion blanc sur case noire d4 · Pion blanc sur case blanche e4 · Cavalier blanc sur case noire c3 · Fou blanc sur case noire e3 · Pion blanc sur case blanche a2 · Pion blanc sur case noire b2 · Pion blanc sur case blanche c2 · Pion blanc sur case noire f2 · Pion blanc sur case blanche g2 · Pion blanc sur case noire h2 · Tour blanche sur case noire a1 · Dame blanche sur case blanche d1 · Roi blanc sur case noire e1 · Fou blanc sur case blanche f1 · Cavalier blanc sur case noire g1 · Tour blanche sur case blanche h1 | Tour noire sur case blanche a8 · Cavalier noir sur case noire b8 · Fou noir sur case blanche c8 · Dame noire sur case noire d8 · Roi noir sur case blanche e8 · Cavalier noir sur case blanche g8 · Tour noire sur case noire h8 · Pion noir sur case noire a7 · Pion noir sur case blanche b7 · Pion noir sur case noire c7 · Pion noir sur case noire e7 · Pion noir sur case blanche f7 · Fou noir sur case noire g7 · Pion noir sur case blanche h7 · Pion noir sur case noire d6 · Pion noir sur case blanche g6 · Pion blanc sur case noire d4 · Pion blanc sur case blanche e4 · Cavalier blanc sur case noire c3 · Fou blanc sur case noire e3 · Pion blanc sur case blanche a2 · Pion blanc sur case noire b2 · Pion blanc sur case blanche c2 · Pion blanc sur case noire f2 · Pion blanc sur case blanche g2 · Pion blanc sur case noire h2 · Tour blanche sur case noire a1 · Dame blanche sur case blanche d1 · Roi blanc sur case noire e1 · Fou blanc sur case blanche f1 · Cavalier blanc sur case noire g1 · Tour blanche sur case blanche h1 | Tour noire sur case blanche a8 · Cavalier noir sur case noire b8 · Fou noir sur case blanche c8 · Dame noire sur case noire d8 · Roi noir sur case blanche e8 · Cavalier noir sur case blanche g8 · Tour noire sur case noire h8 · Pion noir sur case noire a7 · Pion noir sur case blanche b7 · Pion noir sur case noire c7 · Pion noir sur case noire e7 · Pion noir sur case blanche f7 · Fou noir sur case noire g7 · Pion noir sur case blanche h7 · Pion noir sur case noire d6 · Pion noir sur case blanche g6 · Pion blanc sur case noire d4 · Pion blanc sur case blanche e4 · Cavalier blanc sur case noire c3 · Fou blanc sur case noire e3 · Pion blanc sur case blanche a2 · Pion blanc sur case noire b2 · Pion blanc sur case blanche c2 · Pion blanc sur case noire f2 · Pion blanc sur case blanche g2 · Pion blanc sur case noire h2 · Tour blanche sur case noire a1 · Dame blanche sur case blanche d1 · Roi blanc sur case noire e1 · Fou blanc sur case blanche f1 · Cavalier blanc sur case noire g1 · Tour blanche sur case blanche h1 | Tour noire sur case blanche a8 · Cavalier noir sur case noire b8 · Fou noir sur case blanche c8 · Dame noire sur case noire d8 · Roi noir sur case blanche e8 · Cavalier noir sur case blanche g8 · Tour noire sur case noire h8 · Pion noir sur case noire a7 · Pion noir sur case blanche b7 · Pion noir sur case noire c7 · Pion noir sur case noire e7 · Pion noir sur case blanche f7 · Fou noir sur case noire g7 · Pion noir sur case blanche h7 · Pion noir sur case noire d6 · Pion noir sur case blanche g6 · Pion blanc sur case noire d4 · Pion blanc sur case blanche e4 · Cavalier blanc sur case noire c3 · Fou blanc sur case noire e3 · Pion blanc sur case blanche a2 · Pion blanc sur case noire b2 · Pion blanc sur case blanche c2 · Pion blanc sur case noire f2 · Pion blanc sur case blanche g2 · Pion blanc sur case noire h2 · Tour blanche sur case noire a1 · Dame blanche sur case blanche d1 · Roi blanc sur case noire e1 · Fou blanc sur case blanche f1 · Cavalier blanc sur case noire g1 · Tour blanche sur case blanche h1 | 1 |
|   | a | b | c | d | e | f | g | h |   |

Cette variante est probablement la plus populaire au haut niveau aujourd'hui. Le plan des blancs est de mettre la dame en d2, faire le grand roque, placer le fou de cases noires en h6 pour l'échanger puis attaquer le roi noir avec h4 suivi de h5. Pour lutter contre ce plan, les noirs vont retarder davantage la sortie de leur cavalier pour empêcher les blancs de jouer Fh6 plus tard dans la partie. Les différences entre la défense moderne et la défense Pirc se font en particulier remarquer dans cette variante.
Souvent, les noirs vont préparer une poussée de pion à l'aile Dame en jouant ...c6 ou ...a6. Dans les deux cas, un plan possible pour les blancs est de jouer 5.a4 pour empêcher la poussée ...b5. Mais avancer de cette manière les pions à l'aile Dame rend dangereux le grand roque. C'est pour cette raison que, après avoir joué a4, les blancs continuent souvent avec Cf3 suivi de Fe2 et petit roque, en particulier quand les noirs transposent dans la défense Pirc avec ...Cf6. De leur côté, les noirs vont chercher à obtenir du jeu au centre en préparant la poussée e5 et parfois f5. Le plan avec 5.a4 donne alors des parties plus positionnelles.

### 4...c6
|   | a | b | c | d | e | f | g | h |   |
| 8 | Tour noire sur case noire b8 · Fou noir sur case blanche c8 · Roi noir sur case blanche e8 · Cavalier noir sur case blanche g8 · Tour noire sur case noire h8 · Pion noir sur case noire a7 · Pion noir sur case noire e7 · Pion noir sur case blanche f7 · Fou noir sur case noire g7 · Pion noir sur case blanche h7 · Pion noir sur case blanche c6 · Pion noir sur case blanche g6 · Dame noire sur case blanche b5 · Pion noir sur case blanche d5 · Pion blanc sur case noire e5 · Cavalier blanc sur case blanche a4 · Pion noir sur case blanche c4 · Pion blanc sur case noire d4 · Cavalier blanc sur case noire h4 · Pion blanc sur case blanche b3 · Fou blanc sur case noire e3 · Pion blanc sur case blanche a2 · Pion blanc sur case blanche c2 · Dame blanche sur case noire d2 · Pion blanc sur case noire f2 · Pion blanc sur case blanche g2 · Pion blanc sur case noire h2 · Roi blanc sur case noire a1 · Tour blanche sur case blanche d1 · Tour blanche sur case blanche h1 | Tour noire sur case noire b8 · Fou noir sur case blanche c8 · Roi noir sur case blanche e8 · Cavalier noir sur case blanche g8 · Tour noire sur case noire h8 · Pion noir sur case noire a7 · Pion noir sur case noire e7 · Pion noir sur case blanche f7 · Fou noir sur case noire g7 · Pion noir sur case blanche h7 · Pion noir sur case blanche c6 · Pion noir sur case blanche g6 · Dame noire sur case blanche b5 · Pion noir sur case blanche d5 · Pion blanc sur case noire e5 · Cavalier blanc sur case blanche a4 · Pion noir sur case blanche c4 · Pion blanc sur case noire d4 · Cavalier blanc sur case noire h4 · Pion blanc sur case blanche b3 · Fou blanc sur case noire e3 · Pion blanc sur case blanche a2 · Pion blanc sur case blanche c2 · Dame blanche sur case noire d2 · Pion blanc sur case noire f2 · Pion blanc sur case blanche g2 · Pion blanc sur case noire h2 · Roi blanc sur case noire a1 · Tour blanche sur case blanche d1 · Tour blanche sur case blanche h1 | Tour noire sur case noire b8 · Fou noir sur case blanche c8 · Roi noir sur case blanche e8 · Cavalier noir sur case blanche g8 · Tour noire sur case noire h8 · Pion noir sur case noire a7 · Pion noir sur case noire e7 · Pion noir sur case blanche f7 · Fou noir sur case noire g7 · Pion noir sur case blanche h7 · Pion noir sur case blanche c6 · Pion noir sur case blanche g6 · Dame noire sur case blanche b5 · Pion noir sur case blanche d5 · Pion blanc sur case noire e5 · Cavalier blanc sur case blanche a4 · Pion noir sur case blanche c4 · Pion blanc sur case noire d4 · Cavalier blanc sur case noire h4 · Pion blanc sur case blanche b3 · Fou blanc sur case noire e3 · Pion blanc sur case blanche a2 · Pion blanc sur case blanche c2 · Dame blanche sur case noire d2 · Pion blanc sur case noire f2 · Pion blanc sur case blanche g2 · Pion blanc sur case noire h2 · Roi blanc sur case noire a1 · Tour blanche sur case blanche d1 · Tour blanche sur case blanche h1 | Tour noire sur case noire b8 · Fou noir sur case blanche c8 · Roi noir sur case blanche e8 · Cavalier noir sur case blanche g8 · Tour noire sur case noire h8 · Pion noir sur case noire a7 · Pion noir sur case noire e7 · Pion noir sur case blanche f7 · Fou noir sur case noire g7 · Pion noir sur case blanche h7 · Pion noir sur case blanche c6 · Pion noir sur case blanche g6 · Dame noire sur case blanche b5 · Pion noir sur case blanche d5 · Pion blanc sur case noire e5 · Cavalier blanc sur case blanche a4 · Pion noir sur case blanche c4 · Pion blanc sur case noire d4 · Cavalier blanc sur case noire h4 · Pion blanc sur case blanche b3 · Fou blanc sur case noire e3 · Pion blanc sur case blanche a2 · Pion blanc sur case blanche c2 · Dame blanche sur case noire d2 · Pion blanc sur case noire f2 · Pion blanc sur case blanche g2 · Pion blanc sur case noire h2 · Roi blanc sur case noire a1 · Tour blanche sur case blanche d1 · Tour blanche sur case blanche h1 | Tour noire sur case noire b8 · Fou noir sur case blanche c8 · Roi noir sur case blanche e8 · Cavalier noir sur case blanche g8 · Tour noire sur case noire h8 · Pion noir sur case noire a7 · Pion noir sur case noire e7 · Pion noir sur case blanche f7 · Fou noir sur case noire g7 · Pion noir sur case blanche h7 · Pion noir sur case blanche c6 · Pion noir sur case blanche g6 · Dame noire sur case blanche b5 · Pion noir sur case blanche d5 · Pion blanc sur case noire e5 · Cavalier blanc sur case blanche a4 · Pion noir sur case blanche c4 · Pion blanc sur case noire d4 · Cavalier blanc sur case noire h4 · Pion blanc sur case blanche b3 · Fou blanc sur case noire e3 · Pion blanc sur case blanche a2 · Pion blanc sur case blanche c2 · Dame blanche sur case noire d2 · Pion blanc sur case noire f2 · Pion blanc sur case blanche g2 · Pion blanc sur case noire h2 · Roi blanc sur case noire a1 · Tour blanche sur case blanche d1 · Tour blanche sur case blanche h1 | Tour noire sur case noire b8 · Fou noir sur case blanche c8 · Roi noir sur case blanche e8 · Cavalier noir sur case blanche g8 · Tour noire sur case noire h8 · Pion noir sur case noire a7 · Pion noir sur case noire e7 · Pion noir sur case blanche f7 · Fou noir sur case noire g7 · Pion noir sur case blanche h7 · Pion noir sur case blanche c6 · Pion noir sur case blanche g6 · Dame noire sur case blanche b5 · Pion noir sur case blanche d5 · Pion blanc sur case noire e5 · Cavalier blanc sur case blanche a4 · Pion noir sur case blanche c4 · Pion blanc sur case noire d4 · Cavalier blanc sur case noire h4 · Pion blanc sur case blanche b3 · Fou blanc sur case noire e3 · Pion blanc sur case blanche a2 · Pion blanc sur case blanche c2 · Dame blanche sur case noire d2 · Pion blanc sur case noire f2 · Pion blanc sur case blanche g2 · Pion blanc sur case noire h2 · Roi blanc sur case noire a1 · Tour blanche sur case blanche d1 · Tour blanche sur case blanche h1 | Tour noire sur case noire b8 · Fou noir sur case blanche c8 · Roi noir sur case blanche e8 · Cavalier noir sur case blanche g8 · Tour noire sur case noire h8 · Pion noir sur case noire a7 · Pion noir sur case noire e7 · Pion noir sur case blanche f7 · Fou noir sur case noire g7 · Pion noir sur case blanche h7 · Pion noir sur case blanche c6 · Pion noir sur case blanche g6 · Dame noire sur case blanche b5 · Pion noir sur case blanche d5 · Pion blanc sur case noire e5 · Cavalier blanc sur case blanche a4 · Pion noir sur case blanche c4 · Pion blanc sur case noire d4 · Cavalier blanc sur case noire h4 · Pion blanc sur case blanche b3 · Fou blanc sur case noire e3 · Pion blanc sur case blanche a2 · Pion blanc sur case blanche c2 · Dame blanche sur case noire d2 · Pion blanc sur case noire f2 · Pion blanc sur case blanche g2 · Pion blanc sur case noire h2 · Roi blanc sur case noire a1 · Tour blanche sur case blanche d1 · Tour blanche sur case blanche h1 | Tour noire sur case noire b8 · Fou noir sur case blanche c8 · Roi noir sur case blanche e8 · Cavalier noir sur case blanche g8 · Tour noire sur case noire h8 · Pion noir sur case noire a7 · Pion noir sur case noire e7 · Pion noir sur case blanche f7 · Fou noir sur case noire g7 · Pion noir sur case blanche h7 · Pion noir sur case blanche c6 · Pion noir sur case blanche g6 · Dame noire sur case blanche b5 · Pion noir sur case blanche d5 · Pion blanc sur case noire e5 · Cavalier blanc sur case blanche a4 · Pion noir sur case blanche c4 · Pion blanc sur case noire d4 · Cavalier blanc sur case noire h4 · Pion blanc sur case blanche b3 · Fou blanc sur case noire e3 · Pion blanc sur case blanche a2 · Pion blanc sur case blanche c2 · Dame blanche sur case noire d2 · Pion blanc sur case noire f2 · Pion blanc sur case blanche g2 · Pion blanc sur case noire h2 · Roi blanc sur case noire a1 · Tour blanche sur case blanche d1 · Tour blanche sur case blanche h1 | 8 |
| 7 | Tour noire sur case noire b8 · Fou noir sur case blanche c8 · Roi noir sur case blanche e8 · Cavalier noir sur case blanche g8 · Tour noire sur case noire h8 · Pion noir sur case noire a7 · Pion noir sur case noire e7 · Pion noir sur case blanche f7 · Fou noir sur case noire g7 · Pion noir sur case blanche h7 · Pion noir sur case blanche c6 · Pion noir sur case blanche g6 · Dame noire sur case blanche b5 · Pion noir sur case blanche d5 · Pion blanc sur case noire e5 · Cavalier blanc sur case blanche a4 · Pion noir sur case blanche c4 · Pion blanc sur case noire d4 · Cavalier blanc sur case noire h4 · Pion blanc sur case blanche b3 · Fou blanc sur case noire e3 · Pion blanc sur case blanche a2 · Pion blanc sur case blanche c2 · Dame blanche sur case noire d2 · Pion blanc sur case noire f2 · Pion blanc sur case blanche g2 · Pion blanc sur case noire h2 · Roi blanc sur case noire a1 · Tour blanche sur case blanche d1 · Tour blanche sur case blanche h1 | Tour noire sur case noire b8 · Fou noir sur case blanche c8 · Roi noir sur case blanche e8 · Cavalier noir sur case blanche g8 · Tour noire sur case noire h8 · Pion noir sur case noire a7 · Pion noir sur case noire e7 · Pion noir sur case blanche f7 · Fou noir sur case noire g7 · Pion noir sur case blanche h7 · Pion noir sur case blanche c6 · Pion noir sur case blanche g6 · Dame noire sur case blanche b5 · Pion noir sur case blanche d5 · Pion blanc sur case noire e5 · Cavalier blanc sur case blanche a4 · Pion noir sur case blanche c4 · Pion blanc sur case noire d4 · Cavalier blanc sur case noire h4 · Pion blanc sur case blanche b3 · Fou blanc sur case noire e3 · Pion blanc sur case blanche a2 · Pion blanc sur case blanche c2 · Dame blanche sur case noire d2 · Pion blanc sur case noire f2 · Pion blanc sur case blanche g2 · Pion blanc sur case noire h2 · Roi blanc sur case noire a1 · Tour blanche sur case blanche d1 · Tour blanche sur case blanche h1 | Tour noire sur case noire b8 · Fou noir sur case blanche c8 · Roi noir sur case blanche e8 · Cavalier noir sur case blanche g8 · Tour noire sur case noire h8 · Pion noir sur case noire a7 · Pion noir sur case noire e7 · Pion noir sur case blanche f7 · Fou noir sur case noire g7 · Pion noir sur case blanche h7 · Pion noir sur case blanche c6 · Pion noir sur case blanche g6 · Dame noire sur case blanche b5 · Pion noir sur case blanche d5 · Pion blanc sur case noire e5 · Cavalier blanc sur case blanche a4 · Pion noir sur case blanche c4 · Pion blanc sur case noire d4 · Cavalier blanc sur case noire h4 · Pion blanc sur case blanche b3 · Fou blanc sur case noire e3 · Pion blanc sur case blanche a2 · Pion blanc sur case blanche c2 · Dame blanche sur case noire d2 · Pion blanc sur case noire f2 · Pion blanc sur case blanche g2 · Pion blanc sur case noire h2 · Roi blanc sur case noire a1 · Tour blanche sur case blanche d1 · Tour blanche sur case blanche h1 | Tour noire sur case noire b8 · Fou noir sur case blanche c8 · Roi noir sur case blanche e8 · Cavalier noir sur case blanche g8 · Tour noire sur case noire h8 · Pion noir sur case noire a7 · Pion noir sur case noire e7 · Pion noir sur case blanche f7 · Fou noir sur case noire g7 · Pion noir sur case blanche h7 · Pion noir sur case blanche c6 · Pion noir sur case blanche g6 · Dame noire sur case blanche b5 · Pion noir sur case blanche d5 · Pion blanc sur case noire e5 · Cavalier blanc sur case blanche a4 · Pion noir sur case blanche c4 · Pion blanc sur case noire d4 · Cavalier blanc sur case noire h4 · Pion blanc sur case blanche b3 · Fou blanc sur case noire e3 · Pion blanc sur case blanche a2 · Pion blanc sur case blanche c2 · Dame blanche sur case noire d2 · Pion blanc sur case noire f2 · Pion blanc sur case blanche g2 · Pion blanc sur case noire h2 · Roi blanc sur case noire a1 · Tour blanche sur case blanche d1 · Tour blanche sur case blanche h1 | Tour noire sur case noire b8 · Fou noir sur case blanche c8 · Roi noir sur case blanche e8 · Cavalier noir sur case blanche g8 · Tour noire sur case noire h8 · Pion noir sur case noire a7 · Pion noir sur case noire e7 · Pion noir sur case blanche f7 · Fou noir sur case noire g7 · Pion noir sur case blanche h7 · Pion noir sur case blanche c6 · Pion noir sur case blanche g6 · Dame noire sur case blanche b5 · Pion noir sur case blanche d5 · Pion blanc sur case noire e5 · Cavalier blanc sur case blanche a4 · Pion noir sur case blanche c4 · Pion blanc sur case noire d4 · Cavalier blanc sur case noire h4 · Pion blanc sur case blanche b3 · Fou blanc sur case noire e3 · Pion blanc sur case blanche a2 · Pion blanc sur case blanche c2 · Dame blanche sur case noire d2 · Pion blanc sur case noire f2 · Pion blanc sur case blanche g2 · Pion blanc sur case noire h2 · Roi blanc sur case noire a1 · Tour blanche sur case blanche d1 · Tour blanche sur case blanche h1 | Tour noire sur case noire b8 · Fou noir sur case blanche c8 · Roi noir sur case blanche e8 · Cavalier noir sur case blanche g8 · Tour noire sur case noire h8 · Pion noir sur case noire a7 · Pion noir sur case noire e7 · Pion noir sur case blanche f7 · Fou noir sur case noire g7 · Pion noir sur case blanche h7 · Pion noir sur case blanche c6 · Pion noir sur case blanche g6 · Dame noire sur case blanche b5 · Pion noir sur case blanche d5 · Pion blanc sur case noire e5 · Cavalier blanc sur case blanche a4 · Pion noir sur case blanche c4 · Pion blanc sur case noire d4 · Cavalier blanc sur case noire h4 · Pion blanc sur case blanche b3 · Fou blanc sur case noire e3 · Pion blanc sur case blanche a2 · Pion blanc sur case blanche c2 · Dame blanche sur case noire d2 · Pion blanc sur case noire f2 · Pion blanc sur case blanche g2 · Pion blanc sur case noire h2 · Roi blanc sur case noire a1 · Tour blanche sur case blanche d1 · Tour blanche sur case blanche h1 | Tour noire sur case noire b8 · Fou noir sur case blanche c8 · Roi noir sur case blanche e8 · Cavalier noir sur case blanche g8 · Tour noire sur case noire h8 · Pion noir sur case noire a7 · Pion noir sur case noire e7 · Pion noir sur case blanche f7 · Fou noir sur case noire g7 · Pion noir sur case blanche h7 · Pion noir sur case blanche c6 · Pion noir sur case blanche g6 · Dame noire sur case blanche b5 · Pion noir sur case blanche d5 · Pion blanc sur case noire e5 · Cavalier blanc sur case blanche a4 · Pion noir sur case blanche c4 · Pion blanc sur case noire d4 · Cavalier blanc sur case noire h4 · Pion blanc sur case blanche b3 · Fou blanc sur case noire e3 · Pion blanc sur case blanche a2 · Pion blanc sur case blanche c2 · Dame blanche sur case noire d2 · Pion blanc sur case noire f2 · Pion blanc sur case blanche g2 · Pion blanc sur case noire h2 · Roi blanc sur case noire a1 · Tour blanche sur case blanche d1 · Tour blanche sur case blanche h1 | Tour noire sur case noire b8 · Fou noir sur case blanche c8 · Roi noir sur case blanche e8 · Cavalier noir sur case blanche g8 · Tour noire sur case noire h8 · Pion noir sur case noire a7 · Pion noir sur case noire e7 · Pion noir sur case blanche f7 · Fou noir sur case noire g7 · Pion noir sur case blanche h7 · Pion noir sur case blanche c6 · Pion noir sur case blanche g6 · Dame noire sur case blanche b5 · Pion noir sur case blanche d5 · Pion blanc sur case noire e5 · Cavalier blanc sur case blanche a4 · Pion noir sur case blanche c4 · Pion blanc sur case noire d4 · Cavalier blanc sur case noire h4 · Pion blanc sur case blanche b3 · Fou blanc sur case noire e3 · Pion blanc sur case blanche a2 · Pion blanc sur case blanche c2 · Dame blanche sur case noire d2 · Pion blanc sur case noire f2 · Pion blanc sur case blanche g2 · Pion blanc sur case noire h2 · Roi blanc sur case noire a1 · Tour blanche sur case blanche d1 · Tour blanche sur case blanche h1 | 7 |
| 6 | Tour noire sur case noire b8 · Fou noir sur case blanche c8 · Roi noir sur case blanche e8 · Cavalier noir sur case blanche g8 · Tour noire sur case noire h8 · Pion noir sur case noire a7 · Pion noir sur case noire e7 · Pion noir sur case blanche f7 · Fou noir sur case noire g7 · Pion noir sur case blanche h7 · Pion noir sur case blanche c6 · Pion noir sur case blanche g6 · Dame noire sur case blanche b5 · Pion noir sur case blanche d5 · Pion blanc sur case noire e5 · Cavalier blanc sur case blanche a4 · Pion noir sur case blanche c4 · Pion blanc sur case noire d4 · Cavalier blanc sur case noire h4 · Pion blanc sur case blanche b3 · Fou blanc sur case noire e3 · Pion blanc sur case blanche a2 · Pion blanc sur case blanche c2 · Dame blanche sur case noire d2 · Pion blanc sur case noire f2 · Pion blanc sur case blanche g2 · Pion blanc sur case noire h2 · Roi blanc sur case noire a1 · Tour blanche sur case blanche d1 · Tour blanche sur case blanche h1 | Tour noire sur case noire b8 · Fou noir sur case blanche c8 · Roi noir sur case blanche e8 · Cavalier noir sur case blanche g8 · Tour noire sur case noire h8 · Pion noir sur case noire a7 · Pion noir sur case noire e7 · Pion noir sur case blanche f7 · Fou noir sur case noire g7 · Pion noir sur case blanche h7 · Pion noir sur case blanche c6 · Pion noir sur case blanche g6 · Dame noire sur case blanche b5 · Pion noir sur case blanche d5 · Pion blanc sur case noire e5 · Cavalier blanc sur case blanche a4 · Pion noir sur case blanche c4 · Pion blanc sur case noire d4 · Cavalier blanc sur case noire h4 · Pion blanc sur case blanche b3 · Fou blanc sur case noire e3 · Pion blanc sur case blanche a2 · Pion blanc sur case blanche c2 · Dame blanche sur case noire d2 · Pion blanc sur case noire f2 · Pion blanc sur case blanche g2 · Pion blanc sur case noire h2 · Roi blanc sur case noire a1 · Tour blanche sur case blanche d1 · Tour blanche sur case blanche h1 | Tour noire sur case noire b8 · Fou noir sur case blanche c8 · Roi noir sur case blanche e8 · Cavalier noir sur case blanche g8 · Tour noire sur case noire h8 · Pion noir sur case noire a7 · Pion noir sur case noire e7 · Pion noir sur case blanche f7 · Fou noir sur case noire g7 · Pion noir sur case blanche h7 · Pion noir sur case blanche c6 · Pion noir sur case blanche g6 · Dame noire sur case blanche b5 · Pion noir sur case blanche d5 · Pion blanc sur case noire e5 · Cavalier blanc sur case blanche a4 · Pion noir sur case blanche c4 · Pion blanc sur case noire d4 · Cavalier blanc sur case noire h4 · Pion blanc sur case blanche b3 · Fou blanc sur case noire e3 · Pion blanc sur case blanche a2 · Pion blanc sur case blanche c2 · Dame blanche sur case noire d2 · Pion blanc sur case noire f2 · Pion blanc sur case blanche g2 · Pion blanc sur case noire h2 · Roi blanc sur case noire a1 · Tour blanche sur case blanche d1 · Tour blanche sur case blanche h1 | Tour noire sur case noire b8 · Fou noir sur case blanche c8 · Roi noir sur case blanche e8 · Cavalier noir sur case blanche g8 · Tour noire sur case noire h8 · Pion noir sur case noire a7 · Pion noir sur case noire e7 · Pion noir sur case blanche f7 · Fou noir sur case noire g7 · Pion noir sur case blanche h7 · Pion noir sur case blanche c6 · Pion noir sur case blanche g6 · Dame noire sur case blanche b5 · Pion noir sur case blanche d5 · Pion blanc sur case noire e5 · Cavalier blanc sur case blanche a4 · Pion noir sur case blanche c4 · Pion blanc sur case noire d4 · Cavalier blanc sur case noire h4 · Pion blanc sur case blanche b3 · Fou blanc sur case noire e3 · Pion blanc sur case blanche a2 · Pion blanc sur case blanche c2 · Dame blanche sur case noire d2 · Pion blanc sur case noire f2 · Pion blanc sur case blanche g2 · Pion blanc sur case noire h2 · Roi blanc sur case noire a1 · Tour blanche sur case blanche d1 · Tour blanche sur case blanche h1 | Tour noire sur case noire b8 · Fou noir sur case blanche c8 · Roi noir sur case blanche e8 · Cavalier noir sur case blanche g8 · Tour noire sur case noire h8 · Pion noir sur case noire a7 · Pion noir sur case noire e7 · Pion noir sur case blanche f7 · Fou noir sur case noire g7 · Pion noir sur case blanche h7 · Pion noir sur case blanche c6 · Pion noir sur case blanche g6 · Dame noire sur case blanche b5 · Pion noir sur case blanche d5 · Pion blanc sur case noire e5 · Cavalier blanc sur case blanche a4 · Pion noir sur case blanche c4 · Pion blanc sur case noire d4 · Cavalier blanc sur case noire h4 · Pion blanc sur case blanche b3 · Fou blanc sur case noire e3 · Pion blanc sur case blanche a2 · Pion blanc sur case blanche c2 · Dame blanche sur case noire d2 · Pion blanc sur case noire f2 · Pion blanc sur case blanche g2 · Pion blanc sur case noire h2 · Roi blanc sur case noire a1 · Tour blanche sur case blanche d1 · Tour blanche sur case blanche h1 | Tour noire sur case noire b8 · Fou noir sur case blanche c8 · Roi noir sur case blanche e8 · Cavalier noir sur case blanche g8 · Tour noire sur case noire h8 · Pion noir sur case noire a7 · Pion noir sur case noire e7 · Pion noir sur case blanche f7 · Fou noir sur case noire g7 · Pion noir sur case blanche h7 · Pion noir sur case blanche c6 · Pion noir sur case blanche g6 · Dame noire sur case blanche b5 · Pion noir sur case blanche d5 · Pion blanc sur case noire e5 · Cavalier blanc sur case blanche a4 · Pion noir sur case blanche c4 · Pion blanc sur case noire d4 · Cavalier blanc sur case noire h4 · Pion blanc sur case blanche b3 · Fou blanc sur case noire e3 · Pion blanc sur case blanche a2 · Pion blanc sur case blanche c2 · Dame blanche sur case noire d2 · Pion blanc sur case noire f2 · Pion blanc sur case blanche g2 · Pion blanc sur case noire h2 · Roi blanc sur case noire a1 · Tour blanche sur case blanche d1 · Tour blanche sur case blanche h1 | Tour noire sur case noire b8 · Fou noir sur case blanche c8 · Roi noir sur case blanche e8 · Cavalier noir sur case blanche g8 · Tour noire sur case noire h8 · Pion noir sur case noire a7 · Pion noir sur case noire e7 · Pion noir sur case blanche f7 · Fou noir sur case noire g7 · Pion noir sur case blanche h7 · Pion noir sur case blanche c6 · Pion noir sur case blanche g6 · Dame noire sur case blanche b5 · Pion noir sur case blanche d5 · Pion blanc sur case noire e5 · Cavalier blanc sur case blanche a4 · Pion noir sur case blanche c4 · Pion blanc sur case noire d4 · Cavalier blanc sur case noire h4 · Pion blanc sur case blanche b3 · Fou blanc sur case noire e3 · Pion blanc sur case blanche a2 · Pion blanc sur case blanche c2 · Dame blanche sur case noire d2 · Pion blanc sur case noire f2 · Pion blanc sur case blanche g2 · Pion blanc sur case noire h2 · Roi blanc sur case noire a1 · Tour blanche sur case blanche d1 · Tour blanche sur case blanche h1 | Tour noire sur case noire b8 · Fou noir sur case blanche c8 · Roi noir sur case blanche e8 · Cavalier noir sur case blanche g8 · Tour noire sur case noire h8 · Pion noir sur case noire a7 · Pion noir sur case noire e7 · Pion noir sur case blanche f7 · Fou noir sur case noire g7 · Pion noir sur case blanche h7 · Pion noir sur case blanche c6 · Pion noir sur case blanche g6 · Dame noire sur case blanche b5 · Pion noir sur case blanche d5 · Pion blanc sur case noire e5 · Cavalier blanc sur case blanche a4 · Pion noir sur case blanche c4 · Pion blanc sur case noire d4 · Cavalier blanc sur case noire h4 · Pion blanc sur case blanche b3 · Fou blanc sur case noire e3 · Pion blanc sur case blanche a2 · Pion blanc sur case blanche c2 · Dame blanche sur case noire d2 · Pion blanc sur case noire f2 · Pion blanc sur case blanche g2 · Pion blanc sur case noire h2 · Roi blanc sur case noire a1 · Tour blanche sur case blanche d1 · Tour blanche sur case blanche h1 | 6 |
| 5 | Tour noire sur case noire b8 · Fou noir sur case blanche c8 · Roi noir sur case blanche e8 · Cavalier noir sur case blanche g8 · Tour noire sur case noire h8 · Pion noir sur case noire a7 · Pion noir sur case noire e7 · Pion noir sur case blanche f7 · Fou noir sur case noire g7 · Pion noir sur case blanche h7 · Pion noir sur case blanche c6 · Pion noir sur case blanche g6 · Dame noire sur case blanche b5 · Pion noir sur case blanche d5 · Pion blanc sur case noire e5 · Cavalier blanc sur case blanche a4 · Pion noir sur case blanche c4 · Pion blanc sur case noire d4 · Cavalier blanc sur case noire h4 · Pion blanc sur case blanche b3 · Fou blanc sur case noire e3 · Pion blanc sur case blanche a2 · Pion blanc sur case blanche c2 · Dame blanche sur case noire d2 · Pion blanc sur case noire f2 · Pion blanc sur case blanche g2 · Pion blanc sur case noire h2 · Roi blanc sur case noire a1 · Tour blanche sur case blanche d1 · Tour blanche sur case blanche h1 | Tour noire sur case noire b8 · Fou noir sur case blanche c8 · Roi noir sur case blanche e8 · Cavalier noir sur case blanche g8 · Tour noire sur case noire h8 · Pion noir sur case noire a7 · Pion noir sur case noire e7 · Pion noir sur case blanche f7 · Fou noir sur case noire g7 · Pion noir sur case blanche h7 · Pion noir sur case blanche c6 · Pion noir sur case blanche g6 · Dame noire sur case blanche b5 · Pion noir sur case blanche d5 · Pion blanc sur case noire e5 · Cavalier blanc sur case blanche a4 · Pion noir sur case blanche c4 · Pion blanc sur case noire d4 · Cavalier blanc sur case noire h4 · Pion blanc sur case blanche b3 · Fou blanc sur case noire e3 · Pion blanc sur case blanche a2 · Pion blanc sur case blanche c2 · Dame blanche sur case noire d2 · Pion blanc sur case noire f2 · Pion blanc sur case blanche g2 · Pion blanc sur case noire h2 · Roi blanc sur case noire a1 · Tour blanche sur case blanche d1 · Tour blanche sur case blanche h1 | Tour noire sur case noire b8 · Fou noir sur case blanche c8 · Roi noir sur case blanche e8 · Cavalier noir sur case blanche g8 · Tour noire sur case noire h8 · Pion noir sur case noire a7 · Pion noir sur case noire e7 · Pion noir sur case blanche f7 · Fou noir sur case noire g7 · Pion noir sur case blanche h7 · Pion noir sur case blanche c6 · Pion noir sur case blanche g6 · Dame noire sur case blanche b5 · Pion noir sur case blanche d5 · Pion blanc sur case noire e5 · Cavalier blanc sur case blanche a4 · Pion noir sur case blanche c4 · Pion blanc sur case noire d4 · Cavalier blanc sur case noire h4 · Pion blanc sur case blanche b3 · Fou blanc sur case noire e3 · Pion blanc sur case blanche a2 · Pion blanc sur case blanche c2 · Dame blanche sur case noire d2 · Pion blanc sur case noire f2 · Pion blanc sur case blanche g2 · Pion blanc sur case noire h2 · Roi blanc sur case noire a1 · Tour blanche sur case blanche d1 · Tour blanche sur case blanche h1 | Tour noire sur case noire b8 · Fou noir sur case blanche c8 · Roi noir sur case blanche e8 · Cavalier noir sur case blanche g8 · Tour noire sur case noire h8 · Pion noir sur case noire a7 · Pion noir sur case noire e7 · Pion noir sur case blanche f7 · Fou noir sur case noire g7 · Pion noir sur case blanche h7 · Pion noir sur case blanche c6 · Pion noir sur case blanche g6 · Dame noire sur case blanche b5 · Pion noir sur case blanche d5 · Pion blanc sur case noire e5 · Cavalier blanc sur case blanche a4 · Pion noir sur case blanche c4 · Pion blanc sur case noire d4 · Cavalier blanc sur case noire h4 · Pion blanc sur case blanche b3 · Fou blanc sur case noire e3 · Pion blanc sur case blanche a2 · Pion blanc sur case blanche c2 · Dame blanche sur case noire d2 · Pion blanc sur case noire f2 · Pion blanc sur case blanche g2 · Pion blanc sur case noire h2 · Roi blanc sur case noire a1 · Tour blanche sur case blanche d1 · Tour blanche sur case blanche h1 | Tour noire sur case noire b8 · Fou noir sur case blanche c8 · Roi noir sur case blanche e8 · Cavalier noir sur case blanche g8 · Tour noire sur case noire h8 · Pion noir sur case noire a7 · Pion noir sur case noire e7 · Pion noir sur case blanche f7 · Fou noir sur case noire g7 · Pion noir sur case blanche h7 · Pion noir sur case blanche c6 · Pion noir sur case blanche g6 · Dame noire sur case blanche b5 · Pion noir sur case blanche d5 · Pion blanc sur case noire e5 · Cavalier blanc sur case blanche a4 · Pion noir sur case blanche c4 · Pion blanc sur case noire d4 · Cavalier blanc sur case noire h4 · Pion blanc sur case blanche b3 · Fou blanc sur case noire e3 · Pion blanc sur case blanche a2 · Pion blanc sur case blanche c2 · Dame blanche sur case noire d2 · Pion blanc sur case noire f2 · Pion blanc sur case blanche g2 · Pion blanc sur case noire h2 · Roi blanc sur case noire a1 · Tour blanche sur case blanche d1 · Tour blanche sur case blanche h1 | Tour noire sur case noire b8 · Fou noir sur case blanche c8 · Roi noir sur case blanche e8 · Cavalier noir sur case blanche g8 · Tour noire sur case noire h8 · Pion noir sur case noire a7 · Pion noir sur case noire e7 · Pion noir sur case blanche f7 · Fou noir sur case noire g7 · Pion noir sur case blanche h7 · Pion noir sur case blanche c6 · Pion noir sur case blanche g6 · Dame noire sur case blanche b5 · Pion noir sur case blanche d5 · Pion blanc sur case noire e5 · Cavalier blanc sur case blanche a4 · Pion noir sur case blanche c4 · Pion blanc sur case noire d4 · Cavalier blanc sur case noire h4 · Pion blanc sur case blanche b3 · Fou blanc sur case noire e3 · Pion blanc sur case blanche a2 · Pion blanc sur case blanche c2 · Dame blanche sur case noire d2 · Pion blanc sur case noire f2 · Pion blanc sur case blanche g2 · Pion blanc sur case noire h2 · Roi blanc sur case noire a1 · Tour blanche sur case blanche d1 · Tour blanche sur case blanche h1 | Tour noire sur case noire b8 · Fou noir sur case blanche c8 · Roi noir sur case blanche e8 · Cavalier noir sur case blanche g8 · Tour noire sur case noire h8 · Pion noir sur case noire a7 · Pion noir sur case noire e7 · Pion noir sur case blanche f7 · Fou noir sur case noire g7 · Pion noir sur case blanche h7 · Pion noir sur case blanche c6 · Pion noir sur case blanche g6 · Dame noire sur case blanche b5 · Pion noir sur case blanche d5 · Pion blanc sur case noire e5 · Cavalier blanc sur case blanche a4 · Pion noir sur case blanche c4 · Pion blanc sur case noire d4 · Cavalier blanc sur case noire h4 · Pion blanc sur case blanche b3 · Fou blanc sur case noire e3 · Pion blanc sur case blanche a2 · Pion blanc sur case blanche c2 · Dame blanche sur case noire d2 · Pion blanc sur case noire f2 · Pion blanc sur case blanche g2 · Pion blanc sur case noire h2 · Roi blanc sur case noire a1 · Tour blanche sur case blanche d1 · Tour blanche sur case blanche h1 | Tour noire sur case noire b8 · Fou noir sur case blanche c8 · Roi noir sur case blanche e8 · Cavalier noir sur case blanche g8 · Tour noire sur case noire h8 · Pion noir sur case noire a7 · Pion noir sur case noire e7 · Pion noir sur case blanche f7 · Fou noir sur case noire g7 · Pion noir sur case blanche h7 · Pion noir sur case blanche c6 · Pion noir sur case blanche g6 · Dame noire sur case blanche b5 · Pion noir sur case blanche d5 · Pion blanc sur case noire e5 · Cavalier blanc sur case blanche a4 · Pion noir sur case blanche c4 · Pion blanc sur case noire d4 · Cavalier blanc sur case noire h4 · Pion blanc sur case blanche b3 · Fou blanc sur case noire e3 · Pion blanc sur case blanche a2 · Pion blanc sur case blanche c2 · Dame blanche sur case noire d2 · Pion blanc sur case noire f2 · Pion blanc sur case blanche g2 · Pion blanc sur case noire h2 · Roi blanc sur case noire a1 · Tour blanche sur case blanche d1 · Tour blanche sur case blanche h1 | 5 |
| 4 | Tour noire sur case noire b8 · Fou noir sur case blanche c8 · Roi noir sur case blanche e8 · Cavalier noir sur case blanche g8 · Tour noire sur case noire h8 · Pion noir sur case noire a7 · Pion noir sur case noire e7 · Pion noir sur case blanche f7 · Fou noir sur case noire g7 · Pion noir sur case blanche h7 · Pion noir sur case blanche c6 · Pion noir sur case blanche g6 · Dame noire sur case blanche b5 · Pion noir sur case blanche d5 · Pion blanc sur case noire e5 · Cavalier blanc sur case blanche a4 · Pion noir sur case blanche c4 · Pion blanc sur case noire d4 · Cavalier blanc sur case noire h4 · Pion blanc sur case blanche b3 · Fou blanc sur case noire e3 · Pion blanc sur case blanche a2 · Pion blanc sur case blanche c2 · Dame blanche sur case noire d2 · Pion blanc sur case noire f2 · Pion blanc sur case blanche g2 · Pion blanc sur case noire h2 · Roi blanc sur case noire a1 · Tour blanche sur case blanche d1 · Tour blanche sur case blanche h1 | Tour noire sur case noire b8 · Fou noir sur case blanche c8 · Roi noir sur case blanche e8 · Cavalier noir sur case blanche g8 · Tour noire sur case noire h8 · Pion noir sur case noire a7 · Pion noir sur case noire e7 · Pion noir sur case blanche f7 · Fou noir sur case noire g7 · Pion noir sur case blanche h7 · Pion noir sur case blanche c6 · Pion noir sur case blanche g6 · Dame noire sur case blanche b5 · Pion noir sur case blanche d5 · Pion blanc sur case noire e5 · Cavalier blanc sur case blanche a4 · Pion noir sur case blanche c4 · Pion blanc sur case noire d4 · Cavalier blanc sur case noire h4 · Pion blanc sur case blanche b3 · Fou blanc sur case noire e3 · Pion blanc sur case blanche a2 · Pion blanc sur case blanche c2 · Dame blanche sur case noire d2 · Pion blanc sur case noire f2 · Pion blanc sur case blanche g2 · Pion blanc sur case noire h2 · Roi blanc sur case noire a1 · Tour blanche sur case blanche d1 · Tour blanche sur case blanche h1 | Tour noire sur case noire b8 · Fou noir sur case blanche c8 · Roi noir sur case blanche e8 · Cavalier noir sur case blanche g8 · Tour noire sur case noire h8 · Pion noir sur case noire a7 · Pion noir sur case noire e7 · Pion noir sur case blanche f7 · Fou noir sur case noire g7 · Pion noir sur case blanche h7 · Pion noir sur case blanche c6 · Pion noir sur case blanche g6 · Dame noire sur case blanche b5 · Pion noir sur case blanche d5 · Pion blanc sur case noire e5 · Cavalier blanc sur case blanche a4 · Pion noir sur case blanche c4 · Pion blanc sur case noire d4 · Cavalier blanc sur case noire h4 · Pion blanc sur case blanche b3 · Fou blanc sur case noire e3 · Pion blanc sur case blanche a2 · Pion blanc sur case blanche c2 · Dame blanche sur case noire d2 · Pion blanc sur case noire f2 · Pion blanc sur case blanche g2 · Pion blanc sur case noire h2 · Roi blanc sur case noire a1 · Tour blanche sur case blanche d1 · Tour blanche sur case blanche h1 | Tour noire sur case noire b8 · Fou noir sur case blanche c8 · Roi noir sur case blanche e8 · Cavalier noir sur case blanche g8 · Tour noire sur case noire h8 · Pion noir sur case noire a7 · Pion noir sur case noire e7 · Pion noir sur case blanche f7 · Fou noir sur case noire g7 · Pion noir sur case blanche h7 · Pion noir sur case blanche c6 · Pion noir sur case blanche g6 · Dame noire sur case blanche b5 · Pion noir sur case blanche d5 · Pion blanc sur case noire e5 · Cavalier blanc sur case blanche a4 · Pion noir sur case blanche c4 · Pion blanc sur case noire d4 · Cavalier blanc sur case noire h4 · Pion blanc sur case blanche b3 · Fou blanc sur case noire e3 · Pion blanc sur case blanche a2 · Pion blanc sur case blanche c2 · Dame blanche sur case noire d2 · Pion blanc sur case noire f2 · Pion blanc sur case blanche g2 · Pion blanc sur case noire h2 · Roi blanc sur case noire a1 · Tour blanche sur case blanche d1 · Tour blanche sur case blanche h1 | Tour noire sur case noire b8 · Fou noir sur case blanche c8 · Roi noir sur case blanche e8 · Cavalier noir sur case blanche g8 · Tour noire sur case noire h8 · Pion noir sur case noire a7 · Pion noir sur case noire e7 · Pion noir sur case blanche f7 · Fou noir sur case noire g7 · Pion noir sur case blanche h7 · Pion noir sur case blanche c6 · Pion noir sur case blanche g6 · Dame noire sur case blanche b5 · Pion noir sur case blanche d5 · Pion blanc sur case noire e5 · Cavalier blanc sur case blanche a4 · Pion noir sur case blanche c4 · Pion blanc sur case noire d4 · Cavalier blanc sur case noire h4 · Pion blanc sur case blanche b3 · Fou blanc sur case noire e3 · Pion blanc sur case blanche a2 · Pion blanc sur case blanche c2 · Dame blanche sur case noire d2 · Pion blanc sur case noire f2 · Pion blanc sur case blanche g2 · Pion blanc sur case noire h2 · Roi blanc sur case noire a1 · Tour blanche sur case blanche d1 · Tour blanche sur case blanche h1 | Tour noire sur case noire b8 · Fou noir sur case blanche c8 · Roi noir sur case blanche e8 · Cavalier noir sur case blanche g8 · Tour noire sur case noire h8 · Pion noir sur case noire a7 · Pion noir sur case noire e7 · Pion noir sur case blanche f7 · Fou noir sur case noire g7 · Pion noir sur case blanche h7 · Pion noir sur case blanche c6 · Pion noir sur case blanche g6 · Dame noire sur case blanche b5 · Pion noir sur case blanche d5 · Pion blanc sur case noire e5 · Cavalier blanc sur case blanche a4 · Pion noir sur case blanche c4 · Pion blanc sur case noire d4 · Cavalier blanc sur case noire h4 · Pion blanc sur case blanche b3 · Fou blanc sur case noire e3 · Pion blanc sur case blanche a2 · Pion blanc sur case blanche c2 · Dame blanche sur case noire d2 · Pion blanc sur case noire f2 · Pion blanc sur case blanche g2 · Pion blanc sur case noire h2 · Roi blanc sur case noire a1 · Tour blanche sur case blanche d1 · Tour blanche sur case blanche h1 | Tour noire sur case noire b8 · Fou noir sur case blanche c8 · Roi noir sur case blanche e8 · Cavalier noir sur case blanche g8 · Tour noire sur case noire h8 · Pion noir sur case noire a7 · Pion noir sur case noire e7 · Pion noir sur case blanche f7 · Fou noir sur case noire g7 · Pion noir sur case blanche h7 · Pion noir sur case blanche c6 · Pion noir sur case blanche g6 · Dame noire sur case blanche b5 · Pion noir sur case blanche d5 · Pion blanc sur case noire e5 · Cavalier blanc sur case blanche a4 · Pion noir sur case blanche c4 · Pion blanc sur case noire d4 · Cavalier blanc sur case noire h4 · Pion blanc sur case blanche b3 · Fou blanc sur case noire e3 · Pion blanc sur case blanche a2 · Pion blanc sur case blanche c2 · Dame blanche sur case noire d2 · Pion blanc sur case noire f2 · Pion blanc sur case blanche g2 · Pion blanc sur case noire h2 · Roi blanc sur case noire a1 · Tour blanche sur case blanche d1 · Tour blanche sur case blanche h1 | Tour noire sur case noire b8 · Fou noir sur case blanche c8 · Roi noir sur case blanche e8 · Cavalier noir sur case blanche g8 · Tour noire sur case noire h8 · Pion noir sur case noire a7 · Pion noir sur case noire e7 · Pion noir sur case blanche f7 · Fou noir sur case noire g7 · Pion noir sur case blanche h7 · Pion noir sur case blanche c6 · Pion noir sur case blanche g6 · Dame noire sur case blanche b5 · Pion noir sur case blanche d5 · Pion blanc sur case noire e5 · Cavalier blanc sur case blanche a4 · Pion noir sur case blanche c4 · Pion blanc sur case noire d4 · Cavalier blanc sur case noire h4 · Pion blanc sur case blanche b3 · Fou blanc sur case noire e3 · Pion blanc sur case blanche a2 · Pion blanc sur case blanche c2 · Dame blanche sur case noire d2 · Pion blanc sur case noire f2 · Pion blanc sur case blanche g2 · Pion blanc sur case noire h2 · Roi blanc sur case noire a1 · Tour blanche sur case blanche d1 · Tour blanche sur case blanche h1 | 4 |
| 3 | Tour noire sur case noire b8 · Fou noir sur case blanche c8 · Roi noir sur case blanche e8 · Cavalier noir sur case blanche g8 · Tour noire sur case noire h8 · Pion noir sur case noire a7 · Pion noir sur case noire e7 · Pion noir sur case blanche f7 · Fou noir sur case noire g7 · Pion noir sur case blanche h7 · Pion noir sur case blanche c6 · Pion noir sur case blanche g6 · Dame noire sur case blanche b5 · Pion noir sur case blanche d5 · Pion blanc sur case noire e5 · Cavalier blanc sur case blanche a4 · Pion noir sur case blanche c4 · Pion blanc sur case noire d4 · Cavalier blanc sur case noire h4 · Pion blanc sur case blanche b3 · Fou blanc sur case noire e3 · Pion blanc sur case blanche a2 · Pion blanc sur case blanche c2 · Dame blanche sur case noire d2 · Pion blanc sur case noire f2 · Pion blanc sur case blanche g2 · Pion blanc sur case noire h2 · Roi blanc sur case noire a1 · Tour blanche sur case blanche d1 · Tour blanche sur case blanche h1 | Tour noire sur case noire b8 · Fou noir sur case blanche c8 · Roi noir sur case blanche e8 · Cavalier noir sur case blanche g8 · Tour noire sur case noire h8 · Pion noir sur case noire a7 · Pion noir sur case noire e7 · Pion noir sur case blanche f7 · Fou noir sur case noire g7 · Pion noir sur case blanche h7 · Pion noir sur case blanche c6 · Pion noir sur case blanche g6 · Dame noire sur case blanche b5 · Pion noir sur case blanche d5 · Pion blanc sur case noire e5 · Cavalier blanc sur case blanche a4 · Pion noir sur case blanche c4 · Pion blanc sur case noire d4 · Cavalier blanc sur case noire h4 · Pion blanc sur case blanche b3 · Fou blanc sur case noire e3 · Pion blanc sur case blanche a2 · Pion blanc sur case blanche c2 · Dame blanche sur case noire d2 · Pion blanc sur case noire f2 · Pion blanc sur case blanche g2 · Pion blanc sur case noire h2 · Roi blanc sur case noire a1 · Tour blanche sur case blanche d1 · Tour blanche sur case blanche h1 | Tour noire sur case noire b8 · Fou noir sur case blanche c8 · Roi noir sur case blanche e8 · Cavalier noir sur case blanche g8 · Tour noire sur case noire h8 · Pion noir sur case noire a7 · Pion noir sur case noire e7 · Pion noir sur case blanche f7 · Fou noir sur case noire g7 · Pion noir sur case blanche h7 · Pion noir sur case blanche c6 · Pion noir sur case blanche g6 · Dame noire sur case blanche b5 · Pion noir sur case blanche d5 · Pion blanc sur case noire e5 · Cavalier blanc sur case blanche a4 · Pion noir sur case blanche c4 · Pion blanc sur case noire d4 · Cavalier blanc sur case noire h4 · Pion blanc sur case blanche b3 · Fou blanc sur case noire e3 · Pion blanc sur case blanche a2 · Pion blanc sur case blanche c2 · Dame blanche sur case noire d2 · Pion blanc sur case noire f2 · Pion blanc sur case blanche g2 · Pion blanc sur case noire h2 · Roi blanc sur case noire a1 · Tour blanche sur case blanche d1 · Tour blanche sur case blanche h1 | Tour noire sur case noire b8 · Fou noir sur case blanche c8 · Roi noir sur case blanche e8 · Cavalier noir sur case blanche g8 · Tour noire sur case noire h8 · Pion noir sur case noire a7 · Pion noir sur case noire e7 · Pion noir sur case blanche f7 · Fou noir sur case noire g7 · Pion noir sur case blanche h7 · Pion noir sur case blanche c6 · Pion noir sur case blanche g6 · Dame noire sur case blanche b5 · Pion noir sur case blanche d5 · Pion blanc sur case noire e5 · Cavalier blanc sur case blanche a4 · Pion noir sur case blanche c4 · Pion blanc sur case noire d4 · Cavalier blanc sur case noire h4 · Pion blanc sur case blanche b3 · Fou blanc sur case noire e3 · Pion blanc sur case blanche a2 · Pion blanc sur case blanche c2 · Dame blanche sur case noire d2 · Pion blanc sur case noire f2 · Pion blanc sur case blanche g2 · Pion blanc sur case noire h2 · Roi blanc sur case noire a1 · Tour blanche sur case blanche d1 · Tour blanche sur case blanche h1 | Tour noire sur case noire b8 · Fou noir sur case blanche c8 · Roi noir sur case blanche e8 · Cavalier noir sur case blanche g8 · Tour noire sur case noire h8 · Pion noir sur case noire a7 · Pion noir sur case noire e7 · Pion noir sur case blanche f7 · Fou noir sur case noire g7 · Pion noir sur case blanche h7 · Pion noir sur case blanche c6 · Pion noir sur case blanche g6 · Dame noire sur case blanche b5 · Pion noir sur case blanche d5 · Pion blanc sur case noire e5 · Cavalier blanc sur case blanche a4 · Pion noir sur case blanche c4 · Pion blanc sur case noire d4 · Cavalier blanc sur case noire h4 · Pion blanc sur case blanche b3 · Fou blanc sur case noire e3 · Pion blanc sur case blanche a2 · Pion blanc sur case blanche c2 · Dame blanche sur case noire d2 · Pion blanc sur case noire f2 · Pion blanc sur case blanche g2 · Pion blanc sur case noire h2 · Roi blanc sur case noire a1 · Tour blanche sur case blanche d1 · Tour blanche sur case blanche h1 | Tour noire sur case noire b8 · Fou noir sur case blanche c8 · Roi noir sur case blanche e8 · Cavalier noir sur case blanche g8 · Tour noire sur case noire h8 · Pion noir sur case noire a7 · Pion noir sur case noire e7 · Pion noir sur case blanche f7 · Fou noir sur case noire g7 · Pion noir sur case blanche h7 · Pion noir sur case blanche c6 · Pion noir sur case blanche g6 · Dame noire sur case blanche b5 · Pion noir sur case blanche d5 · Pion blanc sur case noire e5 · Cavalier blanc sur case blanche a4 · Pion noir sur case blanche c4 · Pion blanc sur case noire d4 · Cavalier blanc sur case noire h4 · Pion blanc sur case blanche b3 · Fou blanc sur case noire e3 · Pion blanc sur case blanche a2 · Pion blanc sur case blanche c2 · Dame blanche sur case noire d2 · Pion blanc sur case noire f2 · Pion blanc sur case blanche g2 · Pion blanc sur case noire h2 · Roi blanc sur case noire a1 · Tour blanche sur case blanche d1 · Tour blanche sur case blanche h1 | Tour noire sur case noire b8 · Fou noir sur case blanche c8 · Roi noir sur case blanche e8 · Cavalier noir sur case blanche g8 · Tour noire sur case noire h8 · Pion noir sur case noire a7 · Pion noir sur case noire e7 · Pion noir sur case blanche f7 · Fou noir sur case noire g7 · Pion noir sur case blanche h7 · Pion noir sur case blanche c6 · Pion noir sur case blanche g6 · Dame noire sur case blanche b5 · Pion noir sur case blanche d5 · Pion blanc sur case noire e5 · Cavalier blanc sur case blanche a4 · Pion noir sur case blanche c4 · Pion blanc sur case noire d4 · Cavalier blanc sur case noire h4 · Pion blanc sur case blanche b3 · Fou blanc sur case noire e3 · Pion blanc sur case blanche a2 · Pion blanc sur case blanche c2 · Dame blanche sur case noire d2 · Pion blanc sur case noire f2 · Pion blanc sur case blanche g2 · Pion blanc sur case noire h2 · Roi blanc sur case noire a1 · Tour blanche sur case blanche d1 · Tour blanche sur case blanche h1 | Tour noire sur case noire b8 · Fou noir sur case blanche c8 · Roi noir sur case blanche e8 · Cavalier noir sur case blanche g8 · Tour noire sur case noire h8 · Pion noir sur case noire a7 · Pion noir sur case noire e7 · Pion noir sur case blanche f7 · Fou noir sur case noire g7 · Pion noir sur case blanche h7 · Pion noir sur case blanche c6 · Pion noir sur case blanche g6 · Dame noire sur case blanche b5 · Pion noir sur case blanche d5 · Pion blanc sur case noire e5 · Cavalier blanc sur case blanche a4 · Pion noir sur case blanche c4 · Pion blanc sur case noire d4 · Cavalier blanc sur case noire h4 · Pion blanc sur case blanche b3 · Fou blanc sur case noire e3 · Pion blanc sur case blanche a2 · Pion blanc sur case blanche c2 · Dame blanche sur case noire d2 · Pion blanc sur case noire f2 · Pion blanc sur case blanche g2 · Pion blanc sur case noire h2 · Roi blanc sur case noire a1 · Tour blanche sur case blanche d1 · Tour blanche sur case blanche h1 | 3 |
| 2 | Tour noire sur case noire b8 · Fou noir sur case blanche c8 · Roi noir sur case blanche e8 · Cavalier noir sur case blanche g8 · Tour noire sur case noire h8 · Pion noir sur case noire a7 · Pion noir sur case noire e7 · Pion noir sur case blanche f7 · Fou noir sur case noire g7 · Pion noir sur case blanche h7 · Pion noir sur case blanche c6 · Pion noir sur case blanche g6 · Dame noire sur case blanche b5 · Pion noir sur case blanche d5 · Pion blanc sur case noire e5 · Cavalier blanc sur case blanche a4 · Pion noir sur case blanche c4 · Pion blanc sur case noire d4 · Cavalier blanc sur case noire h4 · Pion blanc sur case blanche b3 · Fou blanc sur case noire e3 · Pion blanc sur case blanche a2 · Pion blanc sur case blanche c2 · Dame blanche sur case noire d2 · Pion blanc sur case noire f2 · Pion blanc sur case blanche g2 · Pion blanc sur case noire h2 · Roi blanc sur case noire a1 · Tour blanche sur case blanche d1 · Tour blanche sur case blanche h1 | Tour noire sur case noire b8 · Fou noir sur case blanche c8 · Roi noir sur case blanche e8 · Cavalier noir sur case blanche g8 · Tour noire sur case noire h8 · Pion noir sur case noire a7 · Pion noir sur case noire e7 · Pion noir sur case blanche f7 · Fou noir sur case noire g7 · Pion noir sur case blanche h7 · Pion noir sur case blanche c6 · Pion noir sur case blanche g6 · Dame noire sur case blanche b5 · Pion noir sur case blanche d5 · Pion blanc sur case noire e5 · Cavalier blanc sur case blanche a4 · Pion noir sur case blanche c4 · Pion blanc sur case noire d4 · Cavalier blanc sur case noire h4 · Pion blanc sur case blanche b3 · Fou blanc sur case noire e3 · Pion blanc sur case blanche a2 · Pion blanc sur case blanche c2 · Dame blanche sur case noire d2 · Pion blanc sur case noire f2 · Pion blanc sur case blanche g2 · Pion blanc sur case noire h2 · Roi blanc sur case noire a1 · Tour blanche sur case blanche d1 · Tour blanche sur case blanche h1 | Tour noire sur case noire b8 · Fou noir sur case blanche c8 · Roi noir sur case blanche e8 · Cavalier noir sur case blanche g8 · Tour noire sur case noire h8 · Pion noir sur case noire a7 · Pion noir sur case noire e7 · Pion noir sur case blanche f7 · Fou noir sur case noire g7 · Pion noir sur case blanche h7 · Pion noir sur case blanche c6 · Pion noir sur case blanche g6 · Dame noire sur case blanche b5 · Pion noir sur case blanche d5 · Pion blanc sur case noire e5 · Cavalier blanc sur case blanche a4 · Pion noir sur case blanche c4 · Pion blanc sur case noire d4 · Cavalier blanc sur case noire h4 · Pion blanc sur case blanche b3 · Fou blanc sur case noire e3 · Pion blanc sur case blanche a2 · Pion blanc sur case blanche c2 · Dame blanche sur case noire d2 · Pion blanc sur case noire f2 · Pion blanc sur case blanche g2 · Pion blanc sur case noire h2 · Roi blanc sur case noire a1 · Tour blanche sur case blanche d1 · Tour blanche sur case blanche h1 | Tour noire sur case noire b8 · Fou noir sur case blanche c8 · Roi noir sur case blanche e8 · Cavalier noir sur case blanche g8 · Tour noire sur case noire h8 · Pion noir sur case noire a7 · Pion noir sur case noire e7 · Pion noir sur case blanche f7 · Fou noir sur case noire g7 · Pion noir sur case blanche h7 · Pion noir sur case blanche c6 · Pion noir sur case blanche g6 · Dame noire sur case blanche b5 · Pion noir sur case blanche d5 · Pion blanc sur case noire e5 · Cavalier blanc sur case blanche a4 · Pion noir sur case blanche c4 · Pion blanc sur case noire d4 · Cavalier blanc sur case noire h4 · Pion blanc sur case blanche b3 · Fou blanc sur case noire e3 · Pion blanc sur case blanche a2 · Pion blanc sur case blanche c2 · Dame blanche sur case noire d2 · Pion blanc sur case noire f2 · Pion blanc sur case blanche g2 · Pion blanc sur case noire h2 · Roi blanc sur case noire a1 · Tour blanche sur case blanche d1 · Tour blanche sur case blanche h1 | Tour noire sur case noire b8 · Fou noir sur case blanche c8 · Roi noir sur case blanche e8 · Cavalier noir sur case blanche g8 · Tour noire sur case noire h8 · Pion noir sur case noire a7 · Pion noir sur case noire e7 · Pion noir sur case blanche f7 · Fou noir sur case noire g7 · Pion noir sur case blanche h7 · Pion noir sur case blanche c6 · Pion noir sur case blanche g6 · Dame noire sur case blanche b5 · Pion noir sur case blanche d5 · Pion blanc sur case noire e5 · Cavalier blanc sur case blanche a4 · Pion noir sur case blanche c4 · Pion blanc sur case noire d4 · Cavalier blanc sur case noire h4 · Pion blanc sur case blanche b3 · Fou blanc sur case noire e3 · Pion blanc sur case blanche a2 · Pion blanc sur case blanche c2 · Dame blanche sur case noire d2 · Pion blanc sur case noire f2 · Pion blanc sur case blanche g2 · Pion blanc sur case noire h2 · Roi blanc sur case noire a1 · Tour blanche sur case blanche d1 · Tour blanche sur case blanche h1 | Tour noire sur case noire b8 · Fou noir sur case blanche c8 · Roi noir sur case blanche e8 · Cavalier noir sur case blanche g8 · Tour noire sur case noire h8 · Pion noir sur case noire a7 · Pion noir sur case noire e7 · Pion noir sur case blanche f7 · Fou noir sur case noire g7 · Pion noir sur case blanche h7 · Pion noir sur case blanche c6 · Pion noir sur case blanche g6 · Dame noire sur case blanche b5 · Pion noir sur case blanche d5 · Pion blanc sur case noire e5 · Cavalier blanc sur case blanche a4 · Pion noir sur case blanche c4 · Pion blanc sur case noire d4 · Cavalier blanc sur case noire h4 · Pion blanc sur case blanche b3 · Fou blanc sur case noire e3 · Pion blanc sur case blanche a2 · Pion blanc sur case blanche c2 · Dame blanche sur case noire d2 · Pion blanc sur case noire f2 · Pion blanc sur case blanche g2 · Pion blanc sur case noire h2 · Roi blanc sur case noire a1 · Tour blanche sur case blanche d1 · Tour blanche sur case blanche h1 | Tour noire sur case noire b8 · Fou noir sur case blanche c8 · Roi noir sur case blanche e8 · Cavalier noir sur case blanche g8 · Tour noire sur case noire h8 · Pion noir sur case noire a7 · Pion noir sur case noire e7 · Pion noir sur case blanche f7 · Fou noir sur case noire g7 · Pion noir sur case blanche h7 · Pion noir sur case blanche c6 · Pion noir sur case blanche g6 · Dame noire sur case blanche b5 · Pion noir sur case blanche d5 · Pion blanc sur case noire e5 · Cavalier blanc sur case blanche a4 · Pion noir sur case blanche c4 · Pion blanc sur case noire d4 · Cavalier blanc sur case noire h4 · Pion blanc sur case blanche b3 · Fou blanc sur case noire e3 · Pion blanc sur case blanche a2 · Pion blanc sur case blanche c2 · Dame blanche sur case noire d2 · Pion blanc sur case noire f2 · Pion blanc sur case blanche g2 · Pion blanc sur case noire h2 · Roi blanc sur case noire a1 · Tour blanche sur case blanche d1 · Tour blanche sur case blanche h1 | Tour noire sur case noire b8 · Fou noir sur case blanche c8 · Roi noir sur case blanche e8 · Cavalier noir sur case blanche g8 · Tour noire sur case noire h8 · Pion noir sur case noire a7 · Pion noir sur case noire e7 · Pion noir sur case blanche f7 · Fou noir sur case noire g7 · Pion noir sur case blanche h7 · Pion noir sur case blanche c6 · Pion noir sur case blanche g6 · Dame noire sur case blanche b5 · Pion noir sur case blanche d5 · Pion blanc sur case noire e5 · Cavalier blanc sur case blanche a4 · Pion noir sur case blanche c4 · Pion blanc sur case noire d4 · Cavalier blanc sur case noire h4 · Pion blanc sur case blanche b3 · Fou blanc sur case noire e3 · Pion blanc sur case blanche a2 · Pion blanc sur case blanche c2 · Dame blanche sur case noire d2 · Pion blanc sur case noire f2 · Pion blanc sur case blanche g2 · Pion blanc sur case noire h2 · Roi blanc sur case noire a1 · Tour blanche sur case blanche d1 · Tour blanche sur case blanche h1 | 2 |
| 1 | Tour noire sur case noire b8 · Fou noir sur case blanche c8 · Roi noir sur case blanche e8 · Cavalier noir sur case blanche g8 · Tour noire sur case noire h8 · Pion noir sur case noire a7 · Pion noir sur case noire e7 · Pion noir sur case blanche f7 · Fou noir sur case noire g7 · Pion noir sur case blanche h7 · Pion noir sur case blanche c6 · Pion noir sur case blanche g6 · Dame noire sur case blanche b5 · Pion noir sur case blanche d5 · Pion blanc sur case noire e5 · Cavalier blanc sur case blanche a4 · Pion noir sur case blanche c4 · Pion blanc sur case noire d4 · Cavalier blanc sur case noire h4 · Pion blanc sur case blanche b3 · Fou blanc sur case noire e3 · Pion blanc sur case blanche a2 · Pion blanc sur case blanche c2 · Dame blanche sur case noire d2 · Pion blanc sur case noire f2 · Pion blanc sur case blanche g2 · Pion blanc sur case noire h2 · Roi blanc sur case noire a1 · Tour blanche sur case blanche d1 · Tour blanche sur case blanche h1 | Tour noire sur case noire b8 · Fou noir sur case blanche c8 · Roi noir sur case blanche e8 · Cavalier noir sur case blanche g8 · Tour noire sur case noire h8 · Pion noir sur case noire a7 · Pion noir sur case noire e7 · Pion noir sur case blanche f7 · Fou noir sur case noire g7 · Pion noir sur case blanche h7 · Pion noir sur case blanche c6 · Pion noir sur case blanche g6 · Dame noire sur case blanche b5 · Pion noir sur case blanche d5 · Pion blanc sur case noire e5 · Cavalier blanc sur case blanche a4 · Pion noir sur case blanche c4 · Pion blanc sur case noire d4 · Cavalier blanc sur case noire h4 · Pion blanc sur case blanche b3 · Fou blanc sur case noire e3 · Pion blanc sur case blanche a2 · Pion blanc sur case blanche c2 · Dame blanche sur case noire d2 · Pion blanc sur case noire f2 · Pion blanc sur case blanche g2 · Pion blanc sur case noire h2 · Roi blanc sur case noire a1 · Tour blanche sur case blanche d1 · Tour blanche sur case blanche h1 | Tour noire sur case noire b8 · Fou noir sur case blanche c8 · Roi noir sur case blanche e8 · Cavalier noir sur case blanche g8 · Tour noire sur case noire h8 · Pion noir sur case noire a7 · Pion noir sur case noire e7 · Pion noir sur case blanche f7 · Fou noir sur case noire g7 · Pion noir sur case blanche h7 · Pion noir sur case blanche c6 · Pion noir sur case blanche g6 · Dame noire sur case blanche b5 · Pion noir sur case blanche d5 · Pion blanc sur case noire e5 · Cavalier blanc sur case blanche a4 · Pion noir sur case blanche c4 · Pion blanc sur case noire d4 · Cavalier blanc sur case noire h4 · Pion blanc sur case blanche b3 · Fou blanc sur case noire e3 · Pion blanc sur case blanche a2 · Pion blanc sur case blanche c2 · Dame blanche sur case noire d2 · Pion blanc sur case noire f2 · Pion blanc sur case blanche g2 · Pion blanc sur case noire h2 · Roi blanc sur case noire a1 · Tour blanche sur case blanche d1 · Tour blanche sur case blanche h1 | Tour noire sur case noire b8 · Fou noir sur case blanche c8 · Roi noir sur case blanche e8 · Cavalier noir sur case blanche g8 · Tour noire sur case noire h8 · Pion noir sur case noire a7 · Pion noir sur case noire e7 · Pion noir sur case blanche f7 · Fou noir sur case noire g7 · Pion noir sur case blanche h7 · Pion noir sur case blanche c6 · Pion noir sur case blanche g6 · Dame noire sur case blanche b5 · Pion noir sur case blanche d5 · Pion blanc sur case noire e5 · Cavalier blanc sur case blanche a4 · Pion noir sur case blanche c4 · Pion blanc sur case noire d4 · Cavalier blanc sur case noire h4 · Pion blanc sur case blanche b3 · Fou blanc sur case noire e3 · Pion blanc sur case blanche a2 · Pion blanc sur case blanche c2 · Dame blanche sur case noire d2 · Pion blanc sur case noire f2 · Pion blanc sur case blanche g2 · Pion blanc sur case noire h2 · Roi blanc sur case noire a1 · Tour blanche sur case blanche d1 · Tour blanche sur case blanche h1 | Tour noire sur case noire b8 · Fou noir sur case blanche c8 · Roi noir sur case blanche e8 · Cavalier noir sur case blanche g8 · Tour noire sur case noire h8 · Pion noir sur case noire a7 · Pion noir sur case noire e7 · Pion noir sur case blanche f7 · Fou noir sur case noire g7 · Pion noir sur case blanche h7 · Pion noir sur case blanche c6 · Pion noir sur case blanche g6 · Dame noire sur case blanche b5 · Pion noir sur case blanche d5 · Pion blanc sur case noire e5 · Cavalier blanc sur case blanche a4 · Pion noir sur case blanche c4 · Pion blanc sur case noire d4 · Cavalier blanc sur case noire h4 · Pion blanc sur case blanche b3 · Fou blanc sur case noire e3 · Pion blanc sur case blanche a2 · Pion blanc sur case blanche c2 · Dame blanche sur case noire d2 · Pion blanc sur case noire f2 · Pion blanc sur case blanche g2 · Pion blanc sur case noire h2 · Roi blanc sur case noire a1 · Tour blanche sur case blanche d1 · Tour blanche sur case blanche h1 | Tour noire sur case noire b8 · Fou noir sur case blanche c8 · Roi noir sur case blanche e8 · Cavalier noir sur case blanche g8 · Tour noire sur case noire h8 · Pion noir sur case noire a7 · Pion noir sur case noire e7 · Pion noir sur case blanche f7 · Fou noir sur case noire g7 · Pion noir sur case blanche h7 · Pion noir sur case blanche c6 · Pion noir sur case blanche g6 · Dame noire sur case blanche b5 · Pion noir sur case blanche d5 · Pion blanc sur case noire e5 · Cavalier blanc sur case blanche a4 · Pion noir sur case blanche c4 · Pion blanc sur case noire d4 · Cavalier blanc sur case noire h4 · Pion blanc sur case blanche b3 · Fou blanc sur case noire e3 · Pion blanc sur case blanche a2 · Pion blanc sur case blanche c2 · Dame blanche sur case noire d2 · Pion blanc sur case noire f2 · Pion blanc sur case blanche g2 · Pion blanc sur case noire h2 · Roi blanc sur case noire a1 · Tour blanche sur case blanche d1 · Tour blanche sur case blanche h1 | Tour noire sur case noire b8 · Fou noir sur case blanche c8 · Roi noir sur case blanche e8 · Cavalier noir sur case blanche g8 · Tour noire sur case noire h8 · Pion noir sur case noire a7 · Pion noir sur case noire e7 · Pion noir sur case blanche f7 · Fou noir sur case noire g7 · Pion noir sur case blanche h7 · Pion noir sur case blanche c6 · Pion noir sur case blanche g6 · Dame noire sur case blanche b5 · Pion noir sur case blanche d5 · Pion blanc sur case noire e5 · Cavalier blanc sur case blanche a4 · Pion noir sur case blanche c4 · Pion blanc sur case noire d4 · Cavalier blanc sur case noire h4 · Pion blanc sur case blanche b3 · Fou blanc sur case noire e3 · Pion blanc sur case blanche a2 · Pion blanc sur case blanche c2 · Dame blanche sur case noire d2 · Pion blanc sur case noire f2 · Pion blanc sur case blanche g2 · Pion blanc sur case noire h2 · Roi blanc sur case noire a1 · Tour blanche sur case blanche d1 · Tour blanche sur case blanche h1 | Tour noire sur case noire b8 · Fou noir sur case blanche c8 · Roi noir sur case blanche e8 · Cavalier noir sur case blanche g8 · Tour noire sur case noire h8 · Pion noir sur case noire a7 · Pion noir sur case noire e7 · Pion noir sur case blanche f7 · Fou noir sur case noire g7 · Pion noir sur case blanche h7 · Pion noir sur case blanche c6 · Pion noir sur case blanche g6 · Dame noire sur case blanche b5 · Pion noir sur case blanche d5 · Pion blanc sur case noire e5 · Cavalier blanc sur case blanche a4 · Pion noir sur case blanche c4 · Pion blanc sur case noire d4 · Cavalier blanc sur case noire h4 · Pion blanc sur case blanche b3 · Fou blanc sur case noire e3 · Pion blanc sur case blanche a2 · Pion blanc sur case blanche c2 · Dame blanche sur case noire d2 · Pion blanc sur case noire f2 · Pion blanc sur case blanche g2 · Pion blanc sur case noire h2 · Roi blanc sur case noire a1 · Tour blanche sur case blanche d1 · Tour blanche sur case blanche h1 | 1 |
|   | a | b | c | d | e | f | g | h |   |

- 5.Dd2 b5 6.O-O-O ; c'est certainement la suite la plus mouvementée. Même si les blancs essaient de consolider le centre avec f3, il est difficile pour les noirs de placer durablement leur cavalier Dame en c4. 6...Cd7 7.Rb1 Cb6 8.Fd3 Tb8 9.Cf3 Cc4 ; les noirs ont fait tout ce qu'ils ont pu pour jouer ce dernier coup, mais les blancs peuvent démontrer que ce coup est faible. 10.Fxc4 bxc4 11.e5 ! Db6 12.b3 Ff5 13.Rb2 ; les noirs semblent avoir beaucoup d'initiative mais leur attaque s'arrête là étant donné qu'il n'y a que trois pièces impliquées dans l'attaque et que les tours ne sont pas encore connectées. 13...d5 14.Ch4 Fc8 15.Ca4 Db5 16.Ra1 ! ; puisque les tours des blancs sont connectées et pas celles des noirs, alors ce sont les blancs qui peuvent profiter de la colonne b si jamais celle-ci s'ouvre.
- Un système plus positionnel avait été employé par Karpov contre Sigurjónsson (à Caracas en 1970) : 5.Cge2 b5 6.f3 Fb7 7.g4 h5 8.g5 e6 9.Dd2 Ce7 10.a4 b4 11.Cd1 a5 12.c3 bxc3 13.bxc3 avec un léger avantage noir.

### 4...a6
Un coup qui a beaucoup été joué par le grand maître serbe Borislav Ivkov. Comparé au coup ...c6, le coup ...a6 n'obstrue pas la diagonale a8-h1. En cas de poussée en b5 par les noirs, le fou de case blanche pourra être placé en b7 où il sera plus actif. Aussi, le pion c n'est plus occupé à soutenir le pion b5, comme c'était le cas dans la variante 4...c6. On pourra alors, plus tard dans la partie, se servir du pion c pour ouvrir le centre en jouant ...c5 et éventuellement placer le cavalier en c6.
ex. 5 Dd2 - b5 6 f3 - Cd7 7 000 - Fb7 8 h4 - h5 9 Ch3 - Tc8

## Attaque Autrichienne
Les blancs vont jouer : 4. f4 dans le but de s'emparer définitivement du centre de l'échiquier.
La Moderne à Tiger
4...a6 5 Cf3 - b5 6 Fd3 - Cd7 7 e5 - c5 8 Fe4 - Tb8 9 00 - cxd4 10 Cxd4 - dxe5! 11 Cc6 - Db6+ 12 Rh1 - Cgf6! 13 Cxb8 - Dxb8 14 fxe5 - Cxe5!? 15 Ff4 -00 16 Ff3 - b4 (16...e6!?) 17 Cd5!? - Cxd5 18 Fxd5 - e6!? 19 Fb3 - Db5 20 a3 - bxa3 21Txa3 - Fb7...

4...c6 5 Cf3 - Fg4 6 Fe3 - Db6 7 Dd2 - Fxf3 8 gxf3 - Cd7 9 000 - Da5 10 Rb1! - b5 11 h4 (ou 11 f5) - Cb6 12 h5 - b4 13 Ce2 - Cc4 14 Dd3 - Cxe3 15 Dxe3 - Cf6 16 h6 - Ff8 17 d5! - cxd5 18 e5 (ou 18 Cd4) - Cd7 19 e6 - fxe6 20 Dxe6 - Tb8 21 Cd4 - Dc5 22  Fb3 - Tb7 23 The1 - Cb6 24 f5! - gxf5 25 Dxf5 1 - 0 (la menace Dh5+ est décisive  Bologan - Todorcevic Las Palmas 1993

## Système Averbakh 3.c4
Les blancs peuvent décider de d’abord jouer leur pion c avant de placer leur cavalier en c3. Les parties obtenues transposent très souvent dans des positions de la défense Est-indienne.

## Variante avec 3.c3
Ce système n'a pas de nom. Les blancs veulent consolider le centre tout en limitant l'action du fou g7 sur la grande diagonale a1-h8. Si les noirs jouent 3...d6, les blancs jouent en général 4.f4 pour retomber dans des positions de l'attaque des trois pions. Sinon, les noirs ont la possibilité d'éviter l'attaque des trois pions en jouant 3...d5 pour attaquer le centre. Habituellement, dans les ouvertures où les noirs attaquent rapidement le centre avec ...d5, ils perdraient un tempo après exd5 Dxd5 et Cc3 qui attaquerait la dame noire. Ici cependant, les blancs sont privés du mouvement Cc3 car la case c3 est occupé par un pion. Après 3...d5, les blancs ont trois principales réponses.

### 4.e5
Les blancs veulent limiter davantage l'action du fou en g7. Mais cette avance prématurée va permettre aux noirs d'avoir du jeu sur la chaîne de pion des blancs.
- Après le coup 4...c5, les noirs ont au moins égalisé la partie. 5.f4 ; les blancs renforcent le pion e5. 5...cxd5 6.cxd5 Ch6 7.Cc3 O-O ; les noirs prennent en d4 pour laisser un pion arriéré en d4. Les noirs vont alors essayer de concentrer leurs forces sur ce pion, d'où le coup ...Ch6 avec l'idée de venir en f5 pour attaquer d4. Les blancs vont parfois essayer de limiter le cavalier en h6 en jouant h3, mais ce plan est douteux. Si les blancs procèdent ainsi, les noirs peuvent placer le cavalier en f5 tout de suite.

Au lieu de répondre 5.f4, le meilleur coup est simplement de se développer avec 5.Cf3. Dans cette position, les noirs ont parfois du mal mettre en place leur plan (à savoir, cibler le pion d4). Par exemple 5...Cc6 6.Fb5 (menace de prendre en c5 sans que les blancs puissent reprendre en e5) 6...cxd4 7.cxd4 Fd7 8.Cc3 avec une position fermée et peu de chance pour les noirs d'avoir de l'initiative. Par conséquent, il est préférable d'attaquer la chaîne de pion avec ...f6 :
- 4...f6 5.f4 Ch6 5.Cf3 O-O ; maintenant que les noirs ont roqué, les coups ...c5 suivi de ...Cc6 peuvent être joués sans que les blancs obtiennent du contre-jeu avec Fb5.

### 4.exd5 Dxd5
Une idée du grand maître Pal Benko était de jouer 5.Fe2 pour ensuite placer le fou sur la diagonale a8-h1 tout en attaquant la dame. Mais le coup plus commun est 5.Cf3 avec quatre réponses pour les blancs : 5...c5, 5...Fg5, 5.Cf6 ou 5...Ch6. Parmi les quatre réponses possibles, 5...c5 est probablement la plus active et c'est la seule ligne qui profite de la position de la dame en d5. La position obtenue ressemble beaucoup à la variante Keres de l'ouverture anglaise avec les couleurs opposées : 1.c4 e5 2.Cc3 Cf6 3.g3 c6 4.d4 exd4 5.Dxd4 d5. Cette dernière position est considérée comme légèrement inférieure pour les blancs. Alors pourquoi les noirs ne sont pas clairement inférieurs s'ils ont un temps de moins ? Le temps de moins fait que les noirs n'ont pas encore développé leur cavalier en c6 tandis que dans certaines positions de la variante Keres de l'ouverture anglaise, le cavalier en c3 peut se faire déloger par une poussée ...d4. Le meilleur coup pour que les blancs puissent obtenir un avantage est probablement de prendre le pion 6.dxc5. Objectivement, il est préférable pour les noirs de ne pas reprendre de la dame 6...Dxc5 puisque après 7.Fe3 Dc7, la position est défendable mais les blancs ont un petit avantage de développement. Au lieu de ça, les blancs peuvent laisser le pion : 6...Dxd1 7.Rxd1 Cf6 8.Fe3 O-O 9.Cbd2 Td8 10.Fc4 Cg4 avec suffisamment de contre-jeu et éventuellement un gain des noirs.

### 4.Cd2
Ce coup est destiné à maintenir la tension au centre. Aussi, cela évite la fermeture du centre 4.e5 et la simplification du centre 4.exd5. Avant de voir la prise au centre, notons que les noirs peuvent tenter le coup 4...c5 qui attaque directement le centre. 5.dxc5 Cf6 ; et maintenant les blancs peuvent jouer 6.Cb3 pour entrer en finale avec un pion de plus. Sinon 6.Cf3 O-O 7.Fc4 Dxc5 =.
Mais la stratégie de prendre le pion 4...dxe4 5.Cxe4 Cd7 comme dans la défense Caro-Kann est une décision solide. À noter que les coups 5...Dd5 6.Cd2 transposent dans la variante précédente où les blancs prennent en d5 au quatrième coup. Comme dans la variante Smyslov de la défense Caro-Kann, les noirs veulent placer leur cavalier g en f6 pour l'échanger contre le cavalier blanc en e4. Les blancs peuvent empêcher les noirs de placer leur cavalier g en f6.
- 6.Fc4 Cdf6 ; les noirs placent alors le cavalier d au lieu du cavalier g en f6. En effet, on peut reconnaître un schéma tactique connu : la dame est enfermée avec un cavalier est en d7. 6...Cgf6 ? 7.Fxf7+ Rxf7 8.Cg5+ Re8 (8...Rg8 9.Dc3+ suivi d'un mat en trois coups) 9.Ce6 et les noirs perdent la dame. Mais les noirs peuvent alors placer leur cavalier d en f6. Les blancs peuvent choisir de jouer une partie plus calme avec 7.Cxf6+, 7.Cg3, 7.f3 ou alors, des lignes plus agressives avec 7.Cg5 et 7.Cc5. À moins d'être très à l'aise en tactique, les noirs ont plutôt intérêt à bien connaître ces deux derniers coups.

7.Cg5 e6 8.Cf3 ; les noirs ne peuvent pas jouer h6 : 8...h6 ? 9.Cxf7 ! Rxf7 10.Ce5+ Re8 11.Cxg6 Th7 12.O-O. Les blancs ont sacrifié un cavalier pour deux pions mais ils ont beaucoup d'initiative, une avance de développement et les noirs sont déroqués. La suite idéale est 8...Ce7 9.Ce5 O-O et cette fois ci, les noirs pourront jouer h6 au coup suivant sur presque toute réponse des blancs.
7.Cc5 e6 8.Df3 (attaque b7) 8...Cd5 et la position obtenue est égale ; les noirs vont jouer ....Cge7 et petit roque. Le coup 7...b6 est une erreur à cause de 8.Da4+ Rc8 et les noirs sont déroqués. En effet, sur n'importe quel autre coup que 8...Rc8, les noirs sont perdants : 8...Cd7 9.Dc6 Tb8 10.Fxf7+ Rxf7 11.Ce6 De8 12.Cxc7 Dd8 13.Ce6 De8 14.Cf3 (menace mat en deux coups avec Cg5+ suivi de Df3 mat). Sinon, 8...Fd7 9.Cxd7 Cxd7 10.Fd5 Tb8 11.Cf3 et les blancs ont un avantage d'espace, de développement et d'initiative.
- Si les blancs ne veulent pas empêcher les noirs de placer leur cavalier g en f6, le coup 6.Cf3 est une variante plus calme. 6...Cgf6 7.Cxf6+ Cxf6 8.Fd3 O-O 9.O-O et ici les noirs peuvent répondre 9...b6 ou même 9...c5.

## Variantes secondaires
- 3.h4 !?. Parmi les variantes peu jouées, celle-ci n'est pas si rare. C'est un coup proposé par Bobby Fischer[5] dans ses notes d'une partie contre Pal Benko. L'idée est d'affaiblir l'aile roi des noirs en jouant h5.
- La défense hippopotame. C'est un système où les noirs vont jouer d6 et e6 et placer leurs cavaliers en d7 et e7. Ils vont placer beaucoup de leurs pions sur la sixième rangée et vont « attendre » de voir comment les blancs se développent. Le grand maître Boris Spassky a déjà utilisé cette défense contre le grand maître Alexeï Chirov pendant la finale grand prix du Sénat en l'an 2000.
- 2.Bc4 Bg7 3.Qf3 ; en anglais Monkey's Bum (littéralement, « le trou du cul du singe »). Parfois, les blancs préfèrent jouer Cc3 avant de placer la dame en f3.
- 2.d4 Cf6 3.e5 Ch5 ; appelée en anglais Norvegian defense. Les noirs ne peuvent pas placer leur fou en g7 tout de suite sinon leur cavalier serait enfermé et les blancs joueraient g4.

## Exemples de parties
- Mikhaïl Tal-Georgi Tringov, Interzonal d'Amsterdam (Pays-Bas), 1964

1. e4 g6 2. d4 Fg7 3. Cc3 d6 4. Cf3 c6 5. Fg5 Db6 6. Dd2! Dxb2?! 7. Tb1 Da3 8. Fc4 Da5 9. o-o e6?! (9...Cd7) 10. Tfe1 a6 11. Ff4 e5? (11...Dc7!) 12. dxe5 dxe5 13. Dd6!! Dxc3? (le moindre mal était 13...Ff8 14. Dxe5+ Dxe5 15. Cxe5; sur 13...exd4, Tal pouvait continuer par 14. Cd5! Cd7 15. Cg5 Ce5 16. Cc7+ Dxc7 17. Dxc7) 14. Ted1 Cd7?? (14...Ff6!) 15. Fxf7+! (visant le mat) Rxf7 16. Cg5+ Re8 17. De6+  1-0 (car le mat est inévitable: si 17...Ce7, alors 18. Df7+ Rd8 19. Ce6#, et si  17...Rd8, alors 18. Cf7+ Rc7 19. Dd6#).
- Hicham Hamdouchi-Roland Weill, Lyon, 1993[6]

1. e4 g6 2. d4 Fg7 3. Cc3 d6 4. Fe2 c6 5. Fe3 b5 6. a3 a6 7. Dd2 Cd7 8. h4 h5 9. Ch3! Fb7 10. Cg5 11. f4! e6 12. 0-0-0 De7 13. The1 d5?! 14. f5! gxf5 15. exd5 cxd5 16. Fxh5 0-0-0 17. Ff4! Cf6 18. Fxf7!! Cxf7 19. Txe6 Dd7 20. Ca4! Dxe6 21. Dc3+ 1-0.
- Le code ECO de la partie suivante évolue de [A41] (défense Wade) à [A42] (défense moderne avec c4) du fait des coups 5...g6 et 6...Fg7 :

Veselin Topalov-Michael Adams, Dortmund 1996
1. Cf3 d6 2. d4 Fg4 3. c4 Cd7 4. e4 Fxf3!? 5. Dxf3 g6 6. Cc3 Fg7 7. Dd1 c5! 8. d5 Fxc3+! 9. bxc3 Cgf6 10. f3 Da5 11. Db3 0-0-0 12. Fe2 Tdg8! 13. Tb1 Dc7 14. Fe3 Rb8 15. Dc2 g5 16. 0-0 Tg6 17. Tb2 Ra8 18. Tfb1 Tb8! 19. Rh1 h5 20. Dd2? (mieux valait 20. Tb5 "avec une position à double tranchant") 20...g4 21. Dc2 gxf3 22. gxf3 Ce5 23. f4 Dc8 24. Ff1? (mieux valait 24. f5 Tg7 25. Fh6 Tg8 26. Ff4 Ced7, bien que les Noirs détiendraient toujours un large avantage) 24...Cxc4! (les Noirs ont une position gagnante) 25. Txc4 Dh3 26. Tf1 Dxe3 27. Dd3 Dxe4+ 28. Dxe4 Cxe4 29. Fd3 f5 30. Fxe4 fxe4 31. Te2 a6 32. Txe4 Tg7 33. a4 Ra7 34. Tfe1 Tf8 35. a5 Tff7 36. T1e3 Tg4 37. Txe7 Txe7 38. Txe7 Txf4 39. Te6 Tc4 40. Txd6 Txc3 41. Th6 Td3 42. Txh5 c4 43. Th4 c3 44. Tc4 Txd5 45. Txc3 Txa5 46. h4 Th5 47. Th3 b5 48. Rg2 Rb6 49. Rf3 a5 50. Re2 b4 51. Rd2 Rb5 52. Rc2 a4 53. Rb2 Tf5 54. h5 a3 55. Rb1 Tf1+ 56. Ra2 Ra4 57. Th4 Tf2+ 58. Ra1 a2 59. h6 Ra3 0–1.